# Literatura victoriana
Se entiende por literatura victoriana aquella producida en el Reino Unido y en sus colonias durante el reinado de la reina Victoria. El calificativo «victoriana» equipara el periodo al reinado de Victoria (1837-1901) con una rotundidad excesiva, pues ni la monarquía británica gozaba de poderes tales como para que una reina marcase con su impronta una época ni el periodo considerado presenta una homogeneidad sin fisuras. La verdad es que el adjetivo «victoriano» no es una invención de los historiadores. Aparece por vez primera en 1851. Paradójicamente, fueron los críticos de aquel periodo quienes más contribuyeron a darle una entidad propia, aunque fuese negativa. Desde entonces resulta usual hablar de economía, costumbres o sociedad victoriana, dando por supuesto que al hacerlo se remite a aquel periodo. La denominada era victoriana constituye en la historia de Inglaterra y en la de Europa una etapa cultural importantísima. Es el gran momento de Inglaterra, y aunque no tiene el brillante esplendor del período isabelino y jacobino ―la muerte de Byron señala el ocaso de una edad heroica―, presenta, en cambio, una trabada coherencia, una organizada tenacidad en todos los campos de la actividad humana, y muestra una decidida voluntad de transformar el mundo y las fuerzas de la naturaleza para el bienestar y servicio del hombre.
Las características esenciales de aquella época son: una indiscutible preocupación por la decencia, con la consiguiente elevación del nivel moral; un creciente interés por las mejoras sociales y el despertar de un fuerte espíritu humanitario; cierta satisfacción derivada del incremento de riquezas, de la prosperidad nacional y del inmenso desarrollo industrial y científico; conciencia de la rectitud, y un sentido extraordinario del deber; indiscutible aceptación de la autoridad y de la ortodoxia; notable carencia de humor. La era victoriana es época de transformaciones políticas y sociales, inquietudes religiosas («Oxford Movement»), firme trabazón moral, rapidísima expansión del comercio inglés y culminación de la Revolución Industrial.
Algunos de los valores que hoy se asignan al victorianismo ―sentido de la familia, obediencia a los superiores, sobriedad y espíritu ahorrativo― igualmente podrían emplearse para caracterizar momentos anteriores. Otros valores que, como el culto al trabajo, se consideran arquetípicos distaron de estar amplia y libremente asumidos por la sociedad. Además, para casi todos estos valores u otros que podrían añadirse ―una sexualidad reprimida, una creencia en la superación a través del propio esfuerzo y en las virtudes de la no intervención de los poderes públicos―, el reinado de Victoria resulta una época en exceso larga y variable como para cobijarlos correctamente.
En líneas generales, la literatura británica, a diferencia de la francesa, consta, ante todo, de individuos y no de escuelas.
En literatura, el largo reinado de Victoria es uno de los más gloriosos de la historia inglesa. La era victoriana cubre prácticamente desde el Romanticismo hasta finales de siglo, y representa literariamente un cambio de estilo en un sentido realista. La fecha fronteriza entre el Romanticismo y la era victoriana es el año 1832. En realidad, Victoria no ascendió al trono hasta 1837, pero para entonces la mayoría de los grandes escritores del primer tercio del siglo, a quienes podríamos denominar «georgianos tardíos», habían enmudecido: en 1832 moría Walter Scott; Keats, Shelley, Byron y Hazlitt ya no existían; Coleridge y Lamb estaban llegando al fin de sus días, y Wordsworth, aunque viviría aún bastantes años, había escrito ya lo mejor de su producción. Del mismo modo,Southey, Campbell, Moore, Jeffrey, Sydney Smith, De Quincey, Miss Edgeworth, Miss Mitford, Leigh Hunt, Brougham y Samuel Rogers aún vivían, pero la parte esencial de sus obras ya estaba hecha. Los principales autores que pertenecen por igual a las épocas georgiana y victoriana son Landor, Bulwer, Marryat, Hallam, Milman y Disraeli; ninguno de los cuales, con la excepción de este último, se acerca al máximo nivel en ninguna de las dos épocas. A la vez, aparecían los primeros volúmenes de Tennyson, el futuro poeta laureado representante de la poesía victoriana. Aunque de hecho perduraba el Romanticismo, su energía creadora estaba agotada, y la literatura buscaba otras fuentes de inspiración. En las alternancias rítmicas del fenómeno literario, la reacción psicológica contra los excesos del Romanticismo inclinaba el gusto hacia la concreción y el orden. Después del reinado de la emoción y de los sueños y las tempestades del alma romántica, empezaba a manifestarse una época razonadora y realista, que emparentaba mejor con la actitud mental del siglo XVIII(el siglo de las luces). La nota predominante era la racionalización del impulso literario. Ante los postulados del Romanticismo, los escritores victorianos consideraron la verdad concreta como uno de los motivos esenciales de la creación literaria. En consecuencia, su tono de expresión general fue el realismo; y, en conjunto, se preocuparon más que sus antecesores románticos por la perfección estilística y la organización formal de la obra de arte.
Brillante en poesía y rico en pensamiento, el victoriano es un período en que la novela aparece en su máximo esplendor, floreciendo también en él un grupo de eminentes mujeres novelistas. Además, hacia 1860, el teatro experimenta una renovación saludable. Más adelante, a partir de 1875, las influencias francesas fueron preponderantes, sobre todo en el decadentismo del poeta A. Ch. Swinburne, en el esteticismo del ensayista Walter Pater y, sobre todo, en la obra poética, narrativa y dramática de Oscar Wilde. Mientras que la poesía de los últimos años de la era victoriana parecía sumirse en una fase de menor confianza, la explosión de energía que impulsó la narrativa no se agotó después de los primeros años. Si echamos una mirada retrospectiva, el último cuarto de siglo aparece dominado por dos figuras, la de Thomas Hardy y la de Henry James, que van seguidos de una hueste de escritores menores, aunque no faltos de interés. Por su parte, la poesía de Hardy habría de esperar al siglo XX para ser valorada en su justa medida. En la novelística, destacarían en ese último período victoriano los nombres de Samuel Butler, George Meredith y, sobre todo, Robert Louis Stevenson, Arthur Conan Doyle y Bram Stoker, maestros respectivamente de los géneros de aventuras, policíaco y de terror.

## Contexto (histórico, social, económico, intelectual)
El inicio de esta era victoriana lo podríamos situar hacia 1830, cuando la economía industrial se está asentando firmemente y su principal beneficiaria, la burguesía, está a punto de conseguir su reconocimiento oficial. Su final ocurriría en torno al comienzo de la nueva centuria, cuando la muerte de la reina (1901) coincide con fenómenos tan simbólicos como la aparición del partido laborista (un proceso que se concreta entre 1903 y 1906) o la guerra bóer (1899-1902).
La propia historiografía ha asentado la división de la época victoriana en tres etapas, tomando como años bisagra 1851 ―la exposición de Londres― y 1873 ―el inicio de la Gran Depresión―. Una primera etapa, el Victorianismo temprano («Early Victorian»), se nos presenta como fase de asentamiento de la sociedad surgida de la Revolución Industrial, con importantes conflictos reveladores de fuertes tensiones de clase: Cartismo, Liga contra las leyes de cereales. La segunda etapa, Victorianismo medio («Mid Victorian»), es un periodo de estabilidad interna, en el que triunfan aquellos valores que luego serán conocidos como victorianos y en el que el poderío británico en el mundo, apoyado en una privilegiada posición económica derivada de la temprana realización del proceso industrializador, resulta incontestable. En la tercera etapa, Victorianismo tardío («Late Victorian»), se alzan serias dificultades a la hegemonía británica, desafiada en su liderazgo colonial por países a los que los problemas económicos iniciados en 1873 afectan en menor medida, al tiempo que aumentan las tensiones internas, representadas por la insoluble cuestión irlandesa y el desarrollo de un movimiento obrero y sindical de corte más revindicativo.
En el mundo las circunstancias pocas veces han sido más favorables a un gran estallido de energía literaria. La nación era segura y próspera en un grado sin precedentes, cosciente de su voluntad y facultad de expandirse aún más. La época victoriana fue de gran actividad comercial, financiera e industrial. Diversas circunstancias fueron especialmente favorables a los esfuerzos ingleses. La Revolución Industrial la había adelantado a sus rivales del continente europeo, ya que contaba en su propio territorio con las materias más necesarias. La estabilidad política confirmó esa supremacía. Al no impedirse que el esfuerzo tuviera éxito, el proceso parecía ajustarse al derecho, y la ciencia (si lo es) de la economía política hizo grandes progresos en esta su época clásica, desde los Principios de Ricardo hasta los de J. S. Mill.

### Victorianismo temprano y medio
Los poetas victorianos, como los novelistas, se enfrentaban a una sociedad muy cambiada frente a la que describían los románticos: casi podían palpar cómo cambiaba la estructura de clases; la clase media iba tomando posiciones cada vez más influyentes frente a la antigua aristocracia y comenzaba a introducir un nuevo sistema de valores; ya nadie podía ignorar el proceso de industrialización ni sus secuelas de contaminación y miseria; la fe religiosa se veía amenazada por los descubrimientos geológicos y biológicos y por un espíritu de escepticismo que se volvía contra la Biblia.
Es demasiado simple decir que los primeros victorianos hicieron un mundo de su crisis religiosa. El vacío espiritual hoy apenas significa nada (aunque algunos lampan por extraños terrenos para llenarlo). Sin embargo, los primeros que vieron cómo su fe iba desapareciendo vivían inmersos en una comunidad creyente, una comunidad que profesaba abiertamente sus creencias y en la que representar una vanguardia intelectual no resultaba nada cómodo. Mientras que el ateísmo de Shelley asesta un duro golpe al cristianismo convencional, las dudas convierten al victoriano en un reincidente sin ganas, en alguien que se debate entre problemas espirituales, alguien melancólico y añorante de lo que ha perdido y que los demás aún conservan. Más que como liberación, la falta de fe se vive como una pérdida.
Parte de la vitalidad con que nos salpican las páginas de las novelas victorianas se debe a la nueva concepción que ofrecen del mundo. Gran Bretaña dejaba de ser un país rural y se transformaba rápidamente en una sociedad urbana, proceso terrible y emocionante a la vez por las consecuencias y las potencialidades que implicaba. Además, el tren iba descubriendo todos los rincones de la isla, que despertaban la curiosidad y admiración de los ciudadanos. Si antes el ámbito en el que discurría la vida de la gente era de unos quince o veinte kilómetros a la redonda, ahora este ámbito se multiplicaba por diez. Grupos enteros de población se desplazaban, geográfica y socialmente. En las nuevas ciudades industriales, que no solo eran nuevas, sino que representaban un nuevo modelo de ciudad, la gente se enriquecía y se arruinaba en cuestión de meses. Los milagros empresariales afectaban a todo el mundo, no solo a los nuevos capitalistas o a la fuerza trabajadora, y todos se bandeaban año tras año entre la confortable prosperidad y la inanición.
La nueva religión de los nuevos capitalistas era el laissez-faire, normalmente denominado economía política o benthanismo. Inicialmente para los victorianos las nuevas doctrinas económicas, que abogaban por una economía de mercado sin restricciones y la total libertad del empresario (pero no del sindicalista), constituían dogmas de fe tan incuestionables como los que emanaban del púlpito; las leyes siderúrgicas no admitían refutación posible. Y el nuevo empresario, que divulgaba estas leyes y se aprovechaba de ellas, venía a ser el héroe nacional, el equivalente moderno del filibustero isabelino.
Evidentemente, para los intelectuales la época era muy distinta y mucho menos atractiva. La crisis religiosa, que en 1867 se convirtió en objeto de debate popular con El origen de las especies de Darwin, ya la habían librado en su interior escritores como Tennyson o George Eliot años antes. Al asomarse a la Inglaterra victoriana, Matthew Arnold vio un horrible patio en el que jugaban bárbaros y filisteos. John Stuart Mill vio la degradación de las clases trabajadoras y el sometimiento de las mujeres.

### Victorianismo tardío
En la segunda mitad del mandato de la reina Victoria, la etapa de viudedad pública más prolongada de la historia, empezaron a criticarse cada vez con mayor intensidad la ética, los gustos y las costumbres eminentemente victorianos. Hoy vemos esta situación con más claridad que la gente de la época. Los guardianes de la moral pública que decidían, según Dickens, "qué es lo que debía sacarle los colores a los jóvenes" seguían dominando el panorama, lo cual obligaba a muchos escritores a expresarse de manera soterrada, sobre todo en materia sexual. Gran Bretaña volvía a poner ahora un enorme empeño en "aparentar" ser la gran potencia mundial que había sido a mediados de siglo, con la confianza de entonces: gobernaba, en medio de serias amenazas, el más vasto imperio que ha habido en el mundo y mantenía un alto poder de decisión en Europa.
Sin embargo, el poder y los ideales victorianos estaban en decadencia. La depresión agraria (debida en parte a la competencia que suponían América del Norte y del Sur) empezaba a socavar los cimientos financieros de los nobles y los aristócratas hacendados. La depresión industrial iba sumiendo en la pobreza a las ciudades afectadas y se oían ya los murmullos de un socialismo de masas. Con la publicación de El origen de las especies de Darwin el debate sobre el verdadero carácter literal de la Biblia saltó a la calle y dejó de estar confinado al estudio. Al debilitarse los principios religiosos, empezaron a surgir todo tipo de liberaciones, grandes y pequeñas, que se fueron expandiendo. La propia honestidad comenzaba a ser objeto de burla (Wilde y Samuel Butler utilizaron el nombre propio que la evocaba para ridiculizarla). A través de estas sátiras se puso en evidencia que la religiosidad victoriana era un timo y su moralidad mera hipocresía; que su afición por las artes resultaba vulgar, materialista y mecánica.
El cambio de talante puede verse reflejado en todos los aspectos de la vida, en la aparición de periódicos populares, en el teatro, en la búsqueda de nuevas religiones (el socialismo, la estética, el cultivo del espíritu), cualquier cosa que pudiera llenar el vacío de la fe. Particularmente interesantes son los cambios que tienen lugar en el terreno sexual.

## Poesía
Diez años separan la muerte de Shelley de los primeros versos de Tennyson, y otros diez median entre la última novela de Scott y la consagración de Tennyson como poeta. En esos estrechos límites temporales había dado comienzo una época nueva, aunque sin señal ninguna de rebelión. Keats y Tennyson, Shelley y Browning, Wordsworth y Matthew Arnold guardan entre sí relaciones de maestros a discípulos respectivamente. Browning fue discípulo de Shelley, si Tennyson lo fue de Keats. También lo fue Swinburne. Los poetas victorianos no reaccionan contra los representantes de la poesía romántica. Más bien se puede decir que siguen en la misma corriente. Pero, si aquéllos experimentaron, éstos pulen y perfeccionan; si aquéllos se dejaron arrebatar por su inspirado impulso, a veces genial, éstos se caracterizan por la armonía de su obra, por su mayor perfección estructural y penetración psicológica.
En la poesía de la época victoriana pueden distinguirse dos grandes tendencias. La primera, más característicamente victoriana, está dominada por las figuras de Tennyson, de gran virtuosismo formal, y Browning, de marcado carácter psicologizante, y se interesa por la objetividad, el equilibrio y la precisión de las ideas. La segunda tendencia, la del movimiento prerrafaelita, presidido por Rossetti, tiende a una reacción idealista de ansiedades emotivas, busca el culto a la belleza, siente inclinación al ensueño y a la visión, combina la imaginación con la sensibilidad. A la entrada de la era victoriana se encuentran las personalidades, hasta cierto punto complementarias, de Tennyson y Browning, ambos interesados en mantener el nivel que la poesía había alcanzado con Byron y Walter Scott, los autores más leídos hacia 1830. La inquietud de Arnold forma un punto de transición a la abstracción estética de los prerrafaelistas y al radicalismo revolucionario de Swinburne. Arnold fue una figura prominente en esa gran pléyade de poetas victorianos que trabajaron simultáneamente ―Tennyson, Browning, Rossetti, William Morris y Swinburne―, poetas entre los cuales existía al menos este nexo de unión: que la búsqueda de todos ellos fue la desfasada búsqueda poética de lo bello. La belleza era su consigna, como había sido la consigna de sus inmediatos predecesores: Wordsworth, Coleridge, Keats, Shelley y Byron. A partir de 1850, el grupo prerrafaelista infundiría un tono de melancolía gótica y de languidez a la poesía y a la pintura de esa fase de la época victoriana. Por último, cabe destacar a una serie de poetas del tramo final del período victoriano (último tercio del siglo XIX) que se caracterizaron por sus inquietudes religiosas y sus anhelos de espiritualidad.

### Panorama de la poesía inglesa hacia 1830
Con Tennyson y Browning haría su aparición una poesía nueva, aunque los lectores de la época estuvieron muy poco dispuestos a reconocerlo así. Hacia 1830, Scott y Byron eran todavía los poetas populares ―pese a que este último ya había muerto y aquél ya había escrito toda su producción poética―, así como algunos otros que participaban de una estética parecida: Samuel Rogers con Italy, Thomas Moore con su lírica irlandesa y con el increíblemente popular romance oriental titulado Lalla Rookh, y Thomas Campbell, quien por muchas razones fue un poeta más auténtico que cualquiera de los otros.

### Poetas victorianos característicos
Los poetas que dominaron la primera mitad de la era victoriana nacieron a la sombra del movimiento romántico y todos ellos tomaron a los grandes poetas como modelos y mentores.
En el primer término de esta época se destacan indudablemente las figuras complementarias de Tennyson y Browning. Su semejanza general provoca una antítesis, como la que uno de los editores de Browning intentó establecer entre forma y materia, entre el mero artista y el pensador. Estos dos grandes poetas dominan la era heterogénea y polémica que se ha dado en llamar victoriana y que hoy vemos como uniforme: Tennyson y Browning serían los encargados de devolver a la poesía parte de una función más elevada. Los dos consiguieron el éxito de conservar un público amplio para su poesía en una época en la que la novela se había convertido en la forma literaria más popular. Fue característico de ambos aceptar como indiscutibles los supuestos básicos de la sociedad en que vivían y mostrar un espíritu de continuidad en sus métodos artísticos.

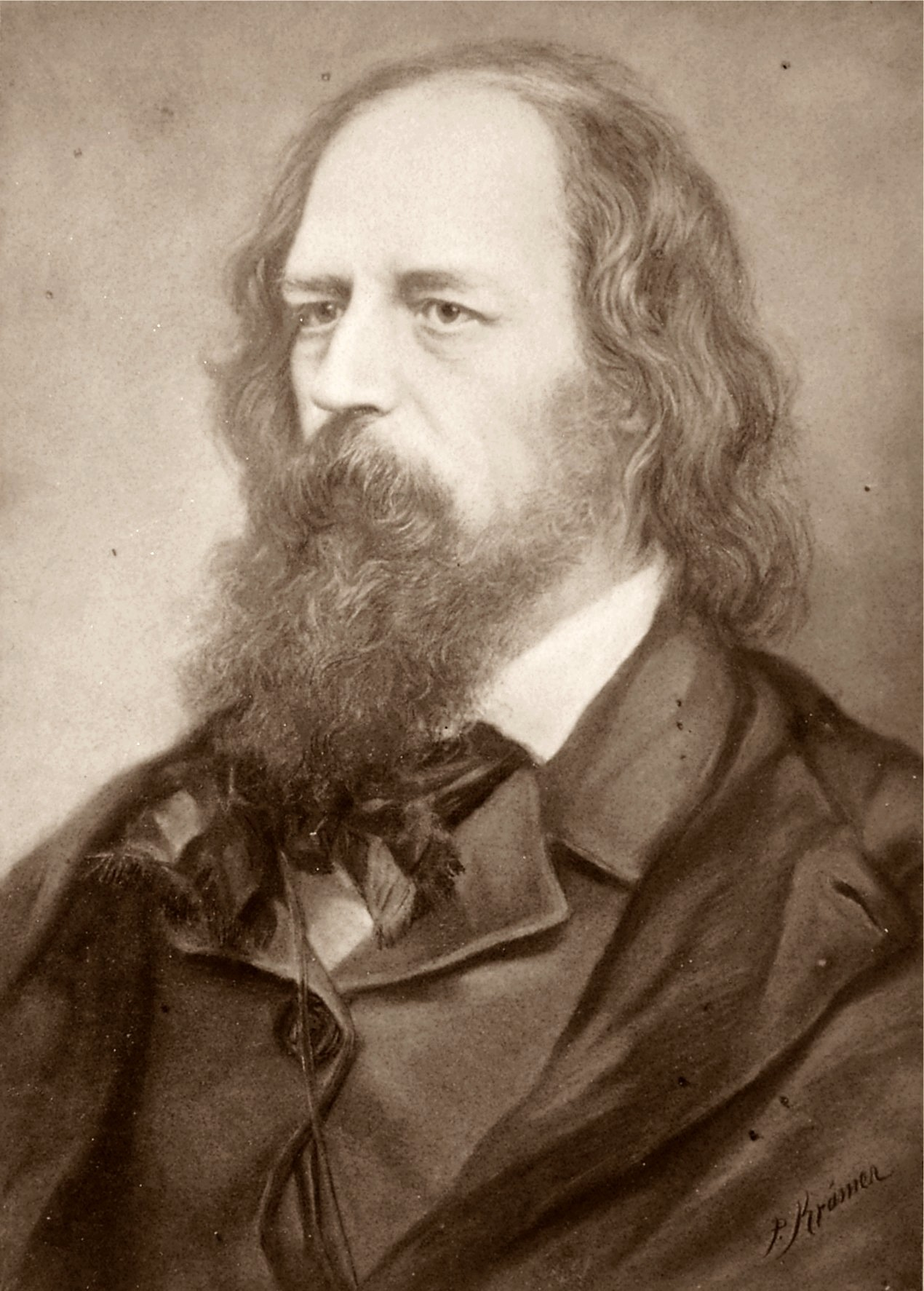
Retrato de Alfred Tennyson, obra de P. Krämer.

Debemos considerar en primer lugar a Alfred Tennyson (1809-1892), no solo por ser el mayor, sino porque los propios victorianos lo consideraban el representante poético de la fuerza y la gloria de una época. Alfred Tennyson se consagró a la vocación poética con la misma convicción inalterable que había caracterizado a Milton, Pope, Thomson, Wordsworth y Keats, y que aún no había distinguido a Rossetti y Swinburne, y se convirtió con facilidad en el más grande virtuoso de su tiempo en su arte. Tennyson fue un genuino representante de lo nacional inglés. Distinto de los grandes románticos ―Byron, Shelley, Keats―, tan despegados de Inglaterra y de los temas ingleses, Tennyson tiene un gran sentido nacionalista. Mostraba una pasión de artífice del verso aprendida de Keats, pero ejercida con más minuciosidad. El autor seguía el camino abierto por la Laodamía de Wordsworth más aún que el del Endymion de Keats, pero infundía en sus poemas una presión dramática nueva.
Recibió como una exhalación la sensación de desazón en cuanto a los problemas del futuro que invadía a su generación, y en las elegías y poemas líricos de In Memoriam, en The Princess y en Maud la devolvió a sus contemporáneos en un torrente que aún destella e irradia en medio de la penumbra.
Como en el caso de otros grandes poetas, lo esencial en su obra está en la música del verso. El tono de bardo parecía fuera de lugar; y, sin embargo, cuando le plugo abandonarlo pudo escribir baladas tan excelentes como La carga de la brigada ligera y La venganza. A pesar de haber sufrido duros ataques por parte de sus contemporáneos, nadie le podía negar el más perfecto dominio sobre la sonoridad del inglés, un oído impecable y una consumada elección y gusto por las palabras. Su poesía abunda en imágenes de increíble belleza. No obstante, Tennyson no poseía la originalidad, el vigor y la hondura de los grandes románticos.
Había publicado a comienzos de la década de 1830 un par de volúmenes de poesía: Poems, Chiefly Lyrical (Poemas principalmente líricos, 1830) y Poems (Poemas, 1832). De las composiciones contenidas en el primero de ellos, cabe señalar que si existe huella alguna de influencia inconsciente de algún maestro poético en dichos poemas, es la de Keats y Coleridge. Sin embargo, los amantes de la poesía contemporánea no se sintieron atraídos por el libro. En cuanto al segundo, comprende la obra poética de los años 1830-33: poemas aún reconocidos entre los más nobles e imaginativos de su obra. Poems, el primer volumen de poesía que publicó Tennyson como poeta maduro (1832), recibió muchas críticas; incluso se le ridiculizó acusándole de pertenecer a la "escuela cockney", es decir, que estaba influido por autores como Leigh Hunt o Keats. Keats indudablemente fue para él modelo indiscutible, más que por sus ideas por las imágenes, la dicción y los recursos métricos que utilizaba. En 1833 falleció su gran amigo Arthur Hallam, y Tennyson comenzó In Memoriam y escribió The Two Voices [Las dos voces] (1834). Tennyson se mantuvo en silencio hasta 1842, cuando reeditó Poems en dos volúmenes, logrando al fin el reconocimiento completo como un gran poeta. Esta edición (la tercera), contiene algunas de sus mejores composiciones, como el monólogo dramático Ulises. En esta obra, Tennyson combinó todo lo positivo de sus comienzos poéticos con un tema que simboliza la concepción romántica del espíritu heroico. En Ulises, el guerrero ya entrado en años se ve incapaz de acomodarse a la rutina de la vida cuando vuelve a Ítaca, con lo cual decide volver al mar con sus guerreros. Los versos de este poema esconden un desprecio poco paternal, el desprecio que siente el hombre de acción frente al previsor y al conservador. A pesar de que los victorianos parecían estar satisfechos de la civilización que estaban construyendo, también admiraban a quienes desertaban de ella para llevar una vida de acción o de heroica sencillez (como ocurre con el héroe de Maud). Y tampoco podemos olvidar que bajo el círculo de seguridad que rodea al viejo guerrero se esconde, según algunos críticos, esa fuerza subterránea que arrastra en dirección contraria. Es a partir de 1842 que debe datarse la fama universal de Tennyson; desde el momento de la publicación de esos dos volúmenes dejó de ser una curiosidad, o el favorito de una camarilla de adelantados, y ocupó su lugar como el principal poeta de su época en Inglaterra.
En 1850 publicaría, al fin, su obra magna, In Memoriam, su poema más sincero e intenso. Su autenticidad lo convirtió en el gran poema de su tiempo. Se trata de una extensa elegía filosófica que refiere los diversos estados de ánimo de un hombre desesperado por la muerte de alguien muy querido. El poema, escrito en estanzas de cuatro versos, había ido creciendo hasta su versión definitiva durante un período de diecisiete años tras la muerte de Arthur Hallam. A diferencia de los Idilios del rey, In Memoriam sí resulta representativo de la época victoriana, para el lector actual, del espíritu de su tiempo. In Memoriam está elaborado a partir de una serie de poemas elegíacos motivados por la muerte de su amigo. Resulta sobrecogedor por lo que tiene de dolor insoportable, de aflicción y largos meses de melancolía, de tormentos y dudas espirituales. Los poemas siguen el devenir de su dolor en el tiempo y la consiguiente crisis religiosa en que se ve sumido. Afronta la nueva visión del mundo natural que los descubrimientos científicos iban imponiendo sobre las personas cultas. El público, a cuyas creencias y pesares más profundos y por tanto más comunes apelaba el poema, lo acogió de inmediato. Los críticos no fueron tan rápidos en su reconocimiento. A algunos de ellos el poema les parecía desesperadamente oscuro.
Maud apareció en el otoño de 1855. Es un poema muy extenso, absolutamente impresionante, sobre el asesinato, la obsesión, la locura, el amor desesperado, todo ello salpimentado con versos más accesibles de intensa belleza. Tras el monodrama lírico de Maud, dedicaría su impecable técnica de diseño, armonía y ritmo a obras ante todo decorativas y de diseño (los Idylls of the King), y a experimentos de drama en verso para los que no había llegado el momento.
El genio de Tennyson se adaptaba perfectamente al poema narrativo breve de carácter lírico. Pero su ambición le indujo a dedicarse al poema épico, línea en la que trabajó, a intervalos, durante toda su vida. Escribió composiciones muy notables, algunas de gran extensión, como los Idylls of the King (1859; 1869; 1889). La primera serie de esta tríada, gracias a la cual Tennyson alcanzó un éxito popular superior al experimentado antes por cualquiera de los poetas ingleses, salvo quizás Byron y Scott, puso el nombre de Tennyson en los labios de todos sus contemporáneos. Es un extenso conjunto de poemas ―pintorescos, románticos, alegóricos y didácticos― que utilizan como argumentos distintos momentos de la tradición artúrica. Tennyson redujo el modelo de los relatos artúricos al marco de las necesidades de la moralidad victoriana. Idilios del rey no logra convertirse en la épica nacional que Tennyson habría deseado hacer, a pesar de que tiene pasajes maravillosos. Sin embargo, In Memoriam sí resulta representativo, para el lector actual, de la época victoriana, del espíritu de su tiempo. Así como los Idilios son la poesía del poeta laureado, In Memoriam es la poesía del propio poeta, y, desde el mismo momento en que es tan auténticamente suya, se convierte al mismo tiempo en el gran poema de su época. Desde la publicación de los primeros Idylls hasta el final de la vida del poeta su fama y su popularidad siguieron imparables.
"Enoch Arden" (1862) no aparecería hasta 1864, en un volumen que también contenía "Sea Dreams", "Aylmer's Field" y, sobre todo, "El granjero del norte", la primera y mejor de las notables composiciones de Tennyson en el dialecto de North Lincolnshire. El volumen se convirtió, a juicio de su hijo, en la más popular de todas las obras de Tennyson, con la única excepción de In Memoriam. Ballads and Other Poems (Baladas y otros poemas, 1880) es una colección de poemas líricos que contenía el sombrío y magnífico "Rizpah", mientras que Demeter and Other Poems (Deméter y otros poemas, 1889) apareció casi simultáneamente a la muerte de Browning, un suceso que dejó de facto a Tennyson como figura única en la literatura poética.
Tennyson consiguió un público muy amplio y tuvo numerosos imitadores. Es por tanto bastante natural que haya generado oposición a su poesía, oposición que llegaría a ser muy fuerte. Con su lírica realizó una descripción de un mundo bello y antiguo, como si cerrara los ojos deliberadamente a la sucia industrialización de su propio siglo. La poesía concebida de esta manera no sería una interpretación de la vida, sino una ilusión cautivadora y distante. Como poeta, es mucho más complejo de lo que parece; tenemos que estar muy despiertos a las connotaciones de las palabras, a los efectos métricos.
Tennyson es un poeta de musicalidad excepcional que refinó sus dotes naturales a base de trabajo y de la constante revisión de sus obras. Al contrario de los grandes románticos, el ilustre laureado no tenía mensaje concreto que dar a sus contemporáneos; su obra se cimenta especialmente en su dominio de la lengua y en la musicalidad de la palabra. La poesía de Tennyson se caracteriza por una amplia perspectiva; por su intensa solidaridad con los más hondos sentimientos y aspiraciones de la humanidad; por su profunda comprensión de los problemas de la vida y el pensamiento; por un noble patriotismo que encuentra su expresión en poemas tales como The Revenge [La venganza], The Charge of the Light Brigade [La carga de la brigada ligera] y Ode on the Death of the Duke of Wellington [Oda a la muerte del duque de Wellington]; por su exquisito sentido de la belleza; por su maravilloso poder de descripción vívida y minuciosa, logrado en ocasiones por medio de una sola y afortunada frase y a menudo reforzado por la perfecta correspondencia entre sentido y sonido; y por una grandiosidad y una pureza de tono generales. Ningún poeta lo ha superado en precisión y delicadeza del lenguaje y en integridad expresiva. Como poeta lírico no tiene, tal vez, quien le aventaje, y únicamente dos o tres le igualan en la poesía inglesa. Cuando se tienen en consideración el volumen, la variedad, el acabado y la duración de su obra, así como la influencia que ejerció en su época, se le debe asignar un lugar único entre los poetas de su país.
Los hermanos mayores de Alfred Tennyson, Frederick Tennyson (1807-1898) y Charles Tennyson Turner (1808-1879), fueron poetas de primer orden. Ambos contribuyeron al volumen Poems by Two Brothers (Poemas de dos hermanos), que publicaron en su época universitaria. Charles publicó en 1830 un pequeño volumen de unos cincuenta sonetos, que atrajo la atención de unos pocos perspicaces, entre ellos Samuel Taylor Coleridge. El poeta no volvería a atraer al público hasta 1864, cuando se publicó una nueva colección con cerca de cien sonetos dedicados a su hermano Alfred. Volúmenes subsiguientes aparecieron en 1868 y 1873. En 1880, después de su muerte, toda su obra precedente fue reeditada, con adiciones, en un volumen bajo el título de Collected Sonnets, Old and New [Viejos y nuevos sonetos recopilados]. Este volumen contiene en total cerca de 350 sonetos y media docena de poemas líricos breves en otros formatos. Algunos se refieren a temas que resultan totalmente inapropiados para el tratamiento declamatorio en forma de soneto, mientras que otros poseen un interés insuficiente o una ejecución inadecuada. Pero una vez hechas todas las deducciones, queda un considerable conjunto de sonetos excepcionalmente sobresalientes por su delicada y espiritual belleza, combinada con una auténtica imaginativa. Alfred Tennyson consideraba algunos entre los mejores en su lengua. Frederick, por su parte, escribió Days and Hours [Días y horas] (poemas líricos, 1854), The Isles of Greece [Las islas de Grecia] (1890), Daphne (1891) y Poems of the Day and Night [Poemas del día y la noche] (1895). Todas sus obras ofrecen pasajes de genuina fuerza poética.

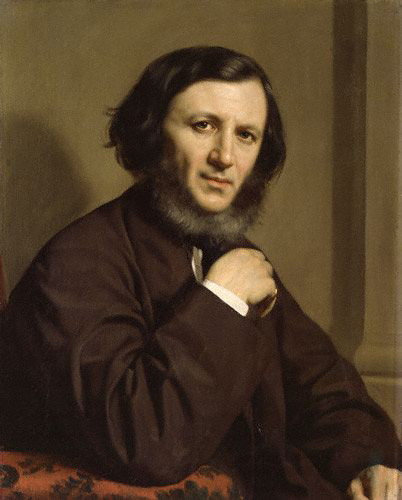
Retrato de Robert Browning (1858), obra del pintor italiano Michele Gordigiani (1835-1909).

Los problemas morales y religiosos de los que se ocupó Tennyson serían también el tema principal de Robert Browning (1812-1889), la segunda gran figura de la poesía victoriana, si bien desde fuera parece que no hay tanta lucha ni tanto tormento espiritual en las obras de este último. No es que Browning se tape los ojos ante la fealdad, sino que confía enérgicamente en las posibilidades humanas, lo cual resultaba reconfortante y fortalecedor para sus contemporáneos. La poesía de Browning no tiene que ver esencialmente con los problemas sociales y espirituales de su época. Quizá hayamos de entender que Browning se protegía de su propia época volviendo sobre períodos pasados, el Renacimiento, el mundo medieval, los tiempos bíblicos, períodos todos ellos sazonados con el peligro y con el sabor de lo excepcional y de lo heroico. Mientras que Tennyson suele recurrir al mito, Browning utiliza personajes históricos que le cautivan. Al igual que la de aquél, la poesía de Browning se vería sometida a una crítica demoledora décadas después de su muerte. Y a diferencia de Tennyson, Browning buscó, a la manera de sus antepasados sajones, la música de la aspereza, no de la dulzura, y su tendencia a dramatizar fue todavía más marcada que en el caso de aquél. Su primera publicación fue Pauline, un pequeño volumen que apareció, de forma anónima, en enero de 1833, pero suscitó escaso interés. La publicación de Paracelsus en 1835, si bien el poema carece de popularidad en general, suscitó la atención de Carlyle, Wordsworth y otros hombres de letras, y le otorgó una reputación como poeta de prometedor futuro.
La forma preferida por Browning es el monólogo dramático, género que consiguió llevar a la perfección y legarlo a la posteridad convertido en forma poética vigorosa. Browning no se interesaba tanto por los conflictos en un grupo de personajes, cuanto por la suerte de un individuo único, y para conseguir este objetivo desarrollaría el monólogo dramático; de esta manera compondría sus obras más conocidas. La aparición de estos trabajos en una serie de volúmenes entre los que se incluyen Dramatic Lyrics, Hombres y mujeres y Dramatis Personæ, le proporcionaría en la segunda mitad del siglo una reputación solo aventajada por la de Tennyson. Hoy día siguen siendo sus trabajos más notables.
En su momento, sin embargo, para la gran mayoría de los lectores, probablemente, Browning fue más conocido por algunos de sus poemas breves. Sus temas a menudo resultaban recónditos y quedaban fuera de la comprensión y de la simpatía de la gran mayoría de los lectores; y debido, en parte, a los sutiles vínculos de conexión entre las ideas, y en parte a su expresión a menudo extremadamente condensada y áspera, el tratamiento de los mismos rara vez dejaba de resultar dificultoso y oscuro. En consecuencia, durante mucho tiempo el autor apeló a un muy reducido círculo. Con el paso del tiempo, sin embargo, y obra tras obra, el círculo fue ampliándose, y la maravillosa profundidad y variedad de ideas y la intensidad de los sentimientos experimentaron una fuerza creciente. Comenzaron a formarse sociedades para el estudio de la obra del poeta. Las críticas se tornaron cada vez más elogiosas, y el autor al fin recogió la cosecha de admiración y honor que merecía.
Lo más selecto de la obra de Browning fue escrito entre 1840 y 1870, si bien ni siquiera en la última etapa de su vida dejaría de ser un poeta espontáneo y sutil. En 1840 apareció la más compleja y oscura de sus obras, Sordello; pero, salvo para unos pocos, esta obra contribuyó poco a aumentar su reputación. Se trata de un largo poema narrativo, histórico y filosófico, en el que refería la vida entera de un juglar medieval. Browning mostraba en ella un conocimiento de la Italia medieval en el que utilizaba alusiones que ningún lector podía tener la esperanza de entender. En consecuencia, Sordello es el más herméticamente oprimido y ocultamente sombrío de todos sus escritos.
Cultivó los monólogos dramáticos; personajes imaginarios o reales, Napoleón III o Calibán, se muestran y se justifican. Así, en el poema Browning habla por boca de una personalidad que él elige y lo único que podemos hacer es intentar averiguar lo que el poeta opina sobre dicha personalidad, ya que éste nunca prescinde de su máscara. Los personajes suelen estar viviendo momentos cruciales de su vida: el joven que acaba de asesinar a su amante; el prelado renacentista que está a punto de morir; un falso vidente al que le acaban de descubrir sus mentiras. Todo ello da vigor y entusiasmo a sus propias revelaciones y justificaciones personales. En este género triunfó plenamente, como demuestra su obra Pippa Passes (1841), incluida en la serie Bells and Pomegranates. Siguiendo la línea marcada por Pippa Passes, aparece el volumen de Dramatic Lyrics (1842), en el que Browning se revela ―en la misma fecha que Tennyson― como un poeta de primer orden. Esta colección y la de Dramatic Romances (1845) contienen algunos monólogos, más o menos extensos, y buen número de composiciones, de carácter lírico narrativo o descriptivo, que, incluso las más sencillas, presentan un fondo dramático. En 1850 escribió Christmas Eve and Easter Day [Víspera de Navidad y día de Pascua], y en 1855 apareció Men and Women [Hombres y mujeres], que comprende no pocos monólogos dramáticos. Los mejores poemas de Browning se escribieron entre 1845, año en que conoció a Elizabeth Barrett, y la muerte de ésta en 1861, si bien la influencia de Elizabeth todavía se hace sentir en sus Dramatis Personæ, en 1864. Con esta última obra termina esta serie de poemas y monólogos, que son probablemente lo mejor del arte y del pensamiento de Browning.
Pero donde el esfuerzo de Browning aparece con magnitudes casi titánicas es en The Ring and the Book (El anillo y el libro, 1868-69), en el que se entrelazan toda una serie de monólogos dramáticos hasta conseguir uno de los poemas más extensos de la literatura inglesa. Diez personas distintas, entre las cuales están los protagonistas, el asesino y la asesinada, el presunto amante, el fiscal, el abogado defensor y el Papa, narran minuciosamente la historia de un crimen. Los hechos son idénticos, pero cada protagonista cree que sus acciones han sido justas. En esta recreación tan brillante, en la que el caso del sórdido asesino es observado desde diez perspectivas distintas, podemos captar la energía de que Browning es capaz, su amor por lo grotesco, su vasta erudición, su entusiasmo y su sentido de la musicalidad. Por otra parte, hemos de decir que resulta largo; la vida moderna nos parece demasiado breve como para abordar un poema de quinientas páginas. Con todo, hay que reconocer que los senderos históricos y psicológicos que explora en sus momentos álgidos son realmente estimulantes y fortalecedores por el arrojo y la confianza que transmiten. Y aunque el principal atractivo de Browning lo encontremos a nivel dramático y de caracterización de personajes, tampoco le falta impulso poético. La acogida de The Ring and the Book supuso un triunfo para el autor, quien ahora, cerca de los sesenta años, por primera vez ocupaba su lugar correspondiente en la vanguardia de los hombres de letras vivos.
El fuego poético no está apagado, sin embargo, y aún le quedan energías para producir algo selecto, como lo demuestran sus Dramatic Idylls (1879-80). Asolando (1889) apareció el mismo día de su muerte. La facilidad con que discurre su lírica nos demuestra que fue un maestro del verso, pero, en sus últimas obras, los efectos especiales, aunque concedían realismo a los poemas, los ponían en peligro de convertirlos en manieristas. Sus poemas serían recopilados en dos volúmenes en el año 1896.
Su filosofía de la vida se basaba en unas cuantas grandes verdades que, desde Pauline a Asolando, repitió con toda clase de variantes: Dios, inmortalidad, optimismo, amor al mundo y a la vida. Se le ha llamado el poeta del hombre, y quizá sería más propio designarlo como el poeta de los hombres, pues su interés por la humanidad era, en el fondo, su interés por la individualidad de la persona. Si Browning no hubiera elegido el verso, sería un gran cuentista, no inferior a Conrad o a Henry James.

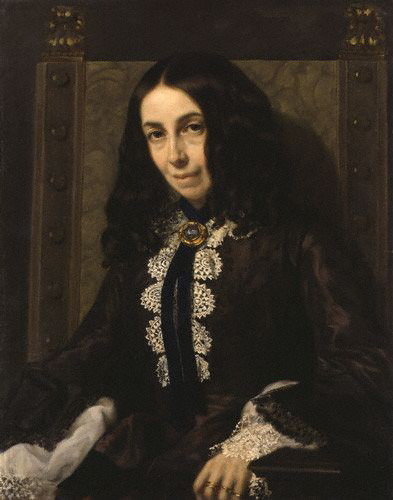
Retrato de Elizabeth Barrett Browning (1858), obra del pintor italiano Michele Gordigiani (1835-1909).

El matrimonio compuesto por Browning y Elizabeth Barrett (1806-1861) se profesaba una profunda y recíproca admiración literaria. Durante los primeros años de matrimonio, Barrett era mucho más popular como poeta que Browning. La obra de Barrett es esencialmente amorosa. Tanto ella como su marido fueron, en el sentido más elevado, poetas del amor.
Los poemas de Elizabeth Barrett pueden dividirse en religiosos, sociales, políticos, íntimos y narrativos. Había publicado una traducción del Prometeo encadenado de Esquilo y otros poemas a los veintiséis años; tenía veintisiete cuando apareció "Los serafines". En 1838 apareció Los serafines y otros poemas. El volumen tuvo buenas críticas, pero no fue popular, y no fue necesaria una segunda edición; de los poemas posteriormente famosos contenía tres, "La tumba de Cowper", "Mis palomas" y "La gaviota", el primero apasionado y los otros dos muy tranquilos, que un gusto refinado debería clasificar en un lugar elevado entre todas sus obras. El llanto de los niños apareció en agosto de 1843 en el Blackwood's Magazine; la publicación de esta obra le dio un gran impulso a su fama. Fue sugerida por el informe de los comisionados designados para investigar el asunto de la explotación laboral de niños de corta edad. Sus dos volúmenes de poemas (1844) aparecieron, seis años después de su anterior libro, bajo el título de Poemas de Elizabeth Barrett Barrett; comprendían "El drama del exilio", "Visión de los poetas" y "El cortejo de Lady Geraldine", una composición violenta. Lo mejor de sus poesías íntimas está en los Sonnets from the Portuguese (1850), el relato de su propia historia de amor, apenas disimulado por el título. Los Sonnets from the Portuguese se encuentran entre los más bellos en lengua inglesa, y fueron escritos en secreto por Mrs. Browning antes de su matrimonio, si bien no serían mostrados a su esposo hasta mucho después. En Florencia escribió Las ventanas de la Casa Guidi (1851) ―considerada por muchos como su obra más sólida―, bajo la inspiración de la lucha por la libertad de la Toscana. La obra más ambiciosa de Barrett, Aurora Leigh, el más extenso y, tal vez, el más popular de sus poemas extensos, apareció en 1856. La propia autora la definió como "la más madura de mis obras, la única en la que se han registrado mis mayores convicciones sobre el trabajo y el arte". Se trata de una especie de "novela" sociológica de asunto moderno, y se desarrolla a lo largo de nueve libros, en unos 11.000 versos blancos. El poema está repleto de belleza desde la primera página hasta la última. En 1860 publicó una recopilación de poemas bajo el título Poems before Congress.
Mrs. Browning ha tenido lectores dignos de su genio. La princesa de los poetas, dice George MacDonald, es noble en concepto, suntuosa en expresión. Barrett es generalmente considerada como la más grande poetisa inglesa. Sus obras están llenas de pensamientos tiernos y delicados, pero también fuertes y profundos. Sus propios padecimientos, combinados con su fuerza moral e intelectual, la convirtieron en adalid de sufridores y oprimidos allá donde los hallase. Su talento fue esencialmente lírico, si bien gran parte de su trabajo no se encuadra en este género. Sus puntos débiles son una difícil comprensión, un manierismo ocasionalmente un tanto molesto, y errores frecuentes tanto en el metro como en la rima. Si bien no es equiparable a su esposo en cuanto a la fuerza intelectual y a las cualidades poéticas superiores, su obra tuvo, como era de esperar dada una comparación de sus respectivos temas y estilos, una aceptación muy anterior y más amplia entre el público en general.
El lugar de Elizabeth Barrett Browning en la literatura inglesa es elevado, si no está en la cima. Rara vez tiene calma o reposo, pero no es cierto que su poesía sea puramente emocional. Ésta está repleta de meditaciones en abundancia, e incluso en sobreabundancia. Resulta intelectualmente inquieta. No es suya la apasionada paz de la más grande poesía, tal como la de Wordsworth. Tampoco trata aparentemente de alcanzar esas cotas.
Notable poeta y crítico eminente, Matthew Arnold (1822-1888) ocupa un lugar destacado entre los escritores victorianos. Era hijo del famoso doctor Arnold de Rugby. Su poesía, menos importante que su prosa, ha sido juzgada con severidad por Eliot. Arnold influyó positivamente en su generación; su distinción, su ironía y su urbanidad son indiscutibles. Matthew Arnold se sitúa a la altura de Tennyson, Browning y Swinburne, solitario entre los dioses ancianos de la poesía victoriana. Su obra poética es de menor volumen y amplitud temática que la de sus dos grandes contemporáneos, pero refleja más claramente que ellos la tragedia que el hundimiento de la fe representó para muchos hombres de aquel período. Su poesía lleva un sello intelectualista, y ningún escritor representa más típicamente que él el carácter de la época victoriana en su contraste con el Romanticismo. Sus melodías más delicadas e íntimas están teñidas de melancolía. Al igual que su prosa crítica, su verso tiene también sus encantos y sus inhibiciones. Su pesimismo le impide embarcarse en creaciones audaces, y hasta terminar las que ha empezado. Tiene una gracia clásica, pero fría. "La gitana erudita" y "Thyrsis" (esta última una elegía en la muerte de su amigo Arthur Hugh Clough) son composiciones que revelan casi toda su alma, y las dos son eminentemente académicas. Por lo demás, se refugia en el recurso de personalizar sus ideas en otros, y por lo general las lleva aún más lejos que Tennyson y Browning: a las orillas del Mar Caspio en el sombrío "Sohrab y Rustum", o entre los antiguos escandinavos en "Baldur muerto" y "El tritón abandonado".
Su primera publicación fue un poema premiado en Rugby, Alaric at Rome, en 1840. Fue seguido, en 1843, por su poema Cromwell, que ganó el Premio Newdigate. En 1849 publicó su primer libro de poesías, The Strayed Reveller and other Poems (El juerguista descarriado y otros poemas), un volumen que pronto fue retirado de imprenta, pero que se ganó una considerable reputación esotérica. No obstante, aunque incluía dos de sus mejores poemas, "The Forsaken Merman [El tritón abandonado]" y "Mycerinus [Micerino]", resultaba demasiado desigual así como demasiado insignificante para producir un gran efecto. El infinito deseo de lo que pudo haber sido, las lacrimæ rerum, inspiran "Resignation", una de las mejores composiciones de este poemario. En 1852 publicó otro volumen, Empedocles on Etna and other Poems. Contenía, junto con algunos poemas líricos breves, dos poemas extensos, el dramático "Empedocles on Etna [Empédocles en el Etna]" y el narrativo "Tristram and Iseult [Tristán e Isolda]", que eran mucho más ambiciosos en su planificación y elaborados en su ejecución que cualquier cosa anteriormente intentada por Arnold. Ambos poemas poseían grandes atractivos; las canciones del arpista Calicles en "Empédocles…" son combinaciones extraordinarias de belleza pictórica con pasión lírica, y el canto tercero de "Tristán…" es una obra maestra de poesía descriptiva. Contienen suficiente belleza para justificar por sí mismos una gran reputación poética, e iban acompañados por una serie de exquisitos poemas líricos, entre los cuales bastará con nombrar "A Summer Night [Una noche de verano]", "The Youth of Nature [La juventud de la naturaleza]", "The Youth of Man [La juventud del hombre]", "Isolation [Soledad]" y "Faded Leaves [Hojas marchitas]". El espíritu de estas composiciones puede ser descrito como intermedio entre Wordsworth y Goethe. El volumen no obstante no consiguió ganarse la atención del público. Tal vez sea "Empédocles" el poema menos dramático que jamás se haya escrito en forma dramática, pero está repleto de bellezas líricas de primerísimo nivel. En 1853, Arnold publicó un volumen parcialmente consistente en poemas seleccionados de los dos libros anteriores: Poems by Matthew Arnold, a new edition (Poemas de Matthew Arnold: nueva edición), precedido del famoso prólogo sobre la poesía. Esta vez Arnold firmaba la colección y se situaba entre los poetas más representativos de su época. El nuevo volumen contenía los nuevos poemas "The Scholar Gypsy [La gitana erudita]" y "Requiescat", así como "Sohrab and Rustum [Sohrab y Rustum]". La última composición es un episodio del Shāhnāmé de Ferdousí, temáticamente noble y conmovedor, y tan sencillo en su perfecta unidad de acción que no deja espacio para la digresión, mientras que admite plenamente los adornos de la descripción y el símil elaborado. En 1855 publicó Poems … Second Series [Poemas: segunda serie], que contenía, sin embargo, solo dos nuevos; pero el más importante, "Baldur Dead [Baldur muerto]", una epopeya en miniatura en verso blanco a la manera de "Sohrab and Rustum", era nuevo y casi tan grandioso como aquél, una obra maestra de noble patetismo y solemne narrativa. Es un honor para Arnold que, por mucho que lo intentara, no pudiera escribir poesía lírica sin un impulso lírico, como el que le llegó cuando en noviembre de 1857 escribió "Rugby Chapel [La capilla de Rugby]" con motivo de la muerte de su padre, o cuando en 1859 conmemoró a su hermano y a su cuñada fallecidos en "A Southern Night", uno de sus más bellos poemas; o cuando escribió "Thyrsis" al morir su amigo Clough en 1861.
"Thyrsis" y "A Southern Night" fueron publicados inicialmente en los New Poems de Arnold de 1867. Muchas otras composiciones que figuran en dicho volumen hacen evidente un declive de sus facultades no tanto por una elaboración inferior como por la creciente tendencia a la mera reflexión; una de las composiciones, "Saint Brandan", fue publicada por separado. La actividad poética de Arnold casi cesó después de dejar la cátedra de Poesía en Oxford.
La producción poética de Arnold alcanza notables cotas de belleza y una formalización impresionante, aunque tuvo problemas para conseguir una voz propia, quizá porque no le resultara fácil acomodarse al mundo victoriano. Al releer sus obras encontramos numerosos pasajes memorables que creemos conocer desde siempre, pero con mucha frecuencia nos sorprende comprobar que dichos pasajes nos remiten a otros autores. En él también escuchamos con intensidad la voz de otros poetas, sobre todo la de Keats. Y sin embargo, pocas veces nos viene a la cabeza una cita de Arnold que nos sorprenda por ser típicamente suya. Cuando se acerca al mundo moderno utiliza un tono de voz educado, nostálgico, arrepentido, no muy distinto al de Tennyson, pero con menor implicación personal. Incluso en su mejor poema, Dover Beach (La playa de Dover), que trata de la crisis religiosa, de cómo la fe va retirándose en una marea lenta, no nos sentimos personalmente angustiados. El poema no se centra en su propia experiencia, sino en lo que supone vivir en una época en la que la fe va desapareciendo. Arnold no es el poeta de quienes luchan por mantener la fe, sino de quienes se esfuerzan por aceptar la pérdida de esa fe.
No obstante la exquisita obra que Arnold ha dejado tras de sí, algunos críticos han llegado a la conclusión de que su impulso expresivo primario era el de un prosista de mentalidad poética más que el de un poeta nato. Y esto ha sido dicho por algunos que, no obstante, admiran profundamente poemas como "La gitana erudita", "Thyrsis", "El tritón abandonado", "La playa de Dover", "La tumba de Heine", "La capilla de Rugby", "La Grande Chartreuse", "Sohrab y Rustum", "El rey enfermo en Bujará", "Tristán e Isolda", etc.
Su obra poética se caracteriza por su lenguaje puro, su pictórica vivacidad y su abrumador patetismo. La mayor parte de su poesía, que es también la más extensa, es sin duda inmortal. Si hay un poema suyo en el que uno esperaría encontrar la aceptación gozosa de la vida al margen de cuestionamientos acerca de la civilización en la que el poeta se encuentra situado ―sus esperanzas, sus miedos, sus aspiraciones y sus fracasos (en resumen, cuestionamientos tales como aquellos que siempre afligieron el alma de Arnold)―, ese poema sería "La gitana erudita". Las obras de Arnold sirvieron de inspiración temática para algunos de los poetas posteriores.[cita requerida] La primera edición completa de los poemas de Arnold fue publicada en 1869 en dos volúmenes, el primero de ellos consistente en poemas narrativos y elegíacos, y el segundo en poemas dramáticos y líricos.
De Edward FitzGerald (1809-1883) podría decirse que fue un gran poeta menor. Tiene un lugar entre los mayores poetas de aquel tiempo por virtud de una traducción: el Rubáiyát de Omar Khayyam. Traductor e hispanista, desde 1850 dedicó su vida al estudio de las lenguas española y persa y de sus correspondientes literaturas. En 1859 publicó anónimamente la breve obra que le daría fama imperecedera, anteriormente referida. En el mundo en general, y en el círculo de los amigos personales de Fitzgerald, el poemario no parece haber atraído la atención en un principio. Pero Rossetti lo descubrió en 1860, e inmediatamente le siguieron Swinburne y Lord Houghton. Los Rubáiyát se hicieron poco a poco famosos. Omar Khayyam fue un distinguido astrónomo persa del siglo XI que, al margen de su obra matemática, dejó un centenar de coplas sueltas. Fitzgerald hizo con ellas un poema, traduciéndolas libremente y poniendo al principio las estrofas que se refieren a la mañana, a la primavera y al vino y, al fin, las que hablan de la noche, de la desesperación y la muerte. Pocas veces en la literatura inglesa una traducción ha merecido, como en este caso, las consideraciones de una obra original. La suave melancolía que se desprende de las estrofas y el estilo romántico fueron los elementos que Fitzgerald añadiría al original. Trató con tanta libertad al poeta persa medieval, y puso en los versos aquel sentimiento de tristeza que su siglo tan bien conocía, que, aunque se trate de una traducción, el autor debe ser considerado como un artista, y uno de los más estimables, entre las figuras de su siglo. De momento, el tomito de los Rubáiyát of Omar Khayyám, de Fitzgerald, fue publicado en su primera edición con 75 poemas, y su popularidad queda atestiguada por las cuatro ediciones que aparecieron en vida del autor. En sus traducciones, Fitzgerald no pretendía tanto una mera reproducción literal del sentido del texto original como la reproducción de su efecto en el lector, y en esto tuvo un éxito extraordinario. La melodía de la poesía de Fitzgerald es tan exquisita, las reflexiones que reorganiza y ensarta son tan profundas, y la atmósfera poética general en la que empapa su versión es tan pura, que no es de sorprender la universal aprobación que el poema ha suscitado entre los lectores críticos.

### Otros poetas del victorianismo temprano y medio
Sir Francis Hastings Doyle (1810-1888) publicó en 1834 su primer volumen de poesía, titulado Miscellaneous Verses, que sería reeditado en 1840 con una serie de poemas adicionales. Estas primeras poesías eran un tanto inmaduras, apareciendo varios de los mejores poemas, incluyendo "The Eagle's Nest", "Mehrab Khan", "The Crusader's Return" y "The Catholic", por primera vez en la segunda edición. En 1844 publicó The Two Destinies [Dos destinos], un poema que trata cuestiones sociales; y en 1852 The Duke's Funeral [El funeral del duque], en memoria del duque de Wellington. Durante los siguientes catorce años no publicaría nada; pero en 1866 publicó The Return of the Guards and other Poems [El retorno de los guardias y otros poemas]. Este volumen contiene casi todos sus mejores poemas, entre ellos uno o dos que habían aparecido en su anterior colección.
La obra poética de Doyle resulta memorable por ciertas composiciones aisladas y enérgicas de alabanza a la fortaleza británica. Y resulta notable sobre todo por su tratamiento de la balada, una forma de expresión utilizada por numerosos poetas ingleses, y particularmente por su autor favorito, Sir Walter Scott. Sin embargo, mientras que estos habían hecho la balada arcaica tanto en temas como en expresión, Doyle la empleó para el tratamiento de acontecimientos contemporáneos. Su método ha sido seguido con éxito por escritores posteriores. La mejor obra de Doyle son sus baladas, y entre las más notables cabe mencionar "The Red Thread of Honor", que fue traducida al pastún y se ganó el favor entre los habitantes de la región fronteriza noroccidental de la India; "The Private of the Buffs"; "The Fusilier's Dog"; "The Loss of the «Birkenhead»" y "Mehrab Khan". Si bien la fama poética de Doyle descansa principalmente en sus baladas, mostró en poemas tales como "The Platonist", "The Catholic" y "The Death of Hector", que sus facultades no se limitaban a una única modalidad. Al mismo tiempo, sería una impresión errónea no observar que la mayor parte de su obra resultaba vulgar y prosaica, y que aunque a menudo mostraba un genuino sentimiento poético rara vez encontraba la adecuada expresión para el mismo. En sus poemas extensos, su genuino sentimiento poético no era igualado por su poder expresivo, y gran parte de su poesía resulta vulgar.
Helen Selina Sheridan, condesa de Dufferin (1807-1867), era nieta del dramaturgo y poeta Richard Brinsley Sheridan. Compartía el talento literario familiar, y escribió una gran cantidad de poesía, siendo tal vez su composición más conocida The Lament of the Irish Emigrant (1845). Sus canciones y poesías fueron publicadas de forma anónima, datando las primeras de su infancia. Algunos de sus más dulces versos estaban dirigidos a su hijo en sus cumpleaños; y fueron publicados en 1894, junto con otras cosas escritas por ella.
En mayo de 1837, el semanario Weekly Dispatch publicó con las iniciales de la autora el poema The Old Armchair, de Eliza Cook (1818-1889). Este poema, con mucho el más popular de Eliza Cook, estaba inspirado por el afecto hacia su difunta madre. Su segundo volumen, titulado Melaia and other Poems [Melaia y otros poemas], fue publicado en Londres en 1838 (reeditado en 1840 y 1845), y gozó de gran éxito tanto en Inglaterra como en América, donde se publicó una edición en Nueva York en 1844. El poema que daba título al volumen es un cuento oriental, cuyo tema es la fidelidad de un perro hacia su amo.
No sería hasta 1864 que escribió nuevas poesías en el volumen titulado New Echoes and other Poems [Ecos nuevos y otros poemas]. Mostraba un vigor debilitado, y no tuvo tanto éxito como sus obras anteriores. A partir de entonces no publicaría nada más que unos pocos poemas en el Weekly Dispatch. Su popularidad declinó, aunque recibiría royalties de sus editores casi hasta el final de su vida. Como autora del poema The Old Armchair, el nombre de Eliza Cook habría de resultar familiar para una generación posterior a 1838 tanto en Inglaterra como en América. Su poesía atraía muy fuertemente a las clases medias. Su fuerza radica en la sinceridad de su sentimiento doméstico, que está absolutamente desprovisto de afectación y, por otro lado, nunca degenera en lo empalagoso.
Richard Monckton Milnes, Lord Houghton (1809-1885), fue político, poeta y un influyente mecenas literario. Se decía de él que "conocía a todo el mundo a quien merecía la pena conocer en su país y en el extranjero". Publicó dos volúmenes de poesía en 1838, y un tercero en 1840. Sus poemas suscitaron cierto interés entre el público, y algunos de ellos se hicieron populares, especialmente cuando se les puso música. En el invierno de 1842-43 visitó Egipto y Oriente Próximo, donde comúnmente se supuso que había tenido numerosas aventuras, y en 1844 publicó sus impresiones poéticas del viaje en un volumen titulado Palm Leaves [Hojas de palma]. También en 1844 publicaría otra obra poética: Poems, Legendary and Historical [Poemas legendarios e históricos], que incluía composiciones ya publicadas. Su poesía es de tipo meditativo, culta y elegante; pero le falta viveza. Algunas de sus baladas se encuentran entre las más populares de su tiempo, y toda su obra se caracterizaba por su refinamiento. A pesar de que no poseía la profundidad mental o la intensidad emocional que hacen a un gran poeta, sus versos son la obra de un hombre de vasta cultura, elegante y refinado, y algunos de sus poemas más breves ―tales como "The Beating of my own Heart [El latido de mi corazón]" y "Strangers Yet [Extraños a pesar de todo]"― dieron con la tecla que les otorgó una amplia aceptación.
En el historiador Thomas Macaulay (1800-1859) encontramos cierta incapacidad para la poesía. Sus Lays of Ancient Rome (Lais de la antigua Roma) y su Armada los conocen todos los niños de las escuelas por su vigorosa retórica y su habilidad prosódica, pero no enriquecen en nada la imaginación. Las Lays of Ancient Rome aparecieron en octubre de 1842 con notable éxito. Los poemas "Ivry", publicado originalmente en el Quarterly Magazine de Knight, y "The Armada", inicialmente publicado en el Friendship's Offering en 1833, fueron añadidos en 1848.
Ebenezer Jones (1820-1860) escribió una gran cantidad de poesía de mérito muy desigual, pero en su mejor momento muestra una verdadera vena poética. Bajo la influencia de Shelley y Carlyle desarrolló rápidamente el extenuante pero violentamente exagerado estilo de pensamiento y escritura que durante mucho tiempo caracterizaría sus obras. Su obra principal fue Studies of Sensation and Event (1843), cuya despiadada acogida parecía ser la última gota de la amarga copa de su vida. Los defectos eran evidentes para todos, y cegaron incluso a los pocos que de otro modo podrían haber reconocido el ardor, la pasión y el pintoresquismo del autor. Frustrado y desalentado, destruyó sus manuscritos. Tres poemas escritos cerca del final de su vida (Winter Hymn to the Snow [Himno invernal a la nieve], When the World is Burning [Cuando el mundo arde] y To Death [A la muerte]) muestran el espacio que su mente había atravesado en el período de silencio. Atrevidamente originales en su concepción, estas notables composiciones resultan también casi perfectas en su expresión; más sorprendentes que las cosas más llamativas de Studies of Sensation and Event, y totalmente exentas de la cruda vehemencia de aquel malogrado libro. La fama que estas y algunas de las composiciones de aquel primer volumen aportaron a su autor llegó demasiado tarde.
No puede ponerse en cuestión el genio de Jones; sus debilidades eran las de la mayoría de poetas jóvenes, especialmente los autodidactas; sus últimas producciones muestran que sus defectos se habían remediado en sí mismos gradualmente, y que no necesitaba sino fortaleza para haber ocupado un lugar destacado entre los poetas ingleses.
Jean Ingelow (1820-1897) publicó tres volúmenes de poemas. Los primeros años de su vida transcurrieron en Lincolnshire, y el efecto de los paisajes pantanosos resulta evidente en su poesía. Su primer volumen, A Rhyming Chronicle of Incidents and Feelings [Crónica rimada de sucesos y sentimientos], publicado en 1850, suscitó escasa atención, aunque Tennyson encontró algunas cosas encantadoras en él. No sería sino hasta la publicación de la primera serie de Poems en 1863 cuando el público reconoció en Miss Ingelow a una poetisa de gran mérito. Contenía el poema titulado "The High Tide on the Coast of Lincolnshire, 1571 [Pleamar en la costa de Lincolnshire, 1571]", que por su seriedad y excelencia técnica constituye una de las más hermosas baladas modernas. Una segunda serie de poemas apareció en 1876, y ambas series fueron reeditadas en 1879. Una tercera serie fue añadida en 1885. Escribió gran parte de ellos bajo la influencia de Wordsworth y Tennyson. Su poesía se caracteriza principalmente por su encanto lírico, su elegante imaginación, su patetismo, su cercana y precisa observación de la naturaleza y su simpatía hacia los intereses comunes de la vida. El lenguaje resulta invariablemente claro y sencillo. Resulta particularmente afortunada en el manejo de metros anapésticos. En 1867, Ingelow publicó The Story of Doom and Other Poems, y entonces renunció por un tiempo a la poesía y se convirtió en una afanosa novelista.
Sus poemas poseen a menudo el tono genuino de balada, y como escritora de canciones fue sumamente exitosa. "Sailing beyond Seas" y "When Sparrows build", de Supper at the Mill, estaban merecidamente entre las canciones más populares del momento; pero comparten con el resto de su obra los defectos de afectación y la pomposa fraseología. Un falso arcaísmo y una utilización deliberada de sinónimos desconocidos e innecesarios para cosas sencillas se contaban entre sus peculiaridades más virulentas. En verso escribía, no obstante, con una dulzura que le inspiraban sus sentimientos y su corazón.

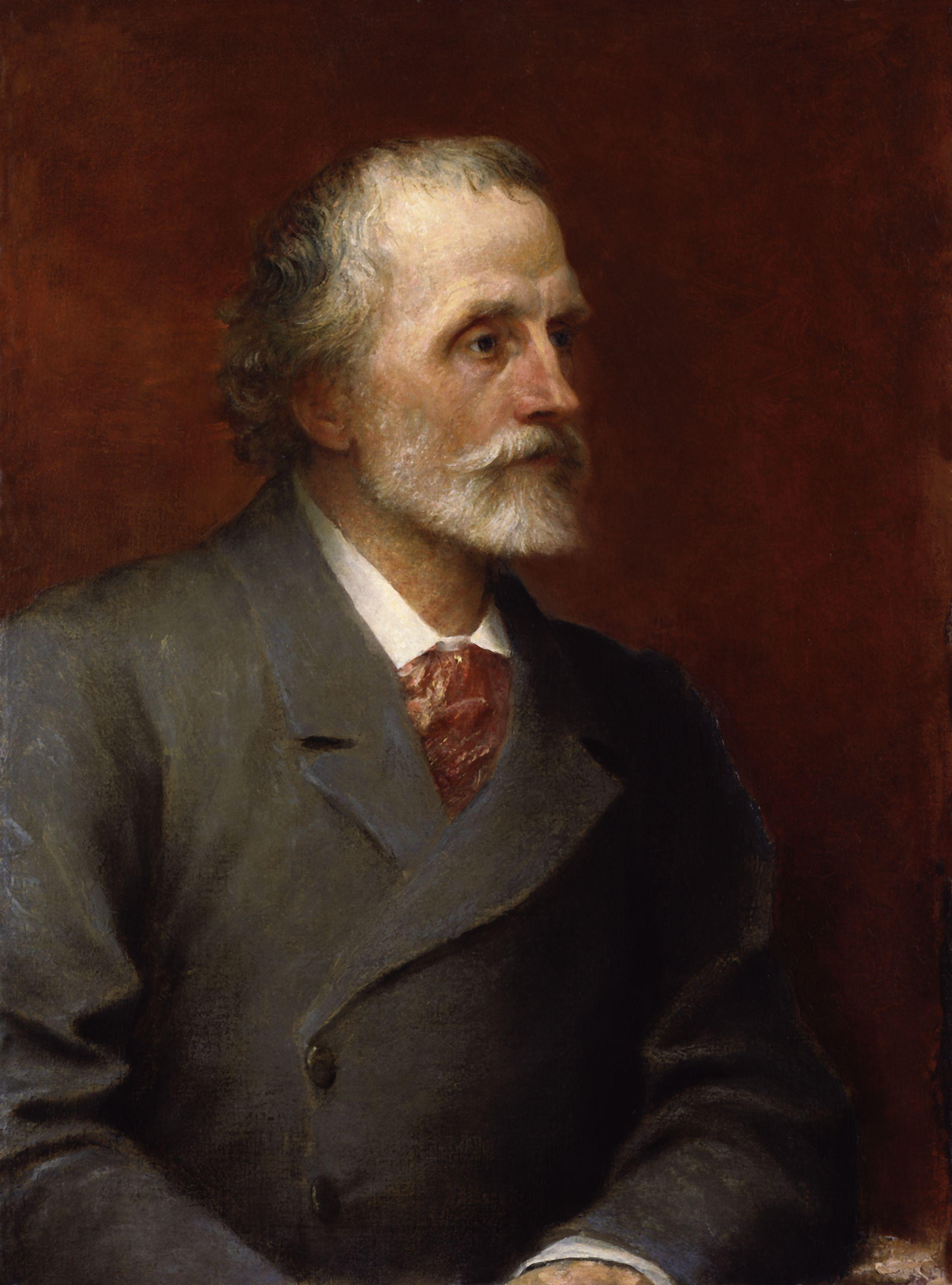
Retrato de George Meredith (1893), obra del pintor y escultor George Frederic Watts (1817-1904).

Aunque más conocido como novelista, George Meredith (1828-1909) comenzó escribiendo deliciosos poemas líricos fácilmente inteligibles, de entre los cuales el más memorable es sin duda "Amor en el valle", incluido en su primer volumen. Sin embargo, aunque reconocieron su valor Browning, Rossetti, Swinburne y otros, la poesía de Meredith no se difundió entre el público inglés de su tiempo, y tampoco es muy conocido en nuestros días. Era algo mayor que cualquiera de los prerrafaelistas, y aunque estuvo en contacto con ellos, su temperamento y su poesía son muy diferentes. Meredith es un poeta realista, y los amaneramientos, languideces y fogosidades de los prerrafaelistas no cabían en su arte. Para él, la poesía debía expresar las realidades de la vida contemporánea, no mediante una simple descripción de costumbres, sino interpretando los nuevos modos de pensar y de sentir que, siendo auténticos, no hubieran encontrado aún expresión literaria. En este aspecto, Meredith y Thomas Hardy son dos poetas absolutamente modernos. En el primer volumen de Meredith, Poems (1851), tal vez no haya nada completamente de primer nivel, pues "Love in the Valley", tal como lo conocemos, fue reescrito en 1878. Pero el nivel general de resultado y belleza es alto; hay atrevimiento en los experimentos rítmicos sin rima del joven poeta. El poemario se hizo merecedor de numerosos elogios, entre ellos los de dos expertos cuya opinión resultaba de la mayor importancia para un principiante. Tennyson quedó impresionado de inmediato por el genuino sabor de su poesía, y escribió que encontraba los versos de "Love in the Valley" muy dulces en sus labios. La quinina, tan distintiva de la poesía posterior de Meredith, llegaría más tarde. Charles Kingsley sometió al volumen a una esmerada ponderación, alabándolo por una riqueza y singularidad de tono que le recordaban a Herrick, por la integridad y coherencia en cada poema por separado, y por la animada dulzura y el vigor de su atmósfera general. Al mismo tiempo censuraba la laxitud rítmica, la ocasional carencia de refinamiento, y la tendencia a sobrecargar las descripciones con detalles objetivos en confusión con el efecto principal. Dos poemas de Meredith aparecerían poco después en el Fraser's Magazine; pero a excepción de éstos y un soneto en The Leader, no publicaría nada durante los cinco años siguientes. Durante la segunda mitad de 1859 contribuyó a números sucesivos de Once A Week con seis poemas, incluyendo The Last Words of Juggling Jerry (3 de septiembre).
El complejo análisis de los estados de ánimo, característico de sus novelas, posee también su contrapartida poética en Modern Love (1862), generalmente considerada como su mejor obra poética. Algunos de los "sonetos" independientes (de dieciséis versos) en los que se divide Modern Love son ciertamente dignos de ser clasificados dentro de la más sutil y más intensa obra poética del siglo XIX. El libro incluía "Juggling Jerry", "The Old Chartist" y otros poemas reimpresos del Once A Week, además de doce nuevos poemas.
A pesar de su educación germánica, Meredith siempre mantuvo una firme simpatía por Francia, y su apreciación del carácter francés, tanto en sus mejores como en sus peores facetas, se refleja con claridad en sus odas a Napoleón. Así, en enero de 1871, Meredith, cuyas simpatías hacia Francia se intensificaban, si bien en aquel momento admitía que la guerra era imputable a Francia y a su emperador, escribió para The Fortnightly un poema defensivo más bien críptico: France, December 1870 [Francia, diciembre de 1870], que sería incluido en el volumen Ballads and Poems [Baladas y poemas] (1871), y formaría el núcleo de sus Odes in Contribution to the Song of French History [Odas como contribución al canto a la historia de Francia], publicadas en 1898.
Sir Edwin Arnold (1832-1904), periodista y poeta, trabajó durante un tiempo (1856-61) como director de una escuela universitaria en Pune (India), y allí halló la influencia y el material para sus futuras obras. Antes de eso ya había publicado un elegante volumen, Poems, Narrative and Lyrical (Oxford, 1853). En Inglaterra también publicó Griselda: A Tragedy, and Other Poems (1856) y algunos poemas sueltos en el semanario Once a Week (1860-61).
Francis Turner Palgrave (1824-1897), poeta y crítico, hijo del historiador y anticuario Sir Francis Palgrave, había publicado en 1854 Idyls and Songs [Idilios y canciones], un pequeño volumen de poemas que no ha resistido el paso del tiempo. Posteriormente publicó un volumen de Himnos (1867) y uno de Poemas líricos (1871).
Robert Bulwer-Lytton (1831-1891), hijo de Edward Bulwer-Lytton (véase), fue, además de estadista (ejerció el cargo de Virrey de la India durante cuatro años), un poeta que escribió usualmente bajo el seudónimo de «Owen Meredith». Se consideraba a sí mismo más poeta que hombre de negocios; pero, pese a que poseía en gran medida algunas de las cualidades de un poeta, nunca obtuvo el reconocimiento del público o de la crítica. La mayor parte de su primer volumen publicado fue compuesta antes de 1849. En 1855 apareció su primer libro, Clytemnestra, The Earl's Return, and other Poems [Clitemenestra, El regreso del conde y otros poemas], que fue seguido en 1857 por The Wanderer [El vagabundo], un volumen de poemas líricos. Ambos suscitaron una muy considerable atención por su extraordinaria elocuencia y dominio del lenguaje poético, combinados con vívidas descripciones y toques de genuina imaginación. La forma, sin embargo, resultaba demasiado imitativa. No obstante, algunas composiciones de The Wanderer mostraban independencia de los modelos. En particular, "King Solomon and the Mouse" y "The Portrait" son narraciones admirables, sencillas, directas e impresionantes.
Otras obras suyas de este periodo son: Lucile (1860); Serbski Pesme, or National Songs of Servia (1861); Tannhäuser (en colaboración con Mr. Julian Fane, 1861); Chronicles and Characters (1867); Orval, or The Fool of Time (1868).
Lucile demostraba que la lengua inglesa era igual a la reproducción sustancial, en pareados anapésticos, de una novela francesa, y aunque algunos de los episodios y parte del léxico están abiertamente tomados de la Lavinia de George Sand, los personajes son bastante diferentes, y la propia singularidad del poeta es más claramente evidente que en cualquiera de sus obras anteriores o que en varias de las posteriores. El título de Serbski Pesme (1861), remedos de canciones nacionales serbias, supone un solecismo, y por este y otros motivos las composiciones fueron atacadas con vehemencia rayana en la virulencia por Lord Strangford en la Saturday Review. Chronicles and Characters (1868), una serie de interpretaciones poéticas de hombres extraordinarios en coyunturas extraordinarias, desde la época de la mitología griega hasta los tiempos de Richelieu, reta inevitablemente a una comparación con La leyenda de los siglos de Victor Hugo, comparación que inevitablemente no se sostiene. Orval, or the Fool of Time es una obra de gran importancia por ser la única en la literatura inglesa representativa de la gran escuela polaca de poesía mística que surgió después, y tal vez en parte como consecuencia, de la extinción de la independencia polaca, si bien también abunda en bellezas poéticas.
Al no conseguir experiencia en el ejercicio de la abogacía, Alfred Austin (1835-1913) se dedicó a la profesión literaria y publicó de forma anónima un poema titulado Randolph: A Poem in Two Cantos (1855). Su primer volumen de poesía reconocido, The Season, a Satire, apareció en 1861 y recibió críticas muy duras. Esta obra contenía versos incisivos y se caracterizaba por un ingenio y observación prometedores. La fe de Austin en su genio poético flaquearía un tanto en 1862, cuando un poema narrativo titulado The Human Tragedy, que publicó como primer borrador de una obra maestra, fue recibido con frialdad. No publicaría más poesía hasta 1871. En 1869 apareció una tercera edición revisada de The Season. Sostenía que ningún poema era grande a menos que fuera una epopeya o un romance dramático sobre un tema que combinara amor, patriotismo y religión.
Frederick Locker-Lampson (1821-1895) publicó en 1857 su primera colección de poesía, London Lyrics, un pequeño volumen de noventa páginas, y el germen de toda su obra posterior. Ampliado o reestructurado en sucesivas ediciones, la última de las cuales data de 1893, este constituye su legado poético. En 1867 publicó la célebre antología titulada Lyra Elegantiarum, que contenía "algunos de los mejores ejemplos de «vers de société» y «vers d'occasion» en lengua inglesa". Como poeta pertenece al coro que en poesía se ocupa más de lo alegre que de lo serio ―más de lo esmerado y ocurrente que de lo sublime o emotivo―. Su buen gusto lo mantuvo tan lejos de lo generalmente cómico por un lado como su bondadoso corazón lo protegió de lo puramente cínico por el otro. A algo de Prior, de Praed y de Hood, él añadió cualidades propias que dieron distinción a su obra. Admiraba mucho la destreza métrica de Barham. Su principal empeño, decía, era evitar la monotonía y el tedio, cultivar la franqueza y la sencillez tanto en el lenguaje como en las ideas, y preservar la singularidad sin excentricidad ni afectación. En esto alcanzó el éxito. Su obra resulta siempre pulcra y clara; comedida en su arte y refinada en su tono; a un ingenio que rivaliza con el de Praed, y a una ligereza digna de Prior, con frecuencia une un toque de patetismo que recuerda la voz de Hood. Su obra maduró a medida que él se hacía viejo, y se alejó más de sus primeras muestras ―aquellas rimas galantemente compuestas que habían sido su ambición juvenil―.
London Lyrics, el único volumen de poesía original de Locker, ha aparecido en numerosos formatos desde su primera publicación en 1857. Locker preparó en 1882 un volumen suplementario, impreso de forma privada, titulado London Rhymes.
William Johnson Cory (1823-1892) ocupa un lugar permanente y excepcional entre los líricos ingleses como cantor del afecto de un profesor por sus alumnos. Su principal obra poética es Ionica, que contiene poemas en los que mostraba un verdadero talento lírico. La primera edición de esta obra, publicada de forma anónima en 1858, desapercibida en un principio, pronto llegaría a ser buscada y atesorada, y en la actualidad se encuentra entre las más preciadas editio prínceps modernas. Una nueva edición ampliada fue reeditada en 1891. En composiciones como "Anteros" y "Mimnermo en el templo", la intensidad emocional y la patética ternura se mezclan con indescriptible encanto. En los poemas escritos con posterioridad, y publicados junto con el original de Ionica en 1891, Cory abandona el terreno en que se mueve con ventaja y aparece meramente como versificador elegante y melodioso. Practicó la composición poética en latín y griego con un gusto y una destreza consumados; los versos originales que acompañan a su Lucretilis, una «introducción técnica al arte de escribir versos líricos latinos» (1871), fueron declarados por H. A. J. Munro "los mejores y más horacianos, sáficos y alcaicos desde que Horacio dejó de escribir".
John Leicester Warren, III barón de Tabley (1835-1895), fue un poeta, dramaturgo, ensayista, numismático y una autoridad en materia de ex libris. La poesía, sin embargo, fue su primera y última pasión, y a la que dedicó mayor energía a lo largo de su vida. Escribió poemas de muy alto rango, algunos de ellos publicados bajo los seudónimos de «George F. Preston» y «William Lancaster». Publicó en 1859, conjuntamente con su amigo George Fortescue, un pequeño volumen de Poemas bajo el seudónimo de «George F. Preston». No contenía nada destacable, pero varios de los poemas de Warren serían posteriormente refundidos por el autor y tratados con mayor efecto. Siguieron, bajo el mismo seudónimo, Ballads and Metrical Sketches (1860), The Threshold of Atrides (1861) y Glimpses of Antiquity (1862). Más poderío evidenciaban Præterita (1863), Eclogues and Monodramas (1864) y Studies in Verse (1865), todos ellos publicados bajo el seudónimo de «William Lancaster». Los poemas en verso blanco de los que estaban principalmente compuestos estos volúmenes son tennysonianos en estilo y esencia, pero la frescura de las descripciones naturales revela a un hombre que había buscado en la naturaleza con sus propios ojos. Todos estos volúmenes exhiben elegancia técnica y abundante belleza natural.
El volumen de poemas modestamente titulado Rehearsals (1870), y publicado también bajo el seudónimo de «William Lancaster», muestra que la influencia de Tennyson, aunque todavía fuerte, estaba cediendo a la de Browning y Swinburne. Sin embargo, "The Strange Parable" y "Nimrod", poemas en verso blanco muy exquisitamente concebidos, expresan un tono original, y "Misrepresentation" resulta intensamente personal. En otra colección miscelánea, titulada con igual modestia Searching the Net (1873), el autor puso por primera vez su nombre en la portada. Aquí el poderío del poeta, aparte sus esfuerzos dramáticos, culmina en el grandioso "Jael", el singularmente intenso "Count of Senlis", y el patético "Ocean Grave"; y como el volumen se centra principalmente en la descripción de la naturaleza y en la expresión de sentimientos subjetivos ―especialidades en las que él se encontraba enteramente como en casa―, el autor está menos en deuda que antes con sus predecesores.
Como poeta, Lord Tabley no puede ser mencionado entre aquellos que han sido poseídos por una inspiración subyugante. Poseía escasas dotes líricas, sus poemas por regla general transmiten la impresión de una esmerada composición, y sus principales pretensiones como mero escritor son la "brocada" majestuosidad ―en feliz expresión de Gosse― de su lenguaje, la vívida originalidad de sus descripciones naturales, y una ocasional acritud expresiva. Pero si el poeta a veces desaparece, el hombre está siempre visible. Sus emociones son siempre genuinas, y cuando el sentimiento se intensifica el escritor es completamente él mismo, descarta el manierismo imitativo, y se emancipa de la influencia de otros poetas.
Las características de la poesía de De Tabley son preeminentemente la magnificencia del estilo, derivado de un estudio detallado de Milton, la sonoridad, la solemnidad, la fuerza y el colorido. Su pasión por el detalle era a la vez una fortaleza y una debilidad. Siempre fue un estudioso de los poetas clásicos, y extrajo gran parte de su inspiración directamente de ellos.
Augusta Webster (1837-1894) publicó en 1860, bajo el nombre de «Cecil Home», un volumen titulado Blanche Lisle, and other Poems. Bajo el mismo seudónimo apareció en 1864 un poema, Lilian Gray. El primer volumen importante de poesía original de Mrs. Webster, Dramatic Studies, fue publicado en 1866. Contiene "The Snow-waste", uno de sus mejores poemas. En 1870 apareció Portraits, la obra en verso más llamativa de Mrs. Webster aparte de sus dramas. Alcanzaría una segunda edición el mismo año de su publicación, y una tercera en 1893. Un poema extraordinario, The Castaway, se ganó la admiración de Browning, y merece un lugar junto al Jenny de Rossetti. Cabe mencionar también su obra A Woman Sold, and other Poems (1867).
La poesía de Mrs. Webster le da derecho a un lugar elevado entre los poetas ingleses. Utilizó con éxito el formato de monólogo dramático. A menudo sacrificaba la belleza en favor de la intensidad, pero poseía una gran destreza métrica y oído para la melodía. Algunos de sus poemas líricos merecen un lugar en cada antología de poesía inglesa moderna. Muchos de sus poemas tratan entera o incidentalmente cuestiones que afectan especialmente a las mujeres.
Roden Noel (1834-1894) publicó en 1863 su primer volumen de poesía, Behind the Veil, and other Poems. Su siguiente libro, Beatrice, and other Poems (1868), con una fuertemente marcada influencia de Shelley, generó mayores expectativas. Como los que le seguirían, se caracterizaba por su elevado propósito y su refinada emotividad. Sus obras incluyen, además de las mencionadas: The Red Flag and other Poems [La bandera roja y otros poemas] (1872).
El académico y político galés Sir Lewis Morris (1833-1907) hizo su aparición como escritor de poesía relativamente tarde en su vida. En 1872 publicó Songs of Two Worlds, que mostraba la influencia de Tennyson y fue bien recibida, aunque más bien por el público en general que por los círculos más críticos. La primera serie, publicada de forma anónima, estaba principalmente compuesta de poemas líricos aportados desde 1865 en adelante a una pequeña sociedad literaria y artística, «The Pen and Pencil Club». El verso sonoro y su plácido optimismo le granjearon una gran popularidad a estas Canciones, y una segunda serie que llegó en 1874, y una tercera publicada en 1875, resultaron igualmente atractivas. Aunque publicado de forma anónima, el último poema de la tercera serie, "To My Motherland [A mi madre patria]", indicaba la identidad del escritor. Estos breves volúmenes demostraron que poseía un gusto refinado y una suave fluidez métrica.
Thomas Gordon Hake (1809-1895), médico y poeta, escribió "Lily of the Valley" y "Old Souls", los cuales, junto con otros poemas, fueron recopilados en The World's Epitaph [El epitafio del mundo], impreso de forma privada en 1866 en una edición de cien copias. En los años posteriores se mantuvo ocupado principalmente en la composición y publicación de poesía para minorías, más dificultosa que oscura en concepto y léxico, pero nada atractiva para aquellos que no pudieran apreciar el simbolismo místico. En 1871 publicó Madeline and other Poems, que reproducía gran parte de The World's Epitaph. En 1872 apareció Parables and Tales, que incluía "Old Souls".
Mathilde Blind (1841-1896), nacida en Alemania, comenzó su andadura poética con un pequeño volumen de inmaduros Poemas publicado en 1867 bajo el seudónimo de «Claude Lake».
Arthur O'Shaughnessy (1844-1881) se interesó por la historia natural, y llegó a ser una autoridad en la rama de la herpetología. No obstante, su atención se había centrado, más decididamente incluso, en la poesía y la literatura en general. En 1870, sin haber ofrecido muchas evidencias previas de su talento, asombró a los lectores de poesía con su Epic of Women and other Poems, ilustrado con diseños de su amigo J. T. Nettleship. Este volumen suscitó merecidamente una gran admiración por la espontánea melodía de su lírica, así como por la fuerza y la pasión dramáticas de algunas de sus más elaboradas composiciones. Las expectativas así creadas no se verían satisfechas con su Lays of France (1872), adaptado mayormente a partir de los poemas de María de Francia; y a pesar de que Music and Moonlight (1874) habría llamado la atención si hubiese sido su primera obra, parecía una flojísima repetición de Epic of Women, excepto por los indicios de una nueva veta en "Europe" y algunos otros poemas cargados de alusiones políticas. Sus poemas póstumos fueron publicados el mismo año de su muerte bajo el título de Songs of a Worker. En general, no muestran ningún avance con respecto a sus composiciones anteriores, pero incluyen algunos hermosos poemas sobre escultura, un tema al que postreramente había dedicado mucha atención.
Su mejor poesía tiene las características de la música de Chopin: ensoñadora y a veces extraña, con un melodía original, deliciosa e inagotable. Algunas composiciones, tales como "Palm Flowers", dan muestra, además, de una notable facultad para una vistosa pintura oral; otras, como "Daughter of Herodias", poseen gran intensidad dramática, otras fascinan por un misticismo cuasi sensual, y "Chaitivel" y "Bisclavaret" son salvajemente imaginativas. Sin embargo, todas estas cualidades, excepto la de la música oral, parecían ir desapareciendo a medida que el poeta envejecía, y su decadencia no era compensada por un incremento en la fortaleza intelectual.
O'Shaughnessy era un genuino cantor; pero los temas de sus poemas carecen de importancia y las ideas carecen de dignidad. Sus melodías resultan a menudo espléndidas; y la riqueza de sus metáforas encubre cierta vaguedad e indecisión de la facultad creadora, como en "The Fountain of Tears". Era muy afortunado en el uso audaz de la aliteración y el eco, mediante los cuales garantizaba efectos que por sus encantadoras melodías resultan casi inimitables.

### Poetas irlandeses victorianos
James Clarence Mangan (1803-1849), humilde poeta irlandés criado en un ambiente de pobreza, contribuyó con poesías de muy diverso mérito a una serie de periódicos irlandeses, y con traducciones del alemán al Dublin University Magazine. La tendencia mística de la poesía alemana poseía un atractivo especial para él. Escogía poemas que estuvieran en sintonía con su propio temperamento melancólico, y en este campo hizo muchas cosas que resultaron excelentes. Sus facultades poéticas fueron consideradas por algunos críticos como suficientes para haberle hecho conquistar el primer puesto entre los poetas irlandeses; pero sus hábitos irregulares y destemplados le impidieron alcanzar una firme excelencia. Lo mejor de su obra, generalmente inspirada en las miserias de su país, se eleva a menudo a un alto nivel de poderío trágico, y de haber sido la pujanza de su carácter igual a su talento poético es difícil decir hasta qué niveles podría haber llegado. En el Dublin University Magazine publicó una gran cantidad de prosa y poesía, siendo la mayoría artículos sobre poesía alemana con traducciones. Publicó también numerosas composiciones que él pretendía eran traducciones del turco, persa, árabe y copto. Ignoraba totalmente esos idiomas, pero sus muchas lecturas de libros sobre el Oriente le permitían dar un colorido oriental a su poesía. Tampoco sus adaptaciones de poesía irlandesa estaban elaboradas partiendo directamente de los originales, pues ignoraba el irlandés, y dependían de traducciones en prosa hechas para él por terceros.
O'Donoghue cree haber localizado todos los poemas de Mangan y le atribuye entre 800 y 900. Su poesía se mueve desde el lamento apasionado del patriota hasta la sátira caprichosa y la traducción apócrifa.
Mangan fue probablemente el más grande de los poetas irlandeses de nacimiento, a pesar de que sus virtudes han sido exageradas por alguno de sus editores. Sus traducciones y paráfrasis resultan notablemente enérgicas, y su dominio del lenguaje no es menos notable que su desenvoltura con las rimas y su oído para la melodía.
Durante algún tiempo tras su muerte no hubo una edición adecuada de sus obras, pero la German Anthology (1845) y The Poets and Poetry of Munster (Los poetas y la poesía de Munster, 1849) habían aparecido en vida del autor. Treinta de las baladas de Mangan fueron publicadas en Romances and Ballads of Ireland (Romances y baladas de Irlanda), de Hercules Ellis (Dublín, 1850). Una edición incompleta de sus poemas, editada por Mitchel, apareció en Nueva York en 1859. Otras selecciones aparecieron posteriormente, notablemente una (1897) de Miss L. I. Guiney.
Su poesía, imbuida de ternura, patetismo y fuerza metafórica, es muy poco conocida. De sus composiciones distintivamente irlandesas, tal vez las más conocidas sean su "Dark Rosaleen" y su "Lament for the Princes of Tyrone and Tirconnell (Lamento por los príncipes de Tyrone y Tirconnell)". Mangan ocupa un puesto cumbre entre los poetas irlandeses, pero su fama quedó postergada por la desigualdad y el volumen de su obra, gran parte de la cual yace sepultada en inaccesibles archivos de periódicos bajo sus numerosos seudónimos: «Vacuus», «Terræ Filius», «Clarence», etc. De su genio, aunque a veces resulta morboso, como en su trágica balada autobiográfica "The Nameless One", no puede haber ninguna duda. Expresó con sinceridad nada frecuente la tragedia de las ilusiones y aspiraciones irlandesas, y suministró abundantes pruebas de su versatilidad en sus excelentes poemas disparatados, que están en extraño contraste con la tendencia general de su obra.
En julio de 1842, Thomas Osborne Davis (1814-1845), Duffy y Dillon fundaron el periódico The Nation, cuyo primer número apareció el 15 de octubre. Gran parte de su éxito se debió a los emocionantes poemas nacionalistas que aparecían de vez en cuando en sus páginas. Un gran número de ellos fueron aportados por Davis, quien, hasta el lanzamiento de The Nation, no había escrito un verso en su vida. The Lament of Owen Roe O'Néill (Elegía de Owen Roe O'Néill) fue publicado en el sexto número, y fue seguido por una serie de poemas líricos ―The Battle of Fontenoy, The Geraldines, Máire Bhán a Stoír y muchos otros― que ocupan un lugar elevado en la poesía nacional irlandesa. Parece casi increíble que una balada como The Sack of Baltimore (El saqueo de Baltimore) (el último poema de Davis) debiera haber sido la obra de una mano casi inexperta. Máire Bhán a Stoír, The Flower of Finae y My Grave son excelentes ejemplos de su sensibilidad y patetismo, mientras que The Geraldines y Fontenoy están llenos de genuino fervor y sentimiento patrióticos. Los Poemas de Davis fueron recopilados y publicados después de su muerte, y constituyeron uno de los volúmenes de la «Biblioteca irlandesa» de Duffy en 1846.
Aubrey Thomas de Vere (1814-1902) fue autor de numerosos libros de poesía; comenzó su carrera como poeta publicando en 1842 The Waldenses and other Poems (Los valdenses y otros poemas), un volumen que contenía algunos sonetos y poemas líricos que en la actualidad tienen su lugar en antologías modernas. The Search after Proserpine and other Poems (La búsqueda de Proserpina y otros poemas) apareció en 1843, mereciendo el poema que da título al volumen los elogios de Landor. Esta obra lo hizo amplia y favorablemente conocido como escritor de poesía, elegante, refinado y fluido. A continuación expresó, en el poema A Year of Sorrow (Un año de dolor), los horrores del invierno de 1846-47. A sugerencia de Pío IX escribió May Carols (Villancicos de mayo), himnos a la Virgen y a los santos (1857), con una introducción que explica su conversión. Siempre interesado en las leyendas y la historia de Irlanda, en 1861 comenzó una serie de poemas sobre temas irlandeses: Inis Fáil, The Infant Bridal, Irish Odes (Odas irlandesas), etc. Inis Fáil, a Lyrical Chronicle of Ireland (Inis Fáil, una crónica lírica de Irlanda, 1862) ilustra los anales irlandeses de seis siglos. Su poesía se caracteriza por un sublime tono ético, su poder imaginativo y su imponente majestuosidad expresiva. Es intelectual, digna e imaginativa, pero algo demasiado alejada del pensamiento y el sentimiento familiares como para lograr una amplia aceptación. Discípulo de Wordsworth desde el principio, tenía predilección por los temas pintorescos y románticos. Lo mejor de su obra está en sus poemas sobre viejos temas irlandeses, y en sus sonetos, algunos de los cuales como "The Sun-God" y "Sorrow" alcanzan un alto nivel de ejecución. Su obra poética gozó de buena aceptación en América.
Además de los volúmenes de poesía citados, De Vere escribió: Poems, Miscellaneous and Sacred (1853); Antar and Zara, an Eastern Romance (1877); The Foray of Queen Meave (1882) y Mediæval Records and Sonnets (1893).
Charles Gavan Duffy (1814-1903), periodista y político nacionalista, editó una serie de volúmenes baratos de biografías, poesía y crítica, que incluían, entre otras antologías, Ballad Poetry of Ireland (1845), que fue un gran éxito. En el volumen antológico The Spirit of the Nation (1844) incluyó numerosos poemas bajo el seudónimo de «The Black Northern».
Al igual que muchos de sus jóvenes contemporáneos, Denis Florence MacCarthy (1817-1882) se adhirió al movimiento por la derogación, y en 1843 comenzó a contribuir a The Nation con una serie de poesías políticas, con la firma de «Desmond». En 1850 apareció el primer volumen de sus propias poesías, Ballads, Poems, and Lyrics (Baladas, poemas y canciones); y en 1857 se publicaron The Bell-founder y Under-glimpses and other poems. Dos odas suyas han sido publicadas: An Ode on the Death of the Earl of Belfast (Oda a la muerte del conde de Belfast, 1856) y The Centenary of Moore (El centenario de Moore), editada de forma privada (1880). La mayor parte de sus obras originales consistió en contribuciones a las publicaciones periódicas de su tiempo, y algunos de sus poemas y la totalidad de sus textos humorísticos en prosa aún no han sido recopilados.
Como poeta, James Wills (1790-1868) es célebre por The Universe, cuya autoría fue en su momento reclamada descaradamente por el Dr. Maturin. En 1845 Wills publicó Dramatic Sketches and other Poems (Esbozos dramáticos y otros poemas). En 1868, poco antes de su muerte, publicó The Idolatress, and other Poems (El idólatra y otros poemas), que, al igual que los Dramatic Sketches de fecha anterior, consistía en una recopilación de aportaciones dispersas a varias publicaciones periódicas. Su poesía no carece de mérito; las composiciones más breves rezuman un fuerte espíritu del mejor género de patriotismo irlandés. Sus poemas son enérgicos, y en ciertos casos muestran considerables cualidades dramáticas. Algunos de los más ambiciosos muestran gran parte del potencial dramático que heredaría su hijo, William Gorman Wills.
Sir Samuel Ferguson (1810-1886), poeta y anticuario irlandés, fue colaborador del Blackwood's Magazine, en el que apareció su más célebre poema, The Forging of the Anchor (La forja del ancla), y uno de los principales promotores del renacimiento gaélico en la literatura irlandesa. Publicado en 1883, The Forging of the Anchor es una de las mejores baladas modernas. La elegía Lament for the Death of Thomas Davis (1847) apareció en Ballad Poetry of Ireland, mientras que la ingeniosa canción "The Loyal Orangeman" nunca fue publicada, aunque circuló de forma privada, y a menudo era recitada en Dublín. En 1865 publicó un volumen de poemas reunidos, Lays of the Western Gael (Lais de la Gaélica occidental); en 1872 Congal, an Epic Poem in Five Books (Congal, un poema épico en cinco libros); y en 1880 un tercer volumen de Poemas, principalmente sobre temas tomados de la literatura irlandesa. Congal, una narración en metros sobre la era heroica de Irlanda, es con todo, aunque lejos de la perfección ideal, tal vez la tentativa más exitosa hecha por un poeta irlandés moderno para revivificar el espíritu del pasado en un poema de proporciones épicas.
Como poeta, merece ser recordado en Irlanda, para la cual se esforzó mucho por crear una poesía moderna partiendo de los añejos cuentos de héroes y santos e historias de lugares irlandeses. No estaba perfectamente familiarizado con la lengua irlandesa, y tal vez esto explique el hecho de que, mientras que a veces daba a las historias más belleza de la que les restaba, pierde algo de la realidad de la vida antigua, y parece hablar de una escena sombría y no de los hechos reales de hombres y mujeres. Varios de los poemas de sus propias experiencias resultan admirables, y gozarán probablemente de una popularidad duradera en Irlanda. La Elegía de Thomas Davis, Willy Gilliland y los versos On the Liffey in Mesgedra no resultan impecables, pero son hermosos poemas con un genuino aire irlandés.

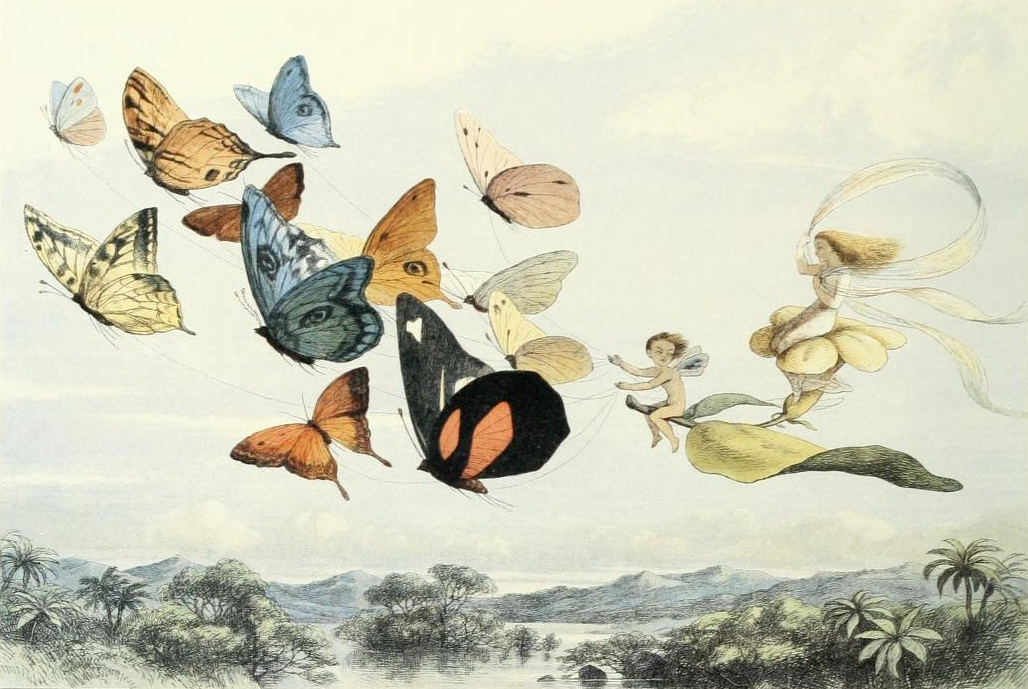
Ilustración de Richard Doyle (1824-1883) para In Fairyland, de William Allingham (1870).

El primer volumen de William Allingham (1824-1889), titulado simplemente Poems, publicado en 1850 con una dedicatoria a Leigh Hunt, sería sin embargo retirado en poco tiempo, y su siguiente proyecto, Day and Night Songs (Canciones del día y de la noche, 1854), un volumen que contiene muchas encantadoras canciones, aunque reproducía muchos de los primeros poemas, estaba en una escala mucho más modesta. Su indudable éxito fue motivo para la publicación de una segunda edición el año siguiente, con ilustraciones de D. G. Rossetti, Millais y A. Hughes y con la adición de una nueva composición principal, "The Music Master", un poema idílico que había aparecido en el volumen de 1850, pero que había sido sometido a tantas modificaciones que casi se había convertido en una nueva obra. También fue añadida una segunda serie de Canciones del día y de la noche. En 1864 apareció en el Fraser's Magazine Laurence Bloomfield in Ireland: a Modern Poem, in twelve chapters, un poema narrativo considerablemente extenso en dísticos heroicos, que evidencia un esmerado estudio de Goldsmith y Crabbe y era considerado por el propio autor como su obra más importante. Ciertamente fue la más ambiciosa, y su escaso éxito entre el público solo puede atribuirse a la inherente dificultad del tema. Narra los esfuerzos de Laurence Bloomfield, un joven terrateniente irlandés que regresa a su finca patrimonial tras estudiar en Inglaterra y una larga minoridad, por elevar la sociedad a la que se incorpora al nivel de la sociedad que ha dejado. Se trata de un poema que esboza los rasgos característicos de la vida irlandesa contemporánea, un tema totalmente nuevo en la poesía narrativa, y que sigue siendo la epopeya del latifundismo filantrópico irlandés, y su carencia de un interés estimulante se ve compensada en buena medida por su riqueza de descripciones admirables, tanto de los hombres como de la naturaleza. En 1865 publicó Fifty Modern Poems (Cincuenta poemas modernos), seis de los cuales habían aparecido en colecciones anteriores. De los restantes, los más importantes son composiciones de interés local o nacional. Un volumen titulado Songs, Poems, and Ballads (Canciones, poemas y baladas) fue publicado en 1877, y contiene versiones revisadas de numerosas composiciones anteriores, además de muchas otras «ahora recopiladas por primera vez». A excepción de este volumen, publicaría poca poesía más hasta la recopilación definitiva de sus obras poéticas en seis volúmenes (1888-93). Allingham mantuvo una estrecha amistad con D. G. Rossetti, quien colaboró en las ilustraciones de sus Canciones…. Su poesía es clara, fresca y elegante. A pesar de trabajar en una escala nada ostentosa, Allingham produjo una gran cantidad de excelente poesía lírica y descriptiva, y sus mejores composiciones son completamente nacionales en espíritu y colorido local. Otras obras suyas son: Evil May-Day (1883), Blackberries (1884), Irish Songs and Poems (1887).
Aunque no figura entre los más destacados de su generación, Allingham, en su mejor momento, resulta un excelente poeta, sencillo, lúcido y elegante, con una singularidad inconfundible aunque no llamativa en exceso. Lo mejor de su obra se concentra en sus Day and Night Songs (1854), las cuales, ya resulten patéticas o festivas, ya sea que expresen sentimientos o describan paisajes, ya estén sustentadas por una sencilla melodía o expresen la verdad en símbolos, siempre cumplen la intención del autor y alcanzan la condición de obras de arte. El empleo del idioma irlandés coloquial sin hibernicismos convencionales fue en su momento una innovación destacable. El resto de la obra poética de Allingham está en un nivel inferior.
John Francis Waller (1810-1894) merece ser recordado como escritor de poesía, y especialmente como autor de canciones, muchas de las cuales, musicalizadas por Stewart y otros compositores alcanzaron una amplia aceptación. Algunas fueron traducidas al alemán. Las más conocidas tal vez sean "The Voices of the Dead", "Cushla ma Chree" y "The Song of the Glass". De esta última, Richard Monckton Milnes (primer barón Houghton) dijo que era una de las mejores «canciones de borrachera» de la época. Waller también escribió The Imperial Ode (Oda imperial) para la Exposición de Cork (1852), y una oda On the Erection of the Campanile of Trinity College (A la construcción del campanario del Trinity College), que junto con otras composiciones del mismo género fueron publicadas en 1864 como Occasional Odes (Odas ocasionales).
Alfred Perceval Graves (1846-1931) jugó un papel destacado en el resurgimiento de las letras irlandesas. Es el autor de la famosa balada Father O'Flynn ―recogida en su libro Father O'Flynn and other Irish Lyrics (El padre O'Flynn y otros poemas líricos irlandeses, 1889)― y de muchas otras canciones y baladas. En colaboración con Sir C. V. Stanford publicó Songs of Old Ireland (Canciones de la vieja Irlanda, 1882) y Irish Songs and Ballads (Canciones y baladas irlandesas, 1893); los aires de sus Irish Folk-Songs (Canciones tradicionales irlandesas, 1897) fueron arreglados por Charles Wood, con quien también colaboró en Songs of Erin (Cantos de Erin, 1901). Otras obras suyas son: Songs of Killarney (Canciones de Killarney, 1872) y Irish Song Book (Cancionero irlandés, 1894).

### Poetas escoceses victorianos
Tras residir durante una temporada en Burdeos, John Sterling (1806-1844) escribió en 1837 su poema The Sexton's Daughter (La hija del sacristán), muy al estilo de Wordsworth, que fue publicado en 1839 junto con diversos Poemas. Al mismo tiempo, estableció una vinculación con el Blackwood's, en el que aparecerían composiciones en prosa más singularmente originales. De entre ellas, la más meritoria es The Palace of Morgana (El palacio de Morgana), uno de los más hermosos poemas en prosa. La más elaborada es The Onyx Ring (El anillo de ónice), un romance que muestra una marcada influencia alemana, y tal vez por este motivo aceptable para Carlyle, quien aparentemente es idealizado en él como el personaje de «Collins», mientras que Hare figura como «Musgrave». Estos textos resultaron extraordinariamente prometedores frente al fiasco de sus proyectos más importantes.
The Election: a Poem in seven books (La elección: poema en siete libros), analizado y en conjunto no desaprobado por Carlyle, apareció en 1841; se trata de una agradable exposición de la comicidad de una elección, un tanto al modo de Crabbe, cómico sin ser ridículo, y ligada a una bonita historia. De los ocho cantos de Richard Cœur de Lion (Ricardo Corazón de León), un "poema serio-cómico orlandiano u odiseico" escrito en octavas siguiendo el modelo de Berni, solo tres han sido publicados. Aparecieron en el Fraser's tras la muerte del autor, y por su humor y facultades narrativas merecen los elogios que Carlyle les otorga.
Es probablemente en su poesía donde a la larga descansará la reputación de William Bell Scott (1811-1890). Blake y Shelley fueron sus principales modelos, y la amistad de Rossetti fue un estímulo continuo para él. Pero carecía de la intensidad y el genio artístico de Rossetti. Era fundamentalmente escocés y, a pesar de la amplitud de sus inclinaciones afectivas, su mejor poesía es mística y metafísica antes que romántica. Publicó cinco volúmenes de poesía, incluyendo Hades y The Year of the World, y numerosos sonetos hermosos, una forma poética en la que sobresalió. Destaca notablemente su volumen de Poemas, de 1875, ilustrado con grabados suyos y de Alma-Tadema. Bell Scott será recordado principalmente por su conexión con el círculo de Rossetti.
William Edmonstoune Aytoun (1813-1865), poeta humorístico, se convirtió en colaborador habitual del Blackwood's Magazine en 1836, y continuaría su vinculación con dicho medio hasta su muerte. Su primera publicación ―un volumen titulado Polonia, Homero y otros poemas, en el que expresó su ávido interés por el Estado de Polonia― había aparecido en 1832. En él eran ya evidentes las cualidades de su posterior estilo. Entre 1841 y 1844 trabajó conjuntamente con Sir Theodore Martin en una serie de artículos de humor ligero sobre los gustos y disparates de la época, en los cuales se intercalaban los versos que más tarde se harían populares como las Baladas de Bon Gaultier, que adquirieron una popularidad tan grande que fueron requeridas trece amplias ediciones de la obra entre 1855 y 1877. Fue durante este período cuando Aytoun comenzó a escribir la obra sobre la que descansa principalmente su reputación como poeta: Lays of the Scottish Cavaliers. El primero de ellos apareció en el Blackwood's Magazine en abril de 1843, y el conjunto sería publicado en una edición completa en 1848. La obra caló tan hondo entre el público que de ella aparecieron no menos de veintinueve ediciones, una de las cuales contiene vigorosas y hermosas ilustraciones de Sir J. Noel Paton y W. H. Paton. En 1854 escribió el poema dramático Firmiliano: una tragedia espasmódica, bajo el seudónimo de «T. Percy Jones», destinado a satirizar a un grupo de poetas y críticos, incluyendo a Gilfillan, Dobell, Bailey y Alexander Smith. Estaba, sin embargo, tan lleno de imaginación y fino movimiento rítmico, que su propósito fue malentendido, y lo que pretendía ser una caricatura fue interpretado como poesía seria. En 1856 Aytoun publicó Bothwell, un monólogo poético que trata de la relación entre el héroe y María, reina de los escoceses. Contenía numerosos pasajes hermosos, y fueron publicadas tres ediciones del mismo. En 1858 publicó, en dos volúmenes, una colección de Baladas de Escocia, cuidadosamente cotejada y anotada, de la cual han sido publicadas cuatro ediciones, la última en 1860.
Theodore Martin (1816-1909) colaboró en las revistas Tait's y Fraser's y en otras publicaciones periódicas con composiciones humorísticas en prosa y verso. De 1842 a 1844, Martin y W. E. Aytoun escribieron juntos una serie de composiciones humorísticas para las revistas mencionadas anteriormente. Se trataba sobre todo de poemas cómicos, la mayor parte de los cuales fueron recopilados en 1845 en Bon Gaultier's Ballads (Baladas de Bon Gaultier), un volumen que logró una inmediata popularidad y alcanzaría su decimosexta edición en 1903.
Los poemas de Bon Gaultier parodiaban principalmente la poesía más destacada de la época, especialmente la «nueva poesía» de Tennyson. Algunos de los poemas burlescos pretendían ser ejercicios de competición por el puesto de poeta laureado que quedó vacante al morir Southey. The Lay of the Lovelorn, una parodia de Locksley Hall, que fue elaborada por Martin a partir de diez o doce versos de Aytoun, era tal vez la composición más popular. Lockhart (en Spanish Ballads), Macaulay, Mrs. Browning, Moore, Leigh Hunt, Uhland e incluso el propio Aytoun se contaban entre las víctimas de las burlas de Martin o de su socio, junto con los estudiantes alemanes y los patriotas estadounidenses. Martin fue el que más contribuyó, pero la obra de Aytoun es la mejor. Si bien las Baladas resultan más superficiales que los Rejected Addresses, con los que pueden ser comparadas, resultan igualmente divertidas. En 1863 apareció un volumen editado para circulación privada de Poems, Original and Translated (Poemas originales y traducidos).
En 1848, el poeta Thomas Aird (1802-1876) preparó para imprenta una edición recopilatoria de sus poemas, que consolidó enormemente su reputación. Muchos de ellos apelaban a los instintos religiosos de sus compatriotas, y otros mostraban una extraña inventiva. Pero los extensos poemas narrativos carecen de trama y estructura, y su interés es por lo tanto deficiente. Con todo, la obra gozó de una gran aprobación. Carlyle dijo que encontraba en ellos "un aliento saludable como la brisa de las montañas".
Tras abandonar el oficio clerical, el reverendo George MacDonald (1824-1905) se dedicó a la literatura, y en 1855 publicó su primer libro, Within and Without, un poema cuyo primer borrador había sido escrito en Arundel en el invierno de 1850. Se trata de una tragedia poética sobre el amor conyugal y la incomprensión. En el ardor de sus aspiraciones religiosas, muchos versos recuerdan a los primeros poemas de Browning, en especial a Pauline, aunque sin la oscuridad de Browning. El libro se ganó el aprecio de Tennyson y la intensa admiración de Lady Byron. Un volumen de Poemas publicado en 1857, consolidó la reputación de MacDonald. Este volumen contenía el poema A Hidden Life, en el que el autor ofrecía una imagen gráfica de su vida universitaria. Más tarde se pasaría a la ficción narrativa. Pero MacDonald era por encima de todo un poeta. Su poesía resulta acogedora y directa, y está marcada por el fervor religioso y la sencillez.
Su Diary of an Old Soul (Diario de un alma anciana, 1880) debe clasificarse junto con las mejores obras de Crashaw y Vaughan. Otras obras poéticas de MacDonald: Dramatic and Miscellaneous Poems (1876); A Book of Strife, in the Form of the Diary of an Old Soul (edición privada, 1880); The Threefold Cord: Poems by Three Friends (coescrito con Greville Matheson y John Hill MacDonald; edición privada, 1883); Poems (1887); Scotch Songs and Ballads (1893) y Rampolli: Growths from a Long-planted Root (1897).

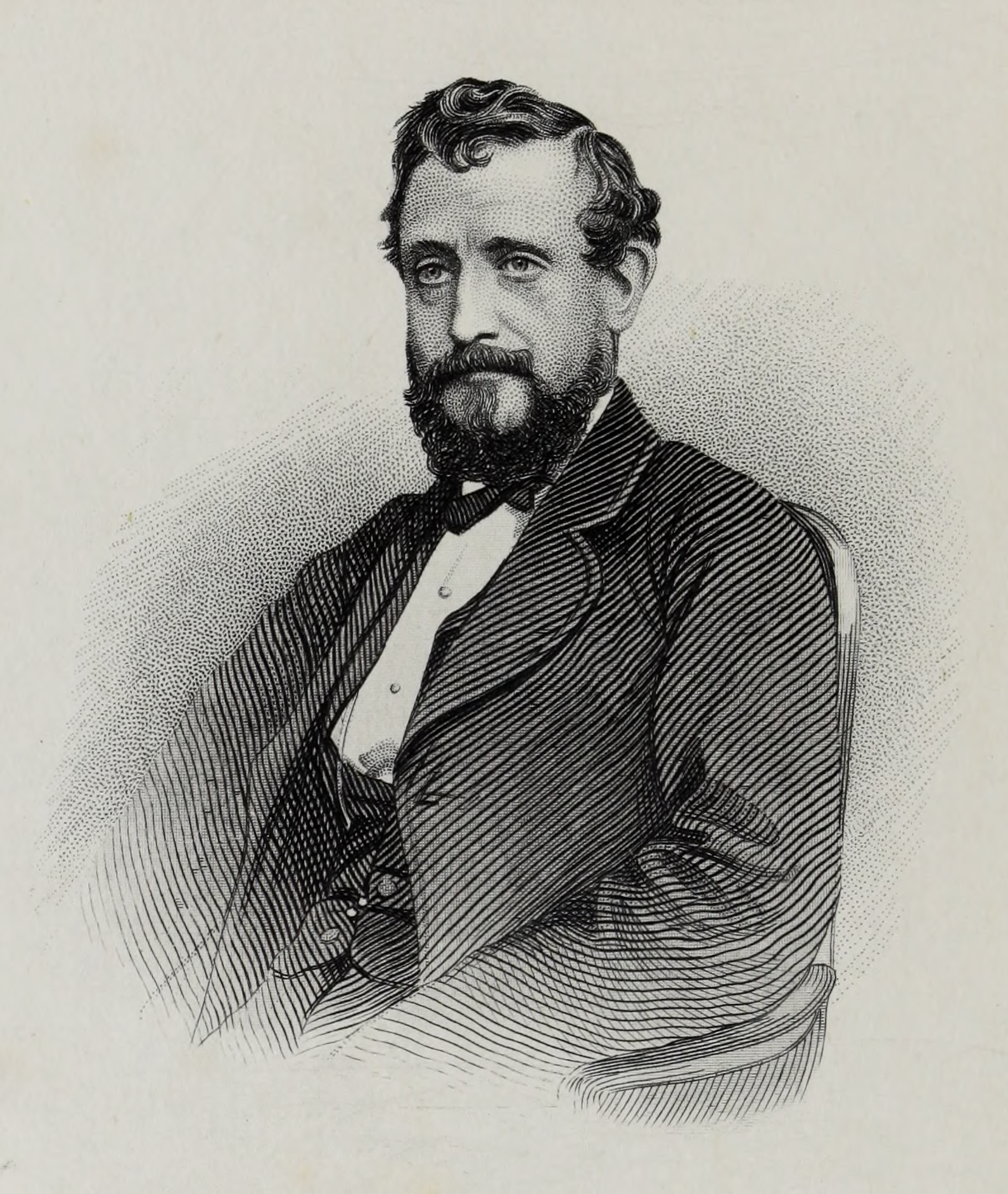
Retrato de James Thomson («B.V.»), de autor deconocido (1869).

La ardiente fe y la seguridad dogmática de Christina Rossetti y Coventry Patmore no orientaron la vida del infortunado James Thomson (1834-1882), que firmaba «B. V.», «Bysshe Vanolis», en honor a sus modelos Shelley y Novalis. Su vida mísera y solitaria y su temperamento profundamente pesimista influyeron decisivamente en su obra: los elementos tristes y sombríos de la vida londinense se entrelazaban en las metáforas de sus poemas. Bajo el auspicio de Charles Bradlaugh, a la sazón editor del London Investigator, Thomson se dio a conocer al público como escritor, si bien en realidad su primera publicación fue en el Tait's Edinburgh Magazine en julio de 1858, bajo el seudónimo de «Crepusculus». Fue el National Reformer el medio donde aparecerían (en 1863), entre otras creaciones de James Thomson, los poderosos y sonoros versos de To our Ladies of Death (A nuestras damas de la muerte). En 1869 disfrutó de la que ha sido descrita como su "única aparición estimable en una sociedad literaria respetable", con la aceptación en el Fraser's Magazine de su extenso poema Sunday up the River (Un domingo río arriba), por consejo, según se dijo, de Charles Kingsley.
Thomson es principalmente conocido por un largo y desesperanzado poema, The City of Dreadful Night (La ciudad de la noche espantosa, 1874), sin duda su obra maestra. Se trata de una extensa composición profundamente pesimista, un gran poema de sólida estructura y profundo simbolismo, en la que Thomson vuelca su desesperanza y sus desengaños. Gracias principalmente al empeño de su amigo y admirador, Bertram Dobell, Thomson conseguiría finalmente publicar, en 1880, su primer volumen, The City of Dreadful Night, with some other poems, seguido unos meses más tarde por un segundo volumen de poesía: El relato de Vane y otros poemas. El primero de ellos, el libro más célebre de Thomson, llamó inmediatamente la atención de forma considerable.
Lo mejor de su obra fue escrito entre 1855 y 1875 ―La maldición de una ciudad (1857); A nuestras damas de la muerte (1861); Weddah y Om-el-Bonain y La diosa desnuda (1866-67); La ciudad de la noche espantosa (1870-74)―.
Muchos de sus poemas líricos, serios o desenfadados, son hermosos de un modo conmovedor. Shelley, Dante, Heine y Leopardi fueron sus principales modelos literarios; su maduro estilo resulta, en su austera concisión, menos shelleyano que dantesco. En sus poemarios predominan los poemas breves, descriptivos o interpretativos de la vida contemporánea, como "Sunday at Hampstead (Domingo en Hampstead)" y "The Bridge (El puente)"; de amor y alegría, como las canciones "Like violets pale i'the Spring (Como las pálidas violetas en primavera)", "My Love is a flaming Sword (Mi amor es una espada de fuego)", "Let my voice sing out and over the Earth (Que mi voz suene por toda la Tierra)"; poemas de nostalgia, como "O how the nights are short (Cuán cortas son las noches)", "The vine (La vid)" y "Art (El arte)"; o de desilusión, como "He came to the desert of London (Vino al desierto de Londres)", dedicado a William Blake. La ciudad de la noche espantosa le valió el reconocimiento de George Eliot, George Meredith, Philip Bourke Marston y otros insignes autores. Los llamativos contrastes del carácter de «B. V.» ―un espíritu valiente y afable unido a una insoportable melancolía; pretensiones espirituales unidas a una comprensión realista de los hechos; un ardiente entusiasmo por la democracia y el libre pensamiento junto con una obstinada incredulidad en el progreso humano― se advierten claramente en sus escritos, que están iluminados aquí y allá con destellos de brillante alegría, pero que son en general oscuramente pesimistas. Su obra posee un cierto poder melancólico que la hace distintivamente notable.
A las obras de James Thomson ya mencionadas cabe añadir el volumen póstumo titulado A Voice from the Nile, and other Poems (Una voz desde el Nilo y otros poemas, 1884). Este volumen contenía muchas cosas interesantes, pero nada que acrecentara la reputación de Thomson. Si se trarara de señalar la afinidad literaria más evidente del autor de La ciudad de la noche espantosa, uno podría aventurarse a sugerir que James Thomson era un hermano menor de De Quincey. Si tiene una afinidad inequívoca con algún escritor, es con el autor de Suspiria de Profundis; si miramos más allá, tal vez podríamos discernir vagos prototipos en Leopardi, Heine y Baudelaire. Pero, al fin y al cabo, Thomson ocupa un lugar tan único como poeta que el esfuerzo de clasificación resulta prescindible. Lo suyo no era pesimismo literario, ni fingida melancolía. El poema "Insomnia" es un capítulo biográfico inconfundible; y en "Mater Tenebrarum" y otros fragmentos de sus escritos son frecuentes los pasajes de autorrevelación. Las virtudes de la poesía de Thomson son su poder imaginativo, su sombría intensidad y su sonora musicalidad; a estas características cabe añadir, en sus composiciones más ligeras, una mezcla tipo Heine de extraño regocijo, patetismo e ironía cáustica. Sus defectos son una cierta monotonía en los epítetos, el nada infrecuente uso de mera retórica y verbosidad, y tal vez una predominante carencia de sentido formal; además de, ocasionalmente, una vulgar imprudencia expresiva, como en fragmentos de El relato de Vane.
David Gray (1838-1861) hizo varios experimentos métricos ―algunos de ellos al estilo de Keats, y uno a la manera del método dramático de Shakespeare―, y después se centró en la composición de su poema idílico The Luggie Enfermo de tisis, y ante la expectativa de una muerte prematura y de unas esperanzas frustradas, escribió una serie de sonetos, con el título genérico de In the Shadows (En las sombras).
La mayoría de sus poemas muestran forzosamente trazas de inmadurez, y con frecuencia pueden encontrarse en ellos versos que son meros ecos de Thomson, Wordsworth o Tennyson, pero poseen, no obstante, una inequívoca singularidad y muestran una verdadera apreciación de la belleza natural. The Luggie, el principal poema de Gray, es una especie de ensoñación en la que las escenas y los hechos de su infancia y sus tempranas ambiciones se entremezclan con la música del arroyo al que celebra. El poema contiene muchas hermosas descripciones; con su sentido de la belleza natural, y su promesa de poderío didáctico y descriptivo, constituye la principal reivindicación de Gray como poeta. Pero su genio alcanzó su máxima expresión en la serie de 30 sonetos que lleva por título In the Shadows. Rezuman un espíritu de la más profunda melancolía, que la esperanza no alivia. La serie posee, sin la menor mácula de morbosidad, una belleza conmovedora y solemne en armonía con las circunstancias en que fueron escritos. Casi todos contienen una referencia directa o indirecta a las fases de la naturaleza exterior, y dan evidencia de una riqueza imaginativa y sentimental subyacente, de un genuino y vigoroso poder conceptivo, y de un talento para la expresión musical lúcida y sólida, pero sutil y sensible, que aparentemente solo requería haber sido suavizada por el tiempo y la experiencia para haber modelado una poesía que le hubiera otorgado un nombre perdurable en la literatura inglesa. Estos sonetos resultan sustanciosamente notables, y varios de ellos son afortunados en su estructura y expresión. The Luggie and Other Poems apareció por vez primera en 1862.
El poeta David Wingate (1828-1892) estuvo trabajando en los pozos de carbón cercanos a Hamilton desde los nueve años. Publicó Poemas y canciones (1862), que fue acogido favorablemente y seguido por Annie Weir (1866). Lily Neil apareció en 1879, seguido por Poemas y canciones (1883) y Poemas escogidos (1890).
Robert Williams Buchanan (1841-1901) fue un poeta, novelista y dramaturgo inglés de origen escocés. Influido por Peacock escribió lo que él llama sus «poemas pseudoclásicos», que integraron su primera obra, una colección de poemas, Undertones (1863), que tuvo cierto éxito. Este volumen "tentativo" fue seguido por Idilios y leyendas de Inverburn (1865), Poemas de Londres (1866) y Costa Norte y otros poemas (1867), en los cuales mostraba aptitud para la narrativa poética y percepción comprensiva de las condiciones de vida más humildes. Sus London Poems cimentaron su reputación como escritor gráfico de narrativa poética cuyas simpatías con la vida de los humildes eran profundas. En estos poemas narrativos se encuentra, en líneas generales, el mejor Buchanan, si bien ensayaría una más ambiciosa travesía en El libro de Orm: un preludio a la épica, un estudio del misticismo que apareció en 1870. Estas obras le dieron una reputación cada vez mayor y suscitaron grandes esperanzas en su futuro como poeta. En 1874 apareció una recopilación de sus poemas en tres volúmenes, y aunque fue criticada por sus irregularidades, mejoró su situación. Le seguiría en 1877 Balder the Beautiful, un poema ambicioso pero pesado, recibido con indiferencia. Baladas vivaces como "The Starling" (en London Poems), "Phil Blood's Leap" y "Wedding of Shon McLean" (en Ballads of Life, Love, and Humor, 1882) impresionaron poderosamente al común de los lectores. "The Wedding" apareció originalmente en el Gentleman's Magazine (julio de 1874). A partir de entonces, Buchanan no abandonó la poesía, pero publicaría menos. Un poema épico, The City of Dream (La ciudad de los sueños, 1888), el principal poema de sus últimos años, ejemplifica su vena mística y su amor por la mitología. Los poemas de Buchanan fueron recopilados en un volumen único en 1884, y como Obra poética completa (dos volúmenes, 1901). Entre sus poemas también cabe mencionar: The Drama of Kings (El drama de los reyes, 1871); St. Abe and his Seven Wives (Saint Abe y sus siete esposas), un vívido cuento de Salt Lake City, publicado de forma anónima en 1872; The Outcast: A Rhyme for the Time (1891) y El judío errante (1893). Estos dos últimos iban dirigidos contra determinados aspectos del cristianismo. Buchanan escribió demasiado y de manera demasiado variopinta para lograr los mejores resultados, pero su talento lírico era firme.
De formación autodidacta, el poeta Alexander Anderson (1845-1909) llegaría a dominar el alemán, el francés y el español lo suficiente como para leer las principales obras maestras en estas lenguas. Pronto se manifestó su vena poética, la cual era genuina aunque de alcance algo limitado, y en 1873 se publicó su primer libro, A Song of Labour and Other Poems (Un canto al trabajo y otros poemas). Posteriormente publicaría The Two Angels and Other Poems (Los dos ángeles y otros poemas, 1875). Viajó a Italia, pero la serie de sonetos En Roma no registra las impresiones producidas por la experiencia italiana: son el producto de la imaginación del obrero ferroviario que, cuando los publicó (en 1875), apenas había salido de su condado natal. Su siguiente proyecto, Songs of the Rail (Canciones del ferrocarril, 1878), estaba compuesto en gran parte de poemas ferroviarios de las dos colecciones anteriores. Ballads and Sonnets (1879), publicado por Macmillan, contenía también una selección de los volúmenes anteriores junto con nuevas composiciones. A partir de entonces, escribió poco. Generalmente, escribía bajo el sobrenombre de «Surfaceman», en referencia a su oficio de operario de mantenimiento ferroviario.
La obra poética de Anderson muestra poderío lírico, generoso sentimiento y vívida perspectiva, así como un dominio de la métrica y unas dotes literarias que serían dignas de mención en un escritor de educación liberal y en un entorno culto. Sus logros más característicos fueron como "poeta laureado del ferrocarril" (a la manera de las Baladas de Pike County o de Bret Harte) y de la vida infantil en los hogares escoceses humildes. En sus poemas más conocidos, la lengua vernácula del suroeste de Escocia es empleada con brío y discreción. Pocas antologías de poemas escoceses carecen en la actualidad de uno o dos de «Surfaceman», y varios de los poemas ferroviarios e infantiles son popularmente recitados.
William Sharp (1855-1905), poeta y literato escocés, fue uno de los primeros y más talentosos impulsores del renacimiento celta. Debía su peculiar predilección por lo celta a las historias y canciones de su niñera de las Highlands o a las estancias de tres o cuatro meses al año en las costas de las Tierras Altas occidentales. Pasó una temporada en Australia y finalmente regresó a Escocia decidido a "ser poeta y escribir sobre la Madre Naturaleza y sus misterios más ocultos". Durante su vida fue conocido únicamente por una serie de obras poéticas y críticas de gran mérito, aunque no excepcional.
En 1882 apareció un volumen de poemas, The Human Inheritance (El legado humano), que obtuvo cierto reconocimiento. En 1884 publicó un segundo volumen de poesía, Earth's Voices (Voces de la Tierra), vívidamente impresionista, pero un tanto prolijo. También publicó Romantic Ballads and Poems of Fantasy (Baladas románticas y poemas de fantasía, 1888), elocuentemente imaginativos pero carentes de acabado.
A partir de 1890, Sharp se consagraría a un nuevo campo de trabajo literario, escribiendo mucha prosa y poesía místicas bajo el seudónimo de «Fiona Macleod», identidad que él mismo ocultaría cuidadosamente. Gran parte de la producción literaria de «Fiona» fue escrita bajo la influencia de una especie de trance mesmérico o espiritual, o era el testimonio de dichos trances.
En Roma escribió Sospiri di Roma, una serie de poemas impresionistas no rimados en métrica irregular, impresos en 1891 para difusión privada. También coordinó la publicación en América de sus Baladas románticas y de Sospiri di Roma en un volumen, bajo el título de Flower o' the Vine (Flor de la vid) (Nueva York, 1892).
Si bien su obra reflejaba la influencia del antiguo paganismo celta, estaba principalmente teñida de un extático culto a la naturaleza y reflejaba la insistente viveza y rareza de los sueños.

### Poesía religiosa
Conviene tener en cuenta la poetización de las experiencias religiosas de Clough, Keble, Newman y demás compañeros del Movimiento de Oxford. John Keble (1792-1866) fue clérigo, poeta y teólogo. En 1833, su famoso sermón sobre "La apostasía nacional" dio el primer impulso al Movimiento de Oxford, del que fue considerado, junto con Pusey y tras la marcha de Newman a la Iglesia de Roma, como su líder. Consideraba la poesía como una válvula de escape para alguna emoción sobrecargada, o alguna imaginación plena, o algún imaginativo remordimiento, que no habían encontrado su vía natural de salida en la vida y en la acción. En 1846 publicó otro libro de poemas, Lyra Innocentium. En 1847 apareció el único volumen completo de sermones de Keble publicado en vida del autor. Se titulaba Sermones académicos y ocasionales, y pretendía principalmente, como indica el prefacio, evitar que los clérigos siguieran el ejemplo de Newman. Este volumen contiene el famoso sermón assize sobre "La apostasía nacional", que Newman siempre consideró "el punto de partida del Movimiento de Oxford". Es a la vez singularmente sencillo y completamente valiente y franco. Tras su muerte aparecieron doce volúmenes de Sermones parroquiales. Sus poemas, si bien en modo alguno poseen idéntico mérito literario, se caracterizan generalmente por su delicado y genuino sentimiento poético, y por su lenguaje refinado y a menudo extremadamente alegre; y el hecho de que el libro se haya convertido en un clásico religioso con lectores muy alejados del punto de vista eclesiástico del autor y de su línea general de pensamiento, resulta ser una prueba de la fidelidad a la naturaleza con la que sus temas son tratados. Keble ejerció una enorme influencia espiritual sobre su generación.
En cuanto a la obra poética de John Henry Newman (1801-1890), el autor alcanzaría gran popularidad, especialmente después de que fuera musicado por Elgar el monólogo dramático del alma abandonando el cuerpo en la hora de la muerte, titulado The Dream of Gerontius, así como "Lead Kindly Light", que compuso en 1833 en un viaje de Palermo a Marsella. Durante una gira por Europa escribió la mayoría de sus poemas breves, entre ellos "Lead Kindly Light", que fueron publicados en 1834 bajo el título de Lyra Apostolica; algunos de los poemas incluidos en el volumen fueron escritos con anterioridad, y uno o dos en un período posterior, pero la mayoría fueron compuestos durante dicho viaje. Publicó ocho volúmenes de sermones parroquiales (Oxford Sermons, 1828-1853), que le sitúan en primera fila entre los predicadores ingleses, y el poema The Dream of Gerontius (1865). Cuando se publicaron aquellos, se dijo de ellos que "superan a todos los demás sermones del mercado como los relatos de Scott superan a todos los demás". No eran polémicos; y hay poco en ellos a lo que la teología católica pondría reparos. En su tono resultan severos y con frecuencia melancólicos, como si fueran la expresión de un espíritu aislado. Como poeta poseía inspiración y un genuino poder. Algunos de sus más tempranos y breves poemas, no obstante un característico elemento de ferocidad e intolerancia en uno o dos casos, son descritos por R. H. Hutton como "inigualables por la magnificencia de su idea general, su pureza de gusto y su brillantez de efecto total"; mientras que el último y más extenso, El sueño de Geroncio, es generalmente reconocido como la más venturosa tentativa de representar el mundo oculto que se ha hecho desde los tiempos de Dante.
La carrera de Arthur Hugh Clough (1819-1861) fue mucho menos brillante de lo que se esperaba. Con todo, siquiera de manera intermitente, sus poemas ofrecen una fuerza, un coraje y una efervescencia mucho más atractivos para el lector actual que la melancolía reinante. Estuvo inicialmente bajo la influencia de Newman, y adquirió el más vivo interés por las controversias teológicas de la época. El resultado en su caso fue un abandono gradual de su credo inicial. Posteriormente se convirtió en un escéptico. Nunca se mostró amargo hacia la Iglesia de su infancia, pero llegó a considerar sus dogmas como imperfectos e insostenibles. Había perdido la fe, es verdad, pero nunca dejó de interesarse por la religión. En The Last Decalogue (El último decálogo), versión de los diez mandamientos adecuada a una época basada en el rendimiento económico, quebranta la hipocresía de la piedad victoriana. De su lucha con este mundo sin Dios surge en ocasiones una vitalidad sorprendente, una sensación de tranquilidad, incluso de victoria, por coyuntural que esta sea. En el Oriel College de Oxford llevó grupos de lectura, uno de los cuales le sugirió el poema homérico-pastoral The Bothie of Tober-na-Vuolich (1848), escrito en hexámetros y pleno de socialismo, humorismo de los grupos de lectura y paisajes escoceses. Su pensamiento heterodoxo en aquel momento había entrado en conflicto con la ortodoxia requerida en su labor académica, lo que le obligó a renunciar a esta; la sensación de alivio que esta renuncia le supuso se manifestó en textos literarios optimistas a la par que reflexivos, y publicó poemas tanto nuevos como antiguos. Así, Ambarvalia (1849), publicado conjuntamente con su amigo Thomas Burbidge, contiene poemas breves de diversas fechas desde 1840 (o anteriores) en adelante. En Roma, en 1849, escribió Amours de Voyage (Amores de viaje), una novela corta en verso. Su último poema extenso, el Dipsychus, fue escrito en un viaje a Venecia en 1850. Se trata de una sátira más bien irregular. Cabe destacar también los idilios que componen Mari Magno, o relatos de a bordo (1861). Sus poemas, aunque repletos de delicadas y sutiles meditaciones, son, a excepción de algunos poemas líricos breves, deficientes en su forma, y los hexámetros que empleó en The Bothie… resultan a menudo toscos, aunque tal vez utilizados tan eficazmente como por cualquier escritor de poesía en inglés. Clough fracasó en llevar a cabo cualquier proyecto extenso, y su poesía resulta deficiente en forma y acabado; con todo, para las mentalidades congeniales posee un encanto mayor que el de mucha poesía de superior refinamiento y elaboración más exquisita. Aunque Clough fue, hasta cierto punto, un discípulo de Wordsworth, muestra la originalidad de un verdadero genio en sus descripciones de paisajes y en su tratamiento de los grandes problemas sociales y filosóficos de su tiempo. Si bien algunos contemporáneos mostraron mayor destreza artística, nadie ofreció mayores indicios del poder de revestir el lenguaje poético de una reflexión seria. Algunos de sus mejores poemas líricos poseen una intensidad melódica que iguala a su profundidad reflexiva. No obstante, era justamente considerado, al igual que su amigo Matthew Arnold, como uno de los poetas ingleses más característicos de mediados del siglo XIX. Su poesía lleva a cuestas la melancolía y la perplejidad de una época de transición. En el aspecto técnico, la obra de Clough resulta interesante para los estudiosos de la métrica, debido a los experimentos que llevó a cabo, en The Bothie y otras, con hexámetros en inglés y otros tipos de versos formados sobre la base de modelos clásicos. Clough vino a tender un puente entre la primera etapa de la época victoriana y algunos de los poetas victorianos más tardíos, caracterizados por su cinismo, su exuberancia, por admitir una tierra cada vez más fría y un cielo cada vez más vacío.
Henry Alford (1810-1871) publicó, en febrero de 1833, su obra lírica inaugural, Poemas y fragmentos poéticos, volumen que sería posteriormente reeditado con adiciones, conjuntamente con un poema extenso, La escuela del corazón, en 1835. Con posterioridad, en 1841, publicó, junto con otros poemas nuevos, otro pequeño volumen titulado El abad de Muchelnaye, con sonetos, etc. Una colección de Salmos e himnos suyos apareció en la primavera de 1844. Dos de sus numerosos himnos, el himno a la cosecha "Come, ye thankful people, come", y el himno bautismal "In token that thou shalt not fear", se han ganado una muy alta posición. En momentos puntuales hizo buena su reivindicación de ser considerado como uno de los más sutiles y tiernos de entre los poetas religiosos menores de Inglaterra.
Bajo el título de El año de la plegaria, Alford publicó en 1866 un libro de devoción familiar; y en 1867, una colección de himnos originales titulada El año de la alabanza, obras poco pretenciosas pero que popularizaron ampliamente el nombre del autor. Su última efusión poética de considerable extensión fue The Children of the Lord's Prayer, que apareció en 1869.
El deán Alford fue un hombre tan consumado como cualquiera de su generación; e indiscutiblemente habría llegado a ser una eminencia mucho mayor de lo que jamás logró ser en poesía, oratoria, música, pintura, teología o en la literatura en general, si hubiese aspirado a sobresalir solo en una o dos de esas artes o ciencias, en lugar de esforzarse por brillar en todas ellas por igual.
La pobreza, la carencia durante muchos años de un hogar fijo y una muy mala salud contribuyeron a ahondar las opiniones religiosas de Dora Greenwell (1821-1882). Miss Greenwell comenzó su carrera como escritora con la publicación de un volumen de poemas en 1848. Fue bien acogido, y seguido en 1850 por otro volumen, Historias que podrían ser ciertas, con otros poemas. Un tercer volumen apareció en 1861, y de este se publicó una edición ampliada en 1867. Su siguiente volumen de poemas se tituló Carmina Crucis (1869). Posteriormente publicó Songs of Salvation (Canciones de salvación, 1873), The Soul's Legend (La leyenda del alma, 1873) y Camera Obscura (1876), todas obras poéticas.
La poetisa y filántropa londinense Adelaide Anne Procter (1825-1864) comenzaría en 1853 una prolongada vinculación con Household Words entregando algunos poemas bajo el nombre de «Mary Berwick». Dickens, el editor, era amigo de su padre, y ella optó por el anonimato porque no deseaba beneficiarse de su amistosa parcialidad. Aquel dio su visto bueno a aquellas poesías y publicó muchas de ellas ignorando su origen. Todos sus poemas fueron originalmente publicados en Household Words o en All the Year Round, excepto dos en el Cornhill y dos en Good Words.
Miss Procter, si bien no era una gran poetisa, poseía un don para el verso, y se expresaba con distinción, encanto y sinceridad. Se apropiaba de poco o nada, y mostró el mejor provecho en sus poemas narrativos. "La historia del ángel", "La leyenda de Bregenz", "La leyenda de Provenza", la "Historia de un alma fiel", se encuentran en numerosas antologías poéticas. Sus poemas fueron publicados en los Estados Unidos, y también traducidos al alemán. En 1877 la demanda de poemas de Miss Procter en Inglaterra superaba la de los de cualquier escritor vivo a excepción de Tennyson.
Anne Ross Cousin (1824-1906) es célebre por su himno The sands of time are sinking (Las arenas del tiempo se hunden), escrito en Irvine en 1854. El original se componía de diecinueve estanzas y apareció por primera vez en The Christian Treasury en 1857, bajo el encabezamiento Last Words of Samuel Rutherford. El estribillo del himno daría título al libro de Mrs. Cousin Immanuel's Land and other Pieces (1876; segunda edición revisada en 1896). Sus siguientes himnos más populares son O Christ, what burdens bowed Thy head y King Eternal! King Immortal, que ha sido musicalizado y cantado con frecuencia en grandes festivales corales.
Dos poetas religiosos, protegidos de Bridges, fueron Richard Watson Dixon (1833-1900), conocido también como historiador de la Iglesia, y Digby Mackworth Dolben (1848-1867). Lo mejor de Dixon son sus poesías líricas breves. Publicó siete volúmenes de poesía. Su primer poemario publicado, titulado Christ's Company, había aparecido en 1861, y un segundo, Odas históricas, le seguiría en 1863. Estos primeros poemas de Dixon se distinguen por no poco del colorido y la imaginación, y también por algo de la excentricidad, que marcaron las primeras obras de la escuela prerrafaelita. Los poemas del primer volumen, aunque en gran parte sobre temáticas religiosas, no son estrictamente poesía religiosa; son obras de una pintoresca imaginación más que de sentimiento devocional. Las Odas históricas muestran un avance en sencillez, y un poder constructivo de las odas, que Dixon posteriormente llevaría aún más lejos. Las odas sobre Wellington y Marlborough están muy bien escritas, y merecen más atención de la que han recibido. Pero no fue hasta 1883 que atrajo una atención sobresaliente con Mano, un poema histórico en terza rima, que fue elogiado con entusiasmo por Swinburne. Completaría este éxito con tres volúmenes impresos de forma privada: Odas y églogas (1884), Poemas líricos (1886) e Historia de Eudocia (1888). En 1892 Dixon publicó un poema en latín, Carmen elegiacum in obitum Edwini Hatch, D.D. Los últimos poemas de Dixon son los mejores. Crecían hasta el final en sencillez y fuerza intelectual. Sus postreras canciones poseen algo de la franqueza y de la calidad musical e imaginativa de Blake. Las odas "On Conflicting Claims" y "On Advancing Age", y la que lleva por título "The Spirit Wooed", pueden ser consideradas sus obras maestras; pero él nunca alcanzaría una popularidad general como poeta, estando el atractivo de su poesía directamente dirigido al erudito. Gran estudioso de la historia, sus estudios en esa dirección dieron colorido a gran parte de su poesía. La atmósfera romántica está notablemente preservada en Mano, un exitoso ejercicio métrico en la difícil terza rima. Sus poemas característicos poseen encanto y melodía, sin introducir ninguna nota o variedad rítmica nuevas. Es contemplativo, sobrio y afinado en la ejecución literaria, un típico ejemplo de la escuela de Oxford. Los Poemas escogidos de Dixon fueron publicados en 1909 con una semblanza biográfica del autor escrita por Robert Bridges. Dolben murió demasiado joven para cumplir lo que sus versos prometían.
Tras escribir Sing-Song (canciones de cuna) en 1872, la poetisa Christina Rossetti (1830-1894) se dedicó principalmente a la composición de obras de edificación religiosa, metódicamente meritorias, pero escasamente relevantes para ser literatura. Alcanzaron, no obstante, una amplia difusión, y probablemente hicieron más por popularizar el nombre de la autora de lo que un segundo Goblin Market podría haber conseguido. En 1890 la S.P.C.K. publicó un volumen de su poesía religiosa.
A finales del siglo XIX había poetas interesantes, pero ninguno de la talla de un gigante capaz de dominar la escena. Si hubo alguno, fue una voz silenciada, una fuerza virtualmente desconocida. Gerard Manley Hopkins (1844-1889) se convirtió al catolicismo poco después de salir de Oxford, y se hizo jesuita. Hopkins fue el poeta más original del siglo, técnicamente hablando. Seguía unos ritmos nada habituales y muy diversos, basados esencialmente en la fuerza articulatoria. Y esto caería dentro de lo razonable, si Hopkins no hubiera forzado además la sintaxis hasta darle nueva forma para concentrar significado; si no prescindiera de las palabras poco importantes para hacer recaer el peso sobre las más relevantes; si no jugara en exceso con las partes del discurso («¡todo dominio y maestría!»), si no acuñara nuevos términos, adoptara dialectalismos, forzara la combinación de las palabras para conseguir novedosos y densos adjetivos. El resultado de todo ello es una poesía de singular intensidad, habitualmente atractiva y que consigue aclarar con brillantez la esencia del mensaje, como ocurre, por ejemplo, en los primeros versos del poema que dedica al halcón.
Hopkins también se parece a Wordsworth en que ambos aprecian la dignidad y la fuerza de la gente del campo, como podemos ver en la elegía que dedica al herrero Felix Randal. Pero Hopkins dota a los poemas de un misticismo más intenso, del amor apasionado que siente por el creador, lo cual le aproxima a los poetas metafísicos. Este poeta extraño, inseguro de sí mismo, poderosamente original tuvo que esperar hasta 1918, treinta años después de su muerte, para ver publicada su obra.

### Poetas espasmódicos
La «escuela espasmódica» debe su denominación al profesor Aytoun, quien parodió su estilo en Firmiliano. El epíteto, sin embargo, se lo aplicó por primera vez Carlyle a Byron. La escuela incluye a George Gilfillan, Philip James Bailey, John Stanyan Bigg, Dobell, Alexander Smith y, según algunos críticos, Gerald Massey. Se caracterizaba por una tendencia subyacente al descontento con el enigma de la existencia, por un empeño estéril, una lucha sin recompensa, una desazón escéptica, y por un esfuerzo inquieto en pos de lo inalcanzable. En consecuencia, reflejaba fielmente cierta fase del pensamiento del siglo XIX. Las creaciones de la escuela están marcadas por un exceso de metáforas y una habitual extravagancia lingüística. Por otro lado, muestran una frescura y una originalidad a menudo ausentes en obras más convencionales.

### Poesía social y poesía política
Thomas Hood (1799-1845), humorista y poeta, fundó una revista y la dirigió desde su lecho de enfermo, del que nunca se levantaría, y en el que compuso poemas, muy pocos en número, pero inmortales en la lengua inglesa, tales como "Song of the Shirt (Canción de la camisa)" (que apareció de forma anónima en el número navideño de Punch de 1843), "The Bridge of Sighs (El puente de los suspiros)" y "Song of the Labourer (Canción del jornalero)", que aprovecharon los profundos intereses humanos de la época, y los transportaron desde el terreno de la filosofía social hacia los más sublimes dominios de la imaginación. No son expresiones clamorosas de ira ante las discrepancias y los contrastes de la humanidad, sino sencillos, solemnes cuadros de las condiciones de vida, cuya existencia no podían negar ni el político ni el moralista, y que éstos están imperativamente llamados a remediar. La mujer, en su vida desaprovechada, en su muerte apresurada, se presenta en ellos apelando a la sociedad que la degrada, con una combinación de elocuencia y poesía, de formas artísticas a la vez instantáneas y permanentes, y con gran energía y variedad métricas. En el New Monthly Magazine apareció Miss Kilmansegg, tal vez su obra maestra dentro de su más característico estilo propio. Un éxito aún mayor alcanzaría la "Canción de la camisa". En 1844 recopiló algunas de sus composiciones recientes en un volumen titulado Whimsicalities (Caprichosidades), ilustrado por Leech. Sus poemas fueron editados por el canónigo Ainger en 1897.
Como poeta en el sentido más convencional y restringido era elegante, grácil y sensible, pero no muy potente. Como humorista era exuberante y estaba dotado de una facultad perfectamente excepcional de jugar con las palabras. Como poeta es un discípulo nada indigno de Lamb y Hunt; como humorista se asemeja a Barham, con menos opulencia de invenciones grotescas, pero con un patetismo para el que Barham era un extraño. En sus dos poemas más famosos, la "Canción de la camisa" y "El puente de los suspiros", este patetismo está casi separado del elemento humorístico en el que comúnmente va incrustado, y el resultado son dos de los más raros logros de la poesía contemporánea.
Teniendo en cuenta las circunstancias de presión bajo las que escribió, no es de extrañar que gran parte de su obra fuera efímera y estuviera por debajo de sus facultades, pero en su particular línea de humor es único, mientras que sus poemas serios están imbuidos de imaginación y genuino patetismo. Algunos de ellos, como la "Canción de la camisa" y "El puente de los suspiros", resultan perfectos en su género.
Thomas Cooper (1805-1892) fue un destacado cartista desde 1840 y en los años posteriores fue uno de los líderes de la facción más extremista entre los cartistas. En 1842-43 fue acusado de sedición y conspiración, y condenado a dos años de prisión. La mayor parte de ese tiempo la pasó en la cárcel de Stafford, donde escribió algunos cuentos y El purgatorio de los suicidas, una epopeya política en diez libros, escrita en estancias spenserianas. El poema es una representación poética de los ideales del movimiento radical, y las circunstancias y motivaciones de algunos de los más famosos suicidios de la historia son utilizados como contexto moral y político de la obra. Gracias a la ayuda de Douglas Jerrold la obra apareció en 1845. Alcanzaría una tercera edición en 1863. En 1856 renunció súbitamente a las doctrinas de libre pensamiento que durante tantos años había sostenido. Las Obras poéticas reunidas de Cooper fueron publicadas en Londres (1877).
En 1855, Ernest Charles Jones (1819-1869) publicó el volumen El día de la batalla y otros poemas, del cual Landor escribió: "Byron lo habría envidiado, Scott lo habría aplaudido". Sus canciones políticas, de las cuales las mejores son la "Canción de los pobres", la "Canción de los jornaleros", la "Canción del esclavo de la fábrica" y la "Canción de las clases pobres", muestran un poderío lírico considerable, y fueron sumamente exitosas. En 1857 publicó La rebelión del Indostán, supuestamente escrito en prisión, en 1848 y 1849, con su propia sangre sobre las hojas sueltas de un devocionario rasgado, e impreso de forma privada en 1850; en 1859 escribió Corayda y otros poemas. Como poeta poseía una gran aptitud lírica.
Joseph Skipsey (1832-1903), el poeta minero, que trabajó en las minas de carbón desde los siete años, no tenía estudios, pero pronto aprendió a leer y escribir. En 1859 publicó un volumen de Poemas, del cual no parece haberse conservado copia alguna. Durante los últimos treinta años de su vida, publicó varios volúmenes de poesía, incluyendo Poemas, canciones y baladas (1862); El niño minero y otros poemas líricos (1864); Poemas (1871) y Un libro de poemas líricos misceláneos (1878). Siguieron Villancicos de las minas de carbón (1886) y Canciones y poemas líricos (1892). La obra publicada de Skipsey pronto recibió elogios de los críticos perspicaces. Oscar Wilde comparó sus Villancicos de las minas de carbón con la obra de William Blake.
Los poemas de Skipsey eran principalmente líricos, y muestran la influencia de Burns y Heine. Lo mejor de su obra está en las poesías inspiradas por su experiencia como minero. Adquirió el hábito de revisar cuidadosamente su trabajo, pero no pudo vencer la innata aspereza de su lenguaje.

### Poesía cómica y humorística
Entre la poesía menor de la época victoriana no debemos olvidar la masa de buenos versos humorísticos que encontraron salida en las páginas del Punch y de otras publicaciones cómicas. Los tres tipos de humor ―el disparate, la parodia gruesa y la sugestión sutil― tuvieron exponentes valiosos. La crema del despropósito se encuentra en el Book of Nonsense (Libro de los disparates) (1846) de Edward Lear (1812-1888), que Ruskin situó en primer lugar en una lista de cien libros placenteros de la literatura contemporánea, un juicio respaldado por niños anglohablantes en todo el mundo. La paradójica originalidad y la destreza artística ostentosamente maleducada de sus numerosos libros de disparates le valieron una fama más universal que sus obras serias.
Desde 1866, el comediógrafo W. S. Gilbert aportó excelentes versos cómicos a la revista Fun, con ilustraciones humorísticas hechas por él mismo, bajo la firma de «Bab». La primera balada ilustrada fue General John (1 de junio de 1867). A partir de esta fecha se convertirían en un rasgo habitual del magacín. Una selección de estos poemas líricos, en los que la destreza artesanal combina una estimulante sátira sobre el carácter engañoso de las apariencias con los incontenibles disparates de un Lewis Carroll, fue publicada en 1869 de forma independiente bajo el título de Bab Ballads (Baladas de «Bab»), y fue seguida por More Bab Ballads (Más baladas de «Bab») (1873). Las Baladas de «Bab» cimentaron la reputación de Gilbert como un caprichoso humorista poético. Pero Gilbert también buscó efectos paródicos gruesos en los libretos de sus famosas óperas cómicas. Son ingeniosos por las rimas, convincentes por la lógica y desconcertantes por las consecuencias. El verso no está vestido con la belleza de los de Aristófanes ―cuyas comedias son lo que más se le parece―, pero la música de Sullivan les da una gracia muy subida. No solo es la perfección de la música ligera y humorística, sino la resurrección del genuino arte inglés de la melodía.
Charles Stuart Calverley (1831-1884), poeta y traductor; padre literario de lo que podría llamarse escuela universitaria del humor; brillante como erudito, músico y orador, es tal vez más conocido como uno de los más grandes parodistas. Sus parodias y otras coplas humorísticas ya lo habían hecho famoso entre sus compañeros de estudios cuando su talento se dio a conocer al mundo por vez primera con la publicación de Versos y traducciones en 1862. Calverley fue uno de los hombres más brillantes de su tiempo; y, si hubiera gozado de salud, podría haber llegado a sobresalir en cualquier carrera que eligiera. Su legado señala solo una pequeña porción de su talento, pero sus versos chispeantes y danzantes, que han tenido muchos astutos imitadores, aún no tienen rival en su propio estilo. Su humor estaba iluminado por el buen carácter; sus sátiras eran perspicaces pero benévolas. Imbuido del espíritu clásico, introdujo en la creación de poesía ligera el pulimento y la elegancia de los grandes maestros, e incluso en su humor más caprichoso, sus versos se elevan al nivel de la poesía gracias a la excelencia salvadora del estilo. Su poder imitativo, combinado con su ágil ojo para lo ridículo, hicieron de él tal vez el mejor parodista en su idioma. Su destreza intelectual, su lúdico humor y su agudo ingenio lo sitúan en primera fila entre los modernos escritores de los géneros poéticos más ligeros. Es maestro de la parodia sutil y de las sorpresas ingeniosas tanto en versos en inglés como en versos latinos. Ha tenido muchos imitadores en la parodia, pero sus impresiones de Tennyson, Browning, Rossetti y Tupper son particularmente vivas y durarán tanto como sus fuentes. Calverley coloca la idea o el epíteto incongruente en sus versos ligeros con un arte que tuvo por padre a Horacio. El ingenio de Calverley era sentido común refinado; no era un místico, y dirigía sus bienhumoradas burlas contra lo artificioso, lo oscuro y lo mórbidamente sentimental. Su poesía tiene el peculiar encanto del optimismo de un colegial combinado con la exquisita cultura de un concienzudo erudito. Publicó Versos y traducciones (1862) y Fly-leaves (1872). También tradujo a Teócrito (1869).

### El movimiento prerrafaelita
En 1850 aparece una nueva tendencia en la poesía victoriana: la del movimiento prerrafaelita, surgida, a su vez, de la acción de la Hermandad Prerrafaelita, una asociación de pintores, poetas y críticos ingleses fundada en 1848 en Londres. Este movimiento poético y artístico protestaba contra la naturaleza mecánicamente literal de la mentalidad victoriana y pretendía recuperar parte de la espiritualidad y de la sencillez del mundo medieval.

### Poesía dialectal
William Barnes (1801-1886) fue el poeta de Dorsetshire. Si bien sus estudios principales se desarrollaron en el ámbito de la filología, ya en 1833 escribió para el County Chronicle sus primeros poemas en el dialecto de Dorset, entre ellos dos églogas inigualables: "The 'Lotments" y "A Bit o' Sly Coorten". La obra sería editada de forma independiente en 1844, bajo el título de Poemas de la vida rural en dialecto de Dorset. En 1858 apareció una segunda serie de poemas de Dorset bajo el título de Hwomely Rhymes, varias de cuyas composiciones ―en especial "The Vaices that be Gane"― fueron eficazmente traducidas al francés para las Beautés de la Poésie Anglaise (Bellezas de la poesía inglesa) de De Chatelain. Una nueva serie de Poemas de la vida rural en dialecto de Dorset apareció en 1862, y en 1868 el autor fue persuadido de publicar una serie de Poemas de la vida rural en inglés común, que obtuvo menos éxito que sus poemas dialectales. Estos últimos fueron recopilados en un solo volumen en 1879.
Los poemas de Barnes se caracterizan por una singular dulzura y ternura emotivas, una honda percepción de la humilde vida rural y de sus personajes, y una exquisita sensibilidad para la ambientación local. Su poesía es de carácter esencialmente inglés; ningún otro escritor ha mostrado un cuadro tan sencillo y sincero de la vida familiar y del trabajo en la Inglaterra rural. Su obra está llena de humor y de limpia, entusiasta alegría de vivir; y su rusticidad va singularmente unida a un sentido literario y un notable acabado técnico. Barnes es ciertamente el Teócrito victoriano; y, a medida que la vida rural inglesa sucumbía lentamente ante el avance del ferrocarril y el telégrafo, sería más y más leído por su cálido y evocador recuerdo del amor y la piedad rústicos.
"Escritor lírico de una genialidad en grado sumo", Barnes fue también un muy interesante vínculo entre las formas presentes y pasadas de la vida rural ―un repertorio de costumbres, palabras y sentimientos olvidados―. A diferencia de Burns, Béranger y otros poetas del pueblo, nunca adopta el estilo más convencional, y abandona totalmente la ambición, el orgullo, la desesperación, la rebeldía y las grandes pasiones. "Sus rústicos son, por regla general, gente feliz, y rara vez sienten el aguijonazo del resto del moderno género humano ―la desproporción entre el deseo de serenidad y la facultad de obtenerlo―". Al igual que Chaucer, Barnes está lleno de alegría de vivir. Menos sombrías y más rústicas que las de Crabbe, sus églogas, inigualadas en inglés, no son totalmente indignas de comparación con los prototipos de Teócrito y de Virgilio.
En 1856, Edwin Waugh (1817-1890), poeta de Lancashire, aumentó enormemente su reputación con su canción "Come whoam to the childer an' me". En seguida se hizo inmensamente popular, no solo en Lancashire sino fuera de allí, e incluso en las colonias. La Saturday Review la llamó "uno de los más deliciosos idilios del mundo".
El éxito de este poema lírico influyó en gran medida en la carrera posterior de Waugh. Numerosas composiciones métricas permanecían aún en manuscrito. Preparó entonces algunas de ellas para su publicación, y aparecieron, con numerosas adiciones en el dialecto de Lancashire, en sus Poemas y canciones (1859).
El mayor obstáculo para la popularidad de Thomas Edward Brown (1830-1897) es el empleo del dialecto de la isla de Man. A Brown le interesaban la naturaleza y la gente sencilla, y le gustaba expresarse honrada e individualmente. Tiene cierto tono místico. La primera de sus historias en verso, Betsy Lee, apareció en el Macmillan's Magazine en abril de 1873. Esta sería reeditada junto con otros tres poemas narrativos maneses bajo el título de Fo'c'sle Yarns en 1881, y en 1889 apareció una segunda edición. El doctor y otros poemas vio la luz en 1887, La bruja de Man y otros poemas en 1889, y Old John en 1893. Una edición recopilatoria de los poemas apareció en 1900. Los Fo'c'sle Yarns fueron muy apreciados por expertos como George Eliot y Robert Browning; pero el dialecto manés, al ser absolutamente lo contrario de formidable, parece haber funcionado como un aislante, y los poemas no encontraron ni una décima parte del reconocimiento que merecían. Los mencionados Fo'c'sle Yarns (Cuentos del castillo de proa), la Epistola ad Dakyns y algunas poesías líricas cortas representan bien su abundante producción.

### Nueva literatura: la poesía
En el último cuarto del siglo XIX, un grupo de poetas recogieron esa última fase del período victoriano en poemas líricos que poseen una melancólica belleza. En su lírica no aparecen los problemas filosóficos ni aquellos otros relacionados con la moral que preocupaban a la Inglaterra victoriana, y por medio de versos breves y penetrantes encontraban imágenes para expresar sus propios estados de ánimo, sus amores y los momentos de la experiencia que más les habían afectado. Como poeta, Oscar Wilde se encontraba entre los menos importantes de este grupo de escritores, aunque su obra como dramaturgo y la notoriedad unida a su nombre proporcionarían a sus poesías una considerable reputación. Lo mismo que en su teatro, iba perfeccionándose con tanta rapidez que, si hubiese continuado escribiendo, su contribución habría llegado a ser memorable.
Philip Bourke Marston (1850-1887) era hijo del dramaturgo y crítico John Westland Marston, y ahijado del poeta Philip James Bailey y de la novelista y poetisa Dinah Craik. Sus extraordinarias dotes para la expresión verbal y las melodías pronto se manifestarían en poemas de un mérito extraordinario para su edad, y mostrarían un poder para delinear los aspectos de la naturaleza que, teniendo en cuenta su afección, parecía casi incomprensible.
La tristeza de su poesía no es, por tanto, objeto de sorpresa, y resulta lamentable sobre todo como un obstáculo en el camino hacia un renombre literario que podría haber sido mucho mayor en circunstancias más felices. Los tres volúmenes de poesía publicados durante su vida, Song-Tide and other Poems (1871), All in All (1875) y Wind Voices (1883), abundan en hermosas meditaciones expresadas en un lenguaje preciosista, pero pronto se vuelven tediosos por la monotonía, no solo de los sentimientos, sino también del léxico y la forma poética. El soneto era, indudablemente, lo más adecuado para plasmar su habitual veta sentimental; y esa u otras formas poéticas afines llegarían a ser tan habituales en él que parecía experimentar dificultades para plasmar sus pensamientos en cualquier otro molde.
Al alcanzar la mayoría de edad, se publicó su primer libro, Song-Tide, en alabanza de su amada. Tres años después aparecería su segundo libro, All in All, donde expresa su gran aflicción por la muerte de su prometida. Su último volumen, Wind Voices, es considerado el mejor. La poesía de Marston ha complacido tanto a lectores como a críticos, y gran parte de ella pervivirá y será recordada.
A lo largo de su carrera, la poesía de Marston fue haciéndose progresivamente más y más triste y melancólica. Los idilios de la vida floreciente, tales como el precoz y muy hermoso "La rosa y el viento", fueron sucedidos por ensueños del sueño y del reposo de la muerte. Estas clases y gradaciones de sensaciones, que reflejan los sucesivos ideales de acción y quietud del poeta, pueden ir encontrándose a lo largo de sus tres poemarios publicados.
Tras su prematura muerte, Mrs. Moulton publicó dos poemarios póstumos suyos, titulados Garden Secrets (1887) y A Last Harvest (1891).
Como periodista, poeta, crítico e historiador, Andrew Lang (1844-1912) pronto se ganaría una reputación como uno de los escritores más calificados y versátiles de su tiempo. Su primera publicación fue un volumen de experimentos métricos, Ballads and Lyrics of Old France (1872), y éste fue seguido a intervalos por otros volúmenes de primorosa poesía: XXII Ballades in Blue China (1880; edición ampliada en 1888), Ballads and Verses Vain (1884), seleccionados por Mr. Austin Dobson; Rhymes à la Mode (1884), Grass of Parnassus (1888), Ban and Arrière Ban (1894), etc. Los dos primeros libros mencionados ayudaron a inaugurar un renacimiento, que Théodore de Banville ya había establecido en Francia y con el que había jugado Swinburne, de las antiguas modas francesas de ballade, triolet y rondeau. Su Helena de Troya (1882) era más ambicioso. Es un poema narrativo en seis libros, en estanzas. Escribió poemas difíciles de olvidar sobre sus lugares y héroes favoritos, sobre Saint Andrews y la región de Ettrick, sobre Gordon, Burnaby y el mundo de la antigua Grecia. Su Ballade of his Choice of a Sepulchre y algunos de sus sonetos se encuentran entre lo mejor de su género; sus poemas en escocés se destacan en una tradición ahora empobrecida; y se jactaba con razón de que ningún hombre de su tiempo podría imitar mejor una balada.
Edmund Gosse (1849-1928) destacó como poeta y como crítico, siendo las siguientes sus obras poéticas más destacadas: On Viol and Flute (1873), King Erik (1876), New Poems (1879), Firdausi in Exile (1885), In Russet and Silver (1894) y Collected Poems (1896).
En 1874, el diplomático Robert Bulwer-Lytton alcanzó una posición como poeta más singularizada que antes con sus Fables in Song [Fábulas cantadas]; menos sublime en su propósito que algunas de sus anteriores obras, pero distintivamente suya, de un modo no prestado y enteramente adecuado, límpido y luminoso, elegante y familiar, una deliciosa mezcla de lo alegre y lo serio. Casi al mismo tiempo comenzó a escribir King Poppy, merecidamente su favorita entre sus obras; aparecería finalmente después de su muerte.
En 1885 apareció Glenaveril, un poema narrativo en seis libros, para el cual había esperado un éxito fuera de lo común, y que, a decir verdad, muestra una gran inventiva y mucho brillo tanto reflexivo como expresivo. La obra fracasó estrepitosamente. Mayor éxito acompañó a After Paradise [En pos del Paraíso, 1887], un pequeño volumen mayormente consistente en leyendas y parábolas en verso, muy del espíritu de Fables in Song. Sus dos obras póstumas fueron King Poppy y Marah. Mientras residía en Francia como embajador británico en París, encontró tiempo para la composición de los poemas líricos, de una sensibilidad más personal de lo habitual en él, publicados tras su muerte bajo el título de Marah. Son de mérito muy variable, y en general reproducen gran parte del estilo de Heine. King Poppy, que permaneció inédita hasta la Navidad de 1892, es, por otra parte, enteramente original, y probablemente será considerada como su mejor obra; los fragmentos más sublimes están expresados en una poesía de primer nivel, plenos de enérgico e irónico humor los más ligeros.
Algunas composiciones inéditas hasta entonces están incluidas en un volumen de Selections publicado, con una introducción de Lady Betty Balfour, en 1894. Su estilo poético era sencillo y copioso, pero no preciso. A menudo da la impresión de haber sido producido con facilidad, porque el flujo de su pensamiento le llevaba consigo, y de no haberse sometido a un pulimento prolongado o minucioso. Frecuentemente sirvió de sugerencia para la obra de otros poetas, especialmente en sus primeras obras. Como poeta, posee la virtud de una extrema brillantez de la idea, la expresión y la descripción. Su defecto es que esta brillantez no tiene tregua: sus joyas reconcentradas resplandecen sobre ningún fondo, y el ojo llega a confundirse y a fatigarse con su esplendor. La parte esencial y duradera de su poesía es aquella inspirada en su propia experiencia vital y en la observación de costumbres.
En la etapa decisiva de su carrera literaria, Roden Noel (1834-1894) publicó Livingstone in Africa: a Poem (1874). Entre sus postreros volúmenes, la falta de inspiración y de melodía es menos perceptible en su patético A Little Child's Monument (1881). Se trata del libro de poesía más célebre de Roden Noel, y en él se conmemora al tercer hijo de su matrimonio, Eric, quien murió a la edad de cinco años. El resto de su producción poética incluye: Songs of the Heights and Deeps (Canciones de las alturas y las profundidades, 1885); A Modern Faust and other Poems (Un Fausto moderno y otros poemas, 1888); Poor People's Christmas: a Poem (La Navidad de los pobres: poema, 1890); y My Sea, and other Poems (Mi mar y otros poemas, 1896). Una selección de sus poemas, con una introducción de su amigo Mr. Robert Buchanan, fue publicada en 1892 en la serie conocida como «The Canterbury Poets». La versificación de Roden Noel resultaba desigual y en ocasiones áspera, pero él siente una genuina emoción hacia la naturaleza, y su obra está impregnada de reflexiones filosóficas.
El poema Títono (1860) de Alfred Tennyson sugirió a Sir Lewis Morris una serie de monólogos en verso blanco puestos en boca de los principales personajes de la mitología griega. Sus tres primeros poemas de este proyecto ―"Marsias", "Eurídice" y "Endimión"― fueron rechazados por varias revistas. Otros poemas expresaban en un espíritu similar los prejuicios e ideales morales de su propia época. Las composiciones estaban relacionadas entre sí por el recurso de una peregrinación al Averno. Finalmente todos fueron recopilados bajo el título general de The Epic of Hades (La epopeya de Hades) (1876-77), una ambiciosa obra que gozó de una extraordinaria popularidad, y que, si bien exhibe un talento innegable tanto en la versificación como en su poder narrativo, carecía de las cualidades de los géneros superiores de poesía. Estaba compuesta por tres secciones denominadas «Hades», «Tártaro» y «Olimpo». El éxito del volumen fue sorprendente: alcanzó tres ediciones de mil copias cada una en su primer año, y unas cuarenta y cinco ediciones (más de cincuenta mil copias) en vida del autor. Su lucidez expresiva, las numerosas imágenes idílicas, los pasajes de exaltación espiritual, unidos a un carácter fuertemente didáctico, hicieron que la obra fuera especialmente popular entre la clase media
Morris debía su popularidad como poeta, que perduraría a lo largo de toda su vida, a su ejecución de verdades sencillas con un lenguaje y una métrica sencillos. Gran parte de su obra delata su discipulado con respecto a Tennyson. The Ode of Life (1880), compuesto por una serie de poemas que describen diversas etapas y fases de la vida, mantenía el propósito de elevada moralidad de la Epopeya.
Songs Unsung (Canciones no cantadas, 1883) fue el primer volumen publicado con el nombre del autor. Songs of Britain (1887) contiene algunas odas patrióticas, como la dedicada al Jubileo de la Reina Victoria (1887); tres extensos poemas basados en leyendas galesas resultan inferiores en su tratamiento a sus poesías sobre temas clásicos.
A Vision of Saints (1890) fue su último poema de gran importancia, y pretendía ser la contraparte cristiana de su pagana Epopeya de Hades, compuesta por una serie de monólogos de diecinueve personajes santos, que concluyen con Elizabeth Fry y el padre Damián. Sus volúmenes restantes fueron tres colecciones de poemas líricos ―Songs without Notes (1894), Idylls and Lyrics (1896) y Harvest Tide (1901)―.
Como poeta, Robert Bridges (1844-1930) se sitúa más bien aparte de la corriente de la moderna poesía inglesa, pero su obra ha ejercido una gran influencia en un selecto círculo, por su contención, pureza, precisión y por su delicadeza y pujanza expresivas; y encarna una teoría distinta de la prosodia. Su poesía fue inicialmente editada de forma privada, y lentamente hizo su camino más allá de un círculo relativamente reducido de admiradores. Lo mejor de su obra se encuentra en sus Shorter Poems (Poemas brevísimos, 1890). Sus principales volúmenes son Prometeo (1883; impreso de forma privada), una «mascarada al estilo griego»; Eros y Psique (1885), versión de Apuleyo; The Growth of Love, una serie de sesenta y nueve sonetos impresos para circulación privada en 1876 y 1889; Poemas brevísimos (1890).
En 1876, Thomas Gordon Hake publicó New Symbols; en 1879, Legends of the Morrow; en 1880, Maiden Ecstasy; en 1883, The Serpent Play, y en 1890 The New Day, una colección de sonetos a la manera de Shakespeare.
Hake es un raro ejemplo de poeta que ha producido casi toda su obra después de los cincuenta. Las obras del Dr. Hake poseían una gran sutileza y una acertada expresión, y fueron afectuosamente apreciadas en un círculo literario un tanto restringido. En sus últimas poesías publicadas, los sonetos, muestra una mayor soltura en comparación con la ocasional aspereza de sus obras anteriores. Dante Rossetti lo reseñó en The Academy y en The Fortnightly Review, un honor que no otorgó a nadie más.
La tarea literaria que se propuso Sir Edwin Arnold fue la interpretación en versos en inglés de la vida y la filosofía orientales. Con este objetivo, su principal obra es The Light of Asia (1879), un poema sobre la vida y las enseñanzas de Buda, que tuvo gran popularidad pero cuyo lugar permanente en la literatura debe permanecer siendo muy incierto. En verso blanco, de exuberancia oriental, en el que el colorido y la música están mezclados al modo tennysoniano con efectos intensificados, Arnold presenta aquí los elementos pintorescos y patéticos de la leyenda budista y la vida de Gautama. Las doctrinas morales eran aquellas a las que los europeos habían estado acostumbrados toda su vida, pero el contexto era nuevo para los lectores ingleses y americanos. El poema cosechó un éxito inmediato, alcanzando numerosas ediciones tanto en Inglaterra como en América. La vida y las enseñanzas de Buda están expuestas con gran riqueza de colorido local y una versificación bastante acertada. El poema contiene numerosos versos de incuestionable belleza; y su inmediata popularidad, lejos de disminuir por la doble crítica a la que fue sometido, se vio más bien incrementada. Por un lado, los eruditos orientales sostenían que daba una falsa impresión de la doctrina budista; mientras que, por otro lado, la analogía sugerida entre Sakyamuni y Cristo ofendía el gusto de algunos cristianos devotos. Esta última crítica probablemente sugirió a Arnold la idea de emprender un segundo poema narrativo cuya figura central habría de ser el fundador del cristianismo, como el fundador del budismo lo había sido en el primero. Pero aunque The Light of the World (1891), en el cual cobró forma esta idea, poseía un mérito poético considerable, carecía de la novedad temática y de ambientación que habían dado al poema anterior gran parte de su atractivo; y no logró repetir el éxito alcanzado por The Light of Asia.
Completan la obra poética de Arnold los siguientes volúmenes: Pearls of the Faith, or Islam's Rosary; being the ninety-nine beautiful names of Allah, with comments in verse [Perlas de la Fe, o el rosario del Islam; que contiene los noventa y nueve hermosos nombres de Alá, con comentarios en verso] (1883); The Secret of Death (From the Sanskrit) with Some Collected Poems [El secreto de la muerte (a partir del sánscrito) con algunos poemas recopilados] (1885); The Song Celestial [El canto celestial] (1885); Lotus and Jewel, with Other Poems [El loto y la joya, con otros poemas] (1887); With Sadi in the Garden; or, The Book of Love [Con Sadi en el jardín, o el libro del amor] (1888); In My Lady's Praise: Being Poems, Old and New, Written to the Honour of Fanny, Lady Arnold, and Now Collected for Her Memory [En alabanza de mi señora: consistente en poemas, viejos y nuevos, escritos en honor de Fanny, Lady Arnold, y ahora recopilados en su memoria] (1889); Potiphar's Wife and Other Poems [La esposa de Putifar y otros poemas] (1892); Adzuma (1893); The Tenth Muse and Other Poems [La décima musa y otros poemas] (1895) y The Voyage of Ithobal [El viaje de Ithobal] (1901).
Amy Levy (1861-1889) mostró desde temprana edad un talento innegable, especialmente para la poesía; algunas composiciones que posteriormente serían consideradas dignas de ser conservadas, fueron escritas cuando tenía trece años. En 1881, una pequeña octavilla de poesías escritas por ella, Xantippe and other poems, fue editada en Cambridge. La mayor parte del contenido se incorporaría posteriormente a su segunda publicación, A Minor Poet and other Verse (1884). Xantippe es en muchos aspectos su obra más poderosa, exhibiendo una retórica apasionada y una dialéctica aguda y penetrante, sumamente extraordinaria en una escritora tan joven. Se trata de una defensa de la difamada esposa de Sócrates, desde la perspectiva femenina, llena de trágico patetismo, y que no alcanzó un éxito completo por su frecuente reproducción del estilo del matrimonio Browning. Lo mismo puede decirse de A Minor Poet, un poema más interesante en la actualidad que cuando fue escrito, por su evidente prefiguración del melancólico destino de la propia autora. Las composiciones más importantes del volumen son en verso blanco, demasiado coloquiales para ser moduladas con precisión, pero siempre concisas y con nervio. El alto nivel de esa primera publicación se mantuvo en A London Plane Tree and Other Poems, una recopilación de poemas líricos publicada en 1889, en la cual sobresale el pesimismo predominante en el temperamento de la escritora. La mayoría de las composiciones resultan individualmente hermosas; como recopilación, resultan fatigosas por su monotonía y tristeza. Una semana después de corregir su último volumen de poemas para imprenta, se quitó la vida en casa de sus padres, en el 7 de Endsleigh Gardens (Londres), el 10 de septiembre de 1889.
Otros dos volúmenes de poemas originales, The Visions of England (1881) y Amenophis and other poems: sacred and secular (1892), completan la lista de contribuciones de Francis Turner Palgrave a la poesía inglesa. Estos poemarios, aunque elegantes y plenos de sensibilidad poética, eran más la obra de un hombre culto que de un poeta.
Durante sus anteriores visitas a Italia, Mrs. Augusta Webster se había sentido atraída por las canciones campesinas italianas conocidas como rispetti, y en 1881 publicó A Book of Rhyme, que contiene poemas rurales conocidos como «rispetti ingleses». Fue la primera en introducir dicho formato en la poesía inglesa. En 1895 apareció Mother and Daughter, una serie incompleta de sonetos, con una nota introductoria de Mr. William Michael Rossetti.
Sus visitas a Escocia inspiraron a la poetisa de origen alemán Mathilde Blind dos poemas de considerable alcance y pretensión: The Prophecy of St. Oran (La profecía de San Odrán) (publicado en 1881, pero escrito algunos años antes), que narra la singular leyenda de este santo, y The Heather on Fire (El brezo en llamas, 1886), una denuncia de los desalojos indiscriminados en las Highlands. Ambos están llenos de apasionada elocuencia y energía, y La profecía de San Odrán en particular posee una amplia proporción de calidad que Matthew Arnold denomina «magia celta». En 1888 Mathilde Blind produce su obra más ambiciosa, The Ascent of Man, diseñada como la epopeya de la evolución según Darwin. El poema de Mathilde Blind es bueno solo por partes, pero los mejores fragmentos son muy buenos. Sus viajes por Italia y Egipto ejercieron su influencia en Dramas in Miniature (1891) y Songs and Sonnets (1893), y dieron forma al elemento básico de Birds of Passage (1895).
Al morir Tennyson en 1892 se tenía la sensación de que ninguno de los poetas entonces vivos, excepto Swinburne o William Morris, que estaban fuera de consideración por otros motivos, eran lo suficientemente sobresalientes como para heredar la corona de laurel, y durante varios años no fue nombrado ningún nuevo poeta laureado. Finalmente, en 1896 fue designado Alfred Austin. Como poeta laureado, sus poesías de circunstancias no escaparon de la crítica adversa, siendo un ejemplo notable su arrebatado poema en alabanza de la Incursión de Jameson de 1896. La característica más lograda de la poesía de Austin es un genuino e íntimo amor por la naturaleza. Sus idilios en prosa, The Garden that I love y In Veronica's Garden, están repletos de un agradable sabor a aire libre, que es también el rasgo destacado de sus English Lyrics. Sus poemas líricos carecen de espontaneidad e individualidad, pero muchos de ellos poseen un sencillo y metódico encanto, como el de un camino rural inglés. Siente, sin duda, un verdadero amor por Inglaterra, a veces no exento de cierta insularidad, pero siempre fresco e ingenuo. En su conjunto, sus composiciones laureadas resultan mejores que la mayoría de su género, aunque la primera de ellas ―la mencionada oda en The Times (12 de enero de 1896) que celebraba la noticia de la incursión de Jameson― es tan mala como la peor. Entre sus numerosos volúmenes poéticos se encuentran Soliloquies in Song (1882), Narrative Poems (1891), Fortunatus the Pessimist: A Dramatic Poem (1892), The Conversion of Winckelmann and Other Poems (1897) y Songs of England (1900), entre otros.
Se es consciente de que detrás de las novelas de George Meredith late una filosofía, y esta alcanza una expresión más completa y explícita en los poemas posteriores a Modern Love (1862) que en cualquiera de sus obras en prosa. Estos poemas filosóficos, con el empleo de un lenguaje duro y limitado, por ejemplo en Poems and Lyrics of the Joy of Earth (1883), intentan conciliar la moralidad con las enseñanzas de la biología. Meredith mostró a las gentes de su época que la Tierra no le ofrece al hombre una manera fácil de superar su naturaleza animal. En cuanto a las composiciones incluidas en el citado volumen, que pasa por ser su poemario más notable, "The Woods of Westermain", en particular, posee un sentido de la misteriosa comunión del hombre con la naturaleza no igualado por ningún poeta inglés salvo Wordsworth y Shelley. En este volumen encontramos, junto con algunos poemas personales, como los versos a J[ohn] M[orley] y "To a Friend Lost", la versión terminada de "Love in the Valley", y poemas líricos como "The Lark Ascending", "Earth and Man", "Melampus" y "The Woods of Westermain", que responden satisfactoriamente a la queja de que los Philosophical Lyrics de Meredith contienen demasiado cerebro y poca música o magnetismo.
Los años 1887-88 dieron como fruto dos de sus volúmenes de poesía más característicos, Ballads and Poems of Tragic Life [Baladas y poemas de la vida trágica] y A Reading of Earth [Interpretación de la Tierra] ―este último contiene "The South-Wester", "The Thrush in February", "Nature and Life", "Dirge in Woods" y, sobre todo, "Hymn to Colour", con el conmovedor epitafio «M. M.» Estos poemarios dieron una prueba más de la riqueza de ideas y del vigor expresivo que Meredith introdujo en la elaboración de poesía. Para "la mayoría", sin duda, la poesía de Meredith resulta prohibitiva, o casi ―porque, al fin y al cabo, ha escrito ciertos poemas, como "Martin's Puzzle", "The Old Chartist" y "Juggling Jerry", que nadie puede leer con facilidad―. Sus lectores, de su poesía incluso más que de su prosa, deben estar preparados para conocerlo sobre una base intelectual común. No obstante, una vez que eso se consigue, la música y la magia de poemas tales como "Seed-time [La siembra]", "Hard Weather [Duro clima]", "The Thrush in February [El zorzal en febrero]", "The South-Wester [El suroeste]", "The Lark Ascending [La alondra ascendente]", "Love in the Valley [Amor en el valle]", "Melampus [Melampo]" y "A Faith on Trial [Una fe puesta a prueba]", resultan muy auténticos, en medio de todas las ocasionales oscuridades de su lenguaje.
The Nature Poems fueron recopilados con hermosas ilustraciones de W. Hyde en 1898. También en 1898 apareció su Odes in Contribution to the Song of French History [Odas como contribución al canto a la historia de Francia], que incluía tres odas inéditas; un buen ejemplo de su noble pensamiento y de su magnífico ―aunque a menudo difícil― lenguaje personal. En 1892, Meredith publicó dos poemarios, The Empty Purse y Jump to Glory Jane. El primero de ellos es en toda su extensión una esmerada aunque amanerada exposición de los puntos de vista generales de Meredith sobre la vida. En 1901 apareció A Reading of Life [Interpretación de la vida]. En años posteriores también contribuyó a periódicos, revistas y publicaciones similares con poemas esporádicos, que serían recopilados tras su muerte (Last Poems [Últimos poemas], 1910).
La calidad literaria de Meredith debe ser considerada siempre a la luz del lado céltico de su temperamento y de las peculiaridades de su bagaje intelectual. Su naturaleza era más bien intuitiva que razonadora; sus procesos mentales eran bruscos y de largo alcance; y la supresión de las asociaciones conectivas con frecuencia otorga a su lenguaje, como ya sucediera con el de Browning, pero incluso en mayor medida, un aire de oscuridad impenetrablemente nebulosa. Esta crítica es aplicable principalmente a su poesía.
También cabe destacar a Francis Thompson (1859-1907), cuya poesía plena de ornamentación ha sido más atractiva para ciertos lectores. La leyenda de la pobreza y de los apuros de Thompson se ha ido añadiendo a ese atractivo, y aunque sus defensores han sido excesivamente ambiciosos, hay que conceder que, en The Hound of Heaven, describe una experiencia por la que han pasado todos los místicos utilizando para ello una imaginería que parecen haber comprendido muchos lectores que nada tienen que ver con la mística.
En el irlandés W. B. Yeats (1865-1939) se ponen en contacto dos generaciones de poetas. El poema más antiguo, The Wanderings of Oisin (1889), utiliza la leyenda irlandesa, mientras que más tarde, en Londres, se tornaría decorativo a la manera prerrafaelista, aunque siempre continuaría siendo consciente de su pasado irlandés. En 1889 publicó su primer volumen de poesía, The Wanderings of Oisin; su toque original y romántico impresionó a los críticos más exigentes y dio comienzo a un renovado interés por el movimiento «celta». A mediados de la década de 1890 sometió su obra poética anterior a una esmerada revisión, y sería en las versiones revisadas de The Wanderings of Oisin y The Countess Kathleen, y en los poemas líricos incluidos en su recopilación Poems of 1895 donde su auténtica distinción poética encontraría adecuada expresión y sería reconocida como hito del surgimiento de una nueva escuela irlandesa. En 1899 publicó The Wind Among the Reeds (El viento entre los juncos), que contiene algunos de sus mejores poemas líricos.
John Davidson (1857-1909), extraña y curiosa mezcla de poeta y publicista, escribió algunas buenas baladas, además de artículos, novelas y cuentos para ganarse la vida. El verdadero medio de Davidson era la poesía. In a Music Hall and other Poems (1891) sugería aquello que Fleet Street Eclogues (1893) demostraría: que Davidson poseía un genuino y distintivo talento poético. Esta segunda colección consolidó su reputación entre los más perspicaces, marcó una nueva y vigorosa pauta y lo consolidó de inmediato entre la joven generación de poetas. Su aceptación como poeta impulsó aún más enfáticamente su obra en verso, y se prestó mayor atención a la creciente demostración de sus facultades mostrada en sus Ballads and Songs (1894), su obra más popular, una segunda serie de Fleet Street Eclogues (1896), New Ballads (1897) y The Last Ballad (1899), todas ellas repletas de una belleza extraordinariamente nueva y poco convencional.
Poems, Dramatic and Lyrical (Poemas dramáticos y líricos, 1893), de John Leicester Warren, Barón de Tabley, incluía selecciones de obras anteriores. El volumen obtuvo pleno reconocimiento público para quien había parecido completamente olvidado. Un volumen subsiguiente, publicado en 1895 como segunda serie del precedente, no pudo rivalizar con la obra seleccionada de treinta años, pero demostró que aún podía haberse esperado mucho del autor si sus facultades físicas no hubieran comenzado a abandonarlo.
También otros escritores más conocidos como novelistas o como dramaturgos pueden recordarse al estudiar la poesía victoriana. Dos, al menos, deben ser citados: el irlandés Oscar Wilde (1854-1900) y el escocés Robert Louis Stevenson (1850-1894). El Movimiento Estético que ocupó las últimas décadas del siglo XIX cultivaba «el arte por el arte», y separaba peligrosamente la actividad artística de la vida del momento. El nombre más íntimamente ligado al Movimiento Estético es el de Oscar Wilde. Lo más importante de su producción poética ―compuesta por seis poemarios escritos entre 1878 y el año de su muerte― es la conmovedora Balada de la cárcel de Reading (1898), poema de profundo patetismo, cuyo argumento es la compunción de un condenado a muerte. Wilde escribió The Ballad of Reading Gaol después de haber cumplido una sentencia salvaje de dos años de trabajos forzados por delitos de homosexualidad (práctica que había sido recientemente declarada ilegal para los hombres). En el poema, desprendido ya de las simplezas vanas del esteticismo, escribe con fuerza sobre la comunidad carcelaria, justo antes de que se vaya a producir el ajusticiamiento de uno de sus miembros. Al poema no le falta ornamentación, ni cierto sentimentalismo que Wilde pone en boca, por ejemplo, del hombre que ha sido sentenciado. Sin embargo, el efecto global es salvaje. Sentimos el terrible hastío, la frustración, la desesperanza de esos hombres para quienes «cada día es un año / un año de largos días». Una selección de sus primeros poemas, marcados por extrañas afectaciones, pero dotados de un acabado clásico y una ocasional fortuna en los detalles, había sido editada en 1881 como Poemas de Oscar Wilde. La versión no expurgada de De profundis, en su forma original de carta a Lord Alfred Douglas (1897), es un documento conmovedor. En cuanto a Stevenson, destacan sus poemas amorosos o de otro carácter publicados tras su muerte y algunos de los mejores versos para niños: El jardín de versos para niños (1885), que muestra su extraordinaria percepción de la psicología de vida infantil; Underwoods (1887) y la edición completa de sus Poemas y baladas, publicada póstumamente en 1913.

#### Poesía decadentista
Mucho más efectista que Oscar Wilde fue Ernest Dowson (1867-1900), el poeta bohemio y vagabundo de la década que de alguna manera subsistiría gracias a las traducciones. Es más conocido por su poema lírico Cynara, que parece añadir un nuevo ritmo a la poesía inglesa. En su poesía introdujo la brevedad y las lúcidas cualidades del verso latino.
Con una serenidad más clásica, Lionel Johnson (1867-1902) construyó una poesía lírica tranquila y ordenada, provista de una belleza serena y reservada. Lo mismo que Dowson, llevaría la vida bohemia de los poetas de los años noventa. En sus poemas encontramos un orden que está muy lejos de su desordenada existencia.

## Narrativa

### Contexto
Las raíces morales y religiosas del espíritu victoriano se remontan al siglo XVIII, a los Wesleys y al renacer de las ideas evangélicas. A comienzos del siglo XIX la gente ya empezaba a rechazar a escritores como Fielding o Swift por no tener pelos en la lengua. A mediados de los años cuarenta ya estaba seriamente limitado lo que un novelista podía decir sin perder el favor del público familiar. Para muchos este público familiar ―que se reunía para leer las novelas en voz alta, en una especie de liturgia entretenida― resultaba básico; en él radicaba su medio de subsistencia. Como los límites eran tan estrictos, había muchos temas, como la inmoralidad sexual, los desvíos sexuales, la prostitución, etc., que se evitaban o que, en todo caso, aparecían rodeados de un tono absolutamente falso, como si el autor caminara siempre sobre arenas movedizas. Por otra parte, esta costumbre de leer en voz alta, unida al método de publicación semanal o mensual que utilizaban muchos escritores, estrechó el contacto entre novelista y lector, lo cual anima y refuerza muchos aspectos de la ficción victoriana, sobre todo el humor y la conciencia social. La fuerza de esta relación hace que las prohibiciones impuestas resulten comparativamente triviales en escritores como Dickens.

### Panorama de la narrativa inglesa a lo largo delsigloXIX
El reinado de la reina Victoria fue la Edad de Oro de la novela inglesa. Fueron varios los escritores cualificados para pretender la supremacía artística a base de méritos muy diferentes. En los primeros años del reinado las novelas reflejan la confianza de la gente normal y corriente, más que las dudas y el abatimiento de los intelectuales. Nadie como Charles Dickens, el primer novelista de la época victoriana y su favorito, ha retratado en sus obras el paso que se vivió en la época: del exuberante optimismo al asco y la desesperación. El sentido social, las esencias culturales producidas por el choque con esa realidad que llamamos vida, y los frutos del esfuerzo que los ingleses del siglo XIX hicieron para ser lo que tenían que ser, sí aparecen claramente en las obras de imaginación escritas por los novelistas de la época. Pero como ninguna transformación de la vida deja de ir acompañada por el sufrimiento, tampoco se libró de él esta etapa, y la dirección de las energías y propósitos de los victorianos, por muy constructivos que fueran sobre todo en su aspecto externo, fomentó la agresividad y el afán de dominio, y supeditó el trabajo humano a fines no siempre honrosos. Dickens fue el novelista que acusó con singular eficacia crítica las grietas y defectos del edificio aparentemente compacto de la sociedad victoriana.
La variedad y el vigor excepcional de la novela inglesa de mediados del siglo XIX se debió al interés con que los escritores se aplicaron a dar forma artística a los modos de vida, distintos y cambiantes, de la sociedad en que vivían. Quizá sus obras no parezcan bien acabadas, debido a la costumbre generalizada de publicarlas por entregas; pero su espontaneidad creadora y su alcance son comparables a la explosión dramática del período isabelino. Por primera vez en la historia, la novela se convierte en el género literario dominante en Inglaterra, y el hecho de que fuera el vehículo más adecuado para el estudio psicológico y sociológico de las realidades humanas atrajo a muchos de los grandes creadores de la época.
Así pues, la época victoriana fue, sobre todo, la del auge y expansión de la novelística inglesa. Su mayor representante, y uno de los autores más célebres de la literatura universal, fue Charles Dickens, a cuyo nombre hay que sumar los de otros autores no menos destacados como William Thackeray, Anthony Trollope o George Eliot. Un brote original y diferenciado, más afín al temperamento romántico, surgió en las novelas de las hermanas Brontë. La novela social estuvo representada por Elizabeth Gaskell y Charles Kingsley, y la narrativa histórica por las obras del barón Edward Bulwer-Lytton, mientras que los novelistas más relevantes de los que intentaron prescindir de incidentes sensacionalistas, falsas emociones y convenciones melodramáticas para captar los tonos vitales que experimenta la gente normal en su vida más cotidiana fueron George Eliot y Anthony Trollope.
Dickens y Thackeray fueron amigos personales, si prescindimos de una desgraciada incomprensión; los dos eran humoristas, sentimentales, reformadores y de la misma clase social: la clase media. Pero el humorismo de Thackeray se inclinaba a los juegos de ingenio, y el de Dickens a la farsa; el sentimentalismo de Thackeray estaba refrenado por su "cinismo", mientras que el de Dickens rebosaba; Thackeray usaba la ironía contra las cosas malas, pero Dickens enronquecía de gritarles; Thackeray puso en sus libros a gentes que conoció, pero Dickens descubrió al cockney.
La Inglaterra del siglo XIX fue prolífica en mujeres novelistas, algunas de las cuales hicieron aportaciones de importancia cardinal para el arte. Las hermanas Brontë con su interpretación de las pasiones, y George Eliot con su penetración psicológica, trajeron al arte dos factores nuevos que han seguido predominando.
En la época también escribían figuras como Benjamin Disraeli, Frances Trollope, Harrison Ainsworth, Mrs. Oliphant, Wilkie Collins y muchos otros. Sus obras fueron publicadas y traducidas en toda Europa y en América y basta echar una ojeada a los periódicos europeos para ver con qué tristeza recogieron la muerte de Dickens y para comprobar, por tanto, el lugar tan especial que ocupaban los novelistas ingleses entre los lectores extranjeros y en la tradición que iba retoñando en Francia, Italia, España y sobre todo en Rusia.

### Narrativa humorística y humanitaria

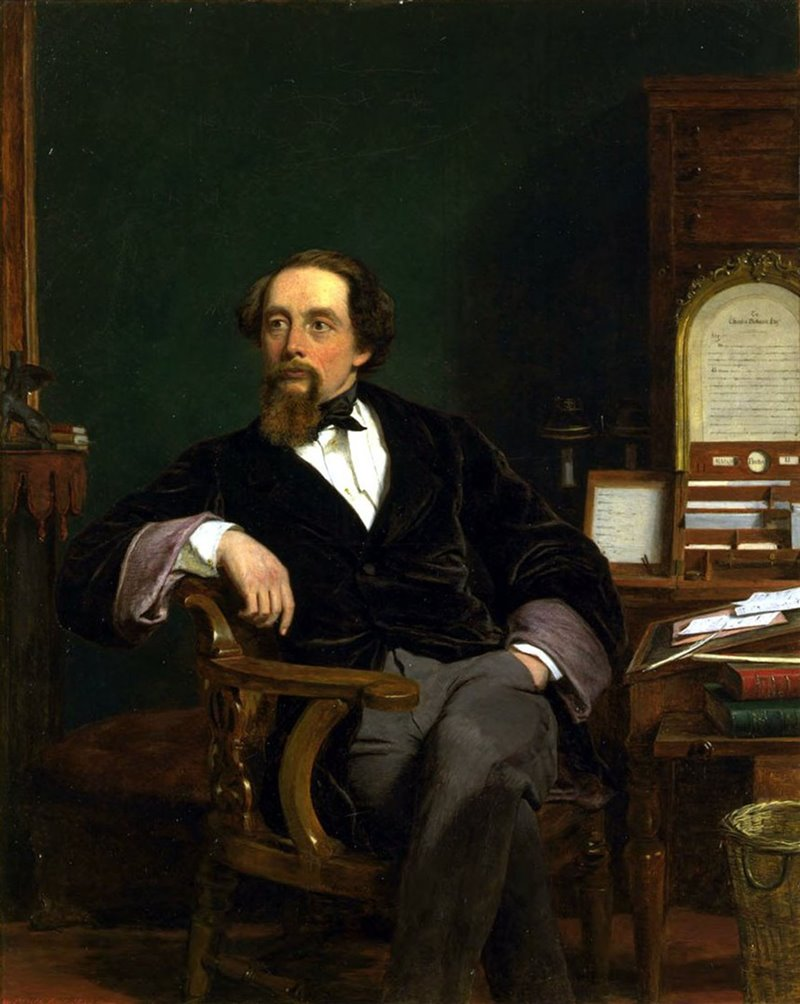
Retrato de Charles Dickens (1859), obra del pintor inglés William Powell Frith.

Fuera de ciertas circunstancias biográficas, lo único indiscutible que se puede decir de Charles Dickens (1812-1870) es que era un hombre de genio. Destacado ejemplo de novelista victoriano, Dickens no solo cultivó lo sentimental, sino lo humorístico, lo grotesco, lo sobrenatural y lo trágico. Extraordinariamente popular en su día (todas sus obras gozaron de una notable difusión) gracias a unos personajes que cobraron vida propia más allá de las páginas de sus libros, al frescor y la cordialidad de su estilo, a la fuerza de sus descripciones y a su incomparable poder para crear personajes, situaciones y ambientes, Dickens sigue siendo uno de los autores más populares y leídos de todos los tiempos. Legó al mundo una galería de personajes, que, sin dejar de ser un tanto caricaturales, son imperecederos también. Como escritor, trabajó diligente y prolíficamente para producir el tipo de literatura entretenida que el público de la época demandaba, pero también para ofrecer un análisis de los retos sociales de su tiempo, ocupándose en muchas de sus novelas de la difícil situación de los pobres y oprimidos. Byron, Scott y Wordsworth habían descubierto la belleza del mar y de las montañas; Dickens descubrió la emoción de los barrios humildes. El arte de Dickens no consistía en retratar la vida como después hicieron con gran acierto Thackeray y Trollope, sino, como la vida misma, que nunca imita, en crear de nuevo.
El arte de Dickens, el observador, el vigoroso poeta de la vida urbana del XIX, se basa en la habilidad con que el autor percibía lo extremo, lo grotesco, lo anormal. Atrapaba acertadamente el espíritu esencial de la gente, de los lugares, de los ambientes; los elevaba y obligaba al lector a reconocer la infinita variedad y la riqueza de lo que veía. Por esta capacidad Dickens atrae a veces el desprecio de quienes piensan que solo sabe crear personajes planos, caricaturas. Lo mismo que el resto de los grandes artistas, Dickens contemplaba el mundo como si se tratase de una experiencia enteramente nueva vista por vez primera, y poseía una extraordinaria versatilidad en el lenguaje, dominando desde la creación cómica hasta la gran elocuencia. Creó personajes y situaciones tan diversos como nunca había conseguido nadie desde Shakespeare e influyó de manera muy profunda en su público hasta el punto de que la concepción del mundo que encontramos en sus novelas ha pasado a formar parte de la tradición inglesa. Junto a esto Dickens ofrece una aguda sensibilidad lingüística, para las implicaciones que subyacen a lo dicho, y por eso los diálogos resultan absolutamente reveladores. No creó escuela, no tuvo sucesores. Resulta imposible ser como Dickens, igual que uno no puede copiar a Shakespeare. Dickens marcó un antes y un después en la literatura inglesa: la posterior a su muerte (1870) es notablemente diferente de la producida en los inicios de la época victoriana.

### Novela de aventuras y novela militar
Frederick Marryat (1792-1848), marino y novelista inglés, fue contemporáneo y amigo de Charles Dickens, y destacó por ser uno de los primeros autores de novelas de ambiente marinero. Sirvió en la Royal Navy durante un cuarto de siglo (1806-30), y cuando comenzó a escribir novelas volcó en su obra su madura experiencia y su irreprochable vivacidad. Asentándose en su nueva profesión literaria, produjo con asombrosa rapidez una trepidante sucesión de historias, hasta alcanzar su más alta cota de habilidad constructiva en El perro diabólico (1837). Marryat poseía un don admirable para la narrativa lúcida y directa, y un fondo inagotable de episodios, y de humor, en ocasiones rayano en la farsa. Creó muchos personajes que adquirieron categoría entre las figuras características de la ficción inglesa. Entre sus restantes obras están El buque fantasma (1839); Poor Jack (1840); Joseph Rushbrook (1841); Percival Keene (1842); The Privateer's Man (El corsario, 1844); y Valerie (1849), inconclusa. Sus novelas constituyen un importante vínculo entre Smollett y Fielding, y Charles Dickens.
Como escritor, Marryat ha sido juzgado de forma diversa, pero su lugar como narrador está asegurado. Extrajo de su experiencia profesional y de sus conocimientos el material para sus historias. Marryat es el príncipe de los narradores del mar; su conocimiento del mar, su vigorosa definición de personajes y su humor campechano y honesto, si bien algo grueso, nunca dejan de complacer.
Tras retirarse en 1827, el capitán de la Marina Frederick Chamier (1796-1870) se consagró a la profesión literaria. Escribió varias novelas de temática náutica en la línea popularizada por Marryat, que tuvieron en su momento una popularidad considerable, aunque actualmente casi han caído en el olvido. Entre ellas cabe mencionar El «Aretusa» (1837), Jack Adams (1838), Tom Bowling (1841) y Jack Malcolm's Log (1846).
Las aventuras del médico y novelista irlandés Charles James Lever (1806-1872) en el Trinity College de Dublín (1823-28) forman la base de la enorme reserva de anécdotas de la que se derivan las mejores cosechas de sus novelas. El inimitable Frank Webber en Charles O'Malley era Robert Boyle, un amigo irlandés de la universidad, posteriormente párroco. Lever viajó a Canadá como cirujano no titulado en un barco de emigrantes, y se basó en algunas de sus experiencias para Con Cregan, Arthur O'Leary y Roland Cashel. En febrero de 1837, tras diversas experiencias, comenzó a publicar Las confesiones de Harry Lorrequer en las páginas del recientemente fundado Dublin University Magazine (publicación de la que posteriormente sería editor entre 1842 y 1845). Harry Lorrequer era meramente una sucesión de historias irlandesas y de otro tipo, buenas, malas y regulares, pero en su mayoría emocionantes. Fue su primer y quizás su mayor éxito literario, y la inmediata y gran aceptación que recibió decidieron a su autor a dedicarse a la literatura. Lever nunca había tomado parte en una batalla, pero sus tres libros siguientes, Charles O'Malley, que también apareció por vez primera en el Dublin Magazine en 1840; Jack Hinton the Guardsman (1842) y Nuestro Tom Burke (1843), escritos bajo el estímulo de la extravagancia crónica propia del escritor, contienen algunas páginas militares espléndidas y algunos de los pasajes bélicos más vigorosos que se recuerdan. Tom Burke resulta especialmente valiosa por su representación del entusiasmo suscitado por Napoleón I, y de la vida de los irlandeses exiliados en París. Estas obras carecen de arte y casi de forma; la influencia de Maxwell es claramente perceptible en ellas. Pero las primeras novelas de Lever muestran sus mejores cualidades en su máxima expresión: su espíritu animal y su alegría jovial, su copioso y eficaz anecdotario, su poder de delineación vigorosa, aunque de ningún modo sutil, de los personajes dentro del alcance de su propia experiencia.

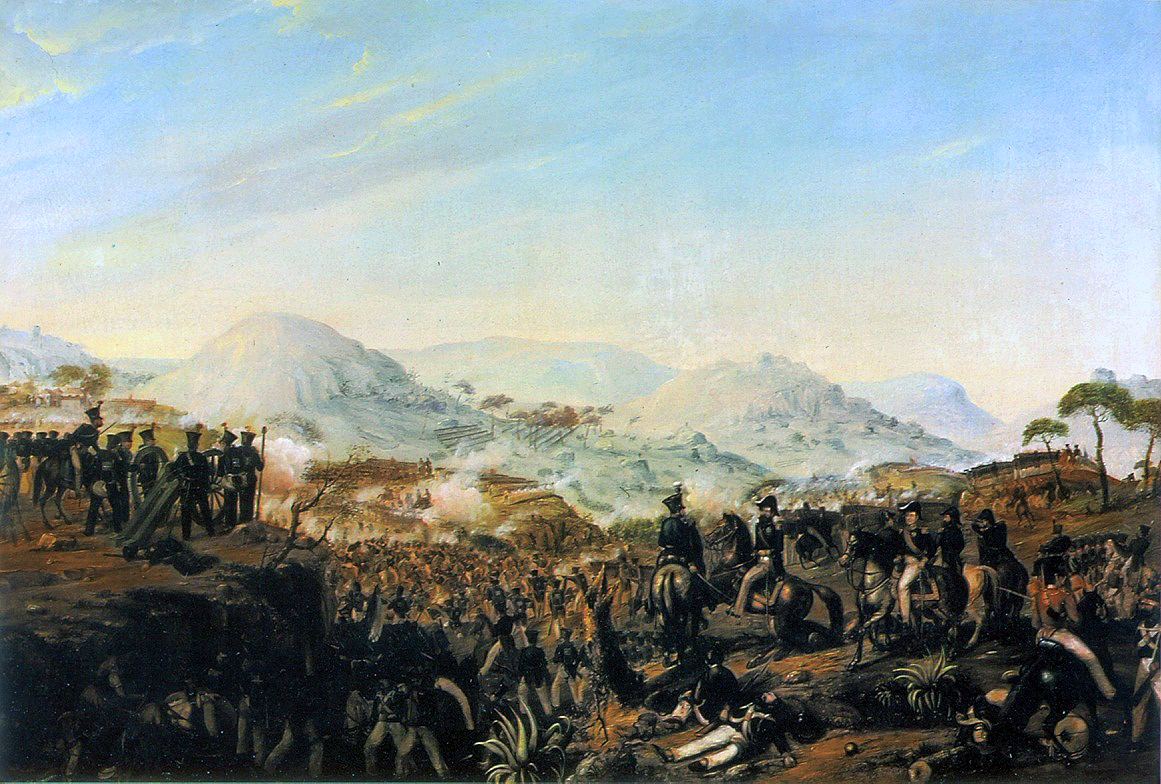
Pintura datada en torno a 1835 que representa la batalla de Ponte Ferreira (22-23 de julio de 1832), obra de A. E. Hoffman, un oficial extranjero que luchó en la guerra civil portuguesa en el bando de Pedro, duque de Bragança.

En las páginas de Charles O'Malley, su libro más popular, y de Tom Burke, una de sus novelas más características, Lever anticipa no pocos de los mejores ecos de Marbot, Thiébault, Lejeune, Griois, Séruzier, Burgoyne y otros similares. Se ha dicho que su narración de la batalla del Duero no tiene nada que envidiar a la de Napier. Durante esos años apenas pasaba uno sin una contribución a la lista de sus joviales, frescas y divertidas historias. No obstante, a causa de que su estilo era demasiado fácil de parodiar, la fama de Charles Lever sufrió un eclipse pasajero.
Tras publicar Arthur O'Leary: sus andanzas y meditaciones en numerosos países (1844), Lever consideró que su "savia original" estaba agotada y decidió renovarla en el Continente. Su siguiente obra importante, The O'Donoghue (1845), una novela ambientada en Killarney, debe su origen a unas vacaciones pasadas en dicha región; en la siguiente, El caballero de Gwynne (1847), uno de sus mejores libros, recurrió a la historia y se sirvió de los recuerdos contemporáneos de la Unión. En Las confesiones de Con Cregan (1849), Roland Cashel (1850) y Maurice Tiernay (1855) aún encontramos vestigios de su antiguo estilo; pero estaba empezando a perder su originaria alegría compositiva. La materia de Roland Cashel fue extraída en parte de sus vivencias en el continente, y la novela ilustra de manera especial la transición de su estilo inicial al postrero. Al igual que sus personajes de The Daltons (1852) o The Dodd Family Abroad (1853-54), viajó por todo el continente, de Karlsruhe a Como, de Como a Florencia, de Florencia a las termas de Lucca y así sucesivamente. La familia Dodd en el extranjero es un cuadro de la vida inglesa en el continente en el que el autor aparece más a la luz de un humorista reflexivo que antes. En Florencia escribió The Martins of Cro' Martin (1856), un excelente cuadro de la vida en el oeste de Irlanda. Se puede decir que estas obras marcan la culminación de Lever como novelista. Continuaría escribiendo novelas hasta el final de su vida. Desde 1857 residió consecutivamente en La Spezia y Trieste. Sus principales creaciones literarias durante su estancia allí fueron: The Fortunes of Glencore (Las andanzas de Glencore, 1857); Davenport Dunn (1859); One of them (Uno de ellos, 1861); Barrington (1862); Tony Butler (1865); A Campaigner at Home (1865); Luttrell of Arran (1865); Sir Brooke Fosbrooke (1866), su favorita entre sus novelas, si bien no muy popular; Los Bramleigh de Bishop's Folly (1868) y Lord Kilgobbin (1872).
Lever era un narrador nato. Con escaso respeto por la unidad de acción o por la estructura novelística convencional, sus libros más brillantes, como Harry Lorrequer, Charles O'Malley y Tom Burke, son en realidad poco más que un recital de escenas de la vida de un "héroe" en particular, sin interconexión alguna mediante una trama continuada. Con todo, sus descuidados esbozos contienen creaciones tan evocadoras como Frank Webber, el mayor Monsoon y Micky Free, «el Sam Weller de Irlanda». Falstaff es único en la literatura universal; pero si alguna vez llegó a haber otro Falstaff después de aquel, ese fue Monsoon. Los críticos podrán elogiar a voluntad las reflexivas y esmeradas novelas posteriores de Lever, pero Charles O'Malley siempre será el arquetipo de la novela militar.
Sus escritos más tempranos y populares difícilmente pueden calificarse como literatura, aunque su vigor y su alegría, y las excelentes anécdotas y enérgicas canciones intercaladas en ellos, los harán siempre atractivos. Está casi desprovisto de inventiva o imaginación, sus personajes son generalmente trasuntos de la vida, y sus historias incidentales narradas de segunda mano. En un período posterior de su carrera, atendería en cierta medida las demandas del arte y manifestaría una mayor pericia como escritor, con menor perjuicio a su naturaleza de humorista, de lo que cabría esperar. El punto de inflexión lo marca Roland Cashel, pero en Glencore ensayó de manera deliberada por primera vez el análisis de caracteres.
La carencia de habilidad artística de Lever y de comprensión de los rasgos más profundos del carácter irlandés han obstaculizado su reputación entre los críticos. Lever ha hecho mucho para perpetuar los errores comunes con respecto al carácter irlandés; no se trata de que los tipos que describe sean irreales, pero están lejos de ser universales o siquiera generalizados. Sus joviales pinturas de la sociedad irlandesa, despreocupada y aficionada a beber, no pueden quedar en el limbo, aunque muchas veces el lector no vaya más allá de Las confesiones de Harry Lorrequer.
El escocés James Grant (1822-1887) llegó a ser un hábil delineante, pero otros gustos ―literarios― afloraron por sí mismos, y entonces se dedicó a escribir novelas, convirtiéndose rápidamente en un escritor sumamente prolífico. Escribió más de 50 novelas en un estilo enérgico y vivaz; sus historias, plenas de vivacidad y sucesos, se ocupan principalmente de escenas y personajes militares. Su primera y en ciertos aspectos mejor novela, The Romance of War, apareció en 1845. Debía su origen a las numerosas anécdotas de la guerra hispano-francesa, que le habían sido relatadas por su padre, y describía las aventuras de los Gordon Highlanders en la Península. La vívida descripción de batallas le reportaría rápidamente a la novela unas enormes ventas. Pronto llegaría una secuela titulada Los Highlanders en Bélgica. Después vendría Las aventuras de un ayudante de campo, cuya popularidad igualó a la de su primera novela. La fragata amarilla, Bothwell, Jane Seton y muchas más tuvieron éxito, y a partir de ese momento hasta su muerte nunca pasaría un año sin que fueran publicadas una, a menudo dos, e incluso tres novelas. Otros títulos destacados: Frank Hilton; or, The Queen's Own (Frank Hilton, o propiedad de la Reina, 1855); The Phantom Regiment (El regimiento fantasma) y Harry Ogilvie (1856); Lucy Arden (1858); The White Cockade (La escarapela blanca, 1867); Only an Ensign (Solamente un alférez, 1871); Shall I Win Her? (1874). Sus últimas obras de ficción fueron Love's Labour Won (Trabajos de amor ganados, 1888), que relata episodios de bandolerismo en Birmania; y Playing with Fire (Jugando con fuego, 1887), una historia de la guerra de Sudán. En total escribió unas cincuenta y seis novelas. Una rápida sucesión de episodios, un estilo muy vivaz, y unos diálogos que raramente decaen caracterizan todas ellas. Las que tratan la historia de Escocia incorporan una labor de investigación considerable, son de un estilo vigoroso y pintoresco, y expresan mucha simpatía hacia el temerario arrojo, la lealtad y la hombría de los héroes escoceses y fronterizos.

### Novela histórica
Son innumerables los seguidores que tuvo Walter Scott por la novela histórica, y entre ellos se incluyen Bulwer-Lytton, Dickens, Thackeray, Reade y George Eliot.

### Novela realista
La novela victoriana de carácter realista deriva de Richardson, Fielding y Jane Austen, sobre todo de los dos últimos, y en su primera etapa está representada por Thackeray y Trollope, novelistas tan notables, que en ciertos aspectos se pueden alinear con Dickens.
A finales de los cuarenta aparecieron nuevos autores que no se parecían en nada a Dickens, pero que también merecen lugares destacados: Thackeray, las Brontë y Mrs. Gaskell. De todos ellos Thackeray es quien más unido suele ir a Dickens y a finales de siglo el público más educado solía aclamarle como gran maestro. Sin embargo, esta idea se ha desvanecido. En general este autor ha pasado a la historia como creador de Vanity Fair (La feria de las vanidades) y poco más, lo cual puede que sea razonablemente justo.

### Novela de tesis y novela filosófica
Charlotte Mary Yonge (1823-1901), perteneciente a una familia extraordinariamente religiosa y devota de la Iglesia cristiana de Inglaterra, se propuso expresar sus ideas religiosas en forma novelada. Yonge estuvo entre los escritores más prolíficos de la época victoriana: publicó durante su larga vida alrededor de un centenar de obras, principalmente novelas, interesantes y bien escritas, bajo la influencia de la High Church. Su primer éxito sobresaliente lo consiguió con The Heir of Redclyffe (El heredero de Redclyffe, 1853), que gozó de una muy buena aceptación. El libro satisfizo perfectamente el fervor religioso de la época, y su tendencia al autoanálisis. Alcanzaría su vigésima segunda edición en 1876, y fue reeditado en incontables ocasiones. A esta siguieron otras narraciones orientadas en el mismo sentido: Heartsease (Viola tricolor, 1854) y The Daisy Chain (La guirnalda de margaritas, 1856), que fueron acogidas con especial efusividad. Otras historias moldeadas de modo similar fueron Dynevor Terrace (1857); The Trial: more Links of the Daisy Chain (1864); The Clever Woman of the Family (1865); The Pillars of the House (1873) y Magnum Bonum (1879). Gracias a su firme dominio de los personajes y a su comprensión de los detalles de la vida doméstica, las ficciones de Miss Yonge atrajeron a variados círculos de lectores.

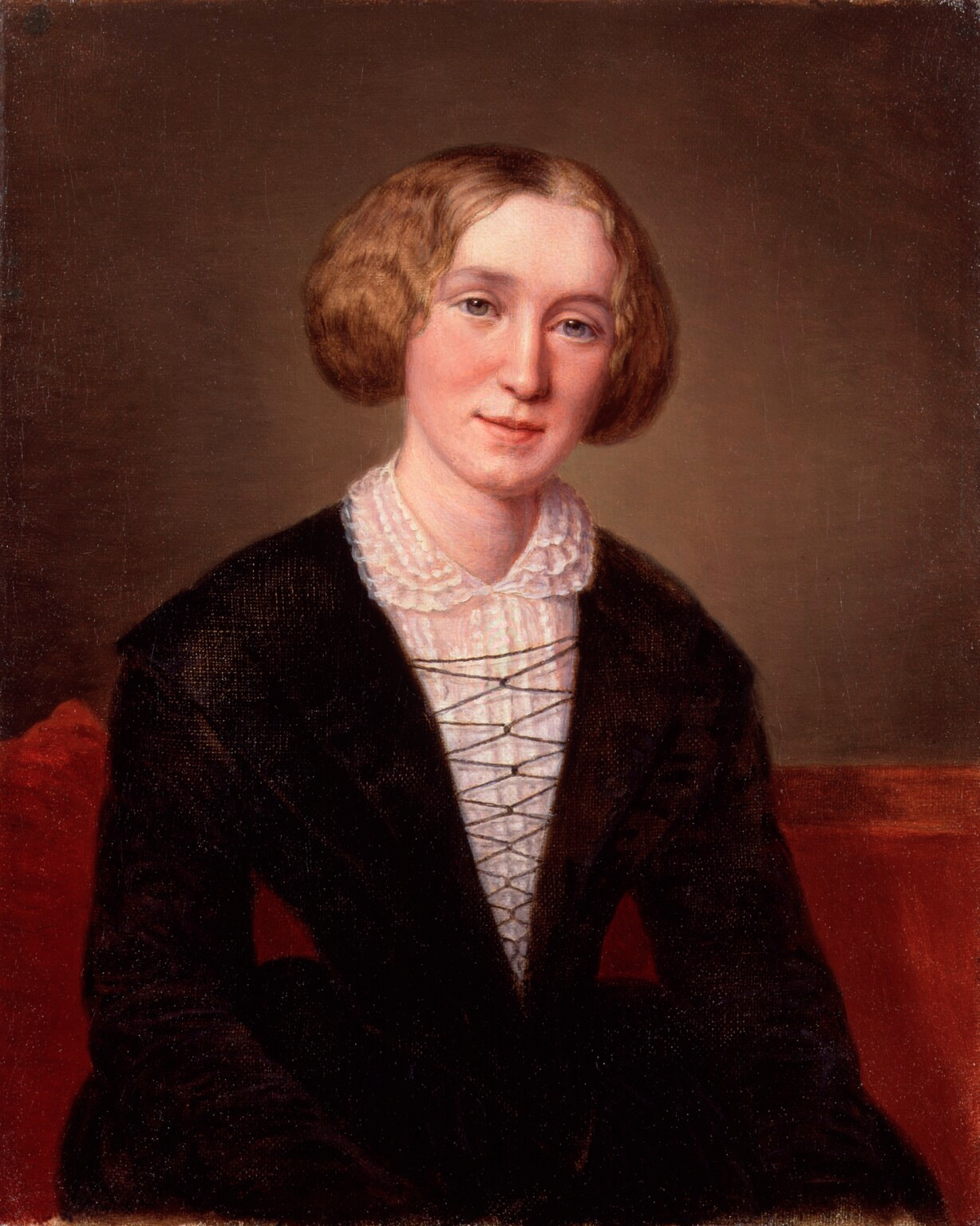
Retrato de George Eliot a la edad de treinta años, obra del pintor suizo Alexandre-Louis-François d'Albert-Durade (1804-1886).

De todas las novelistas del siglo XIX, George Eliot (Mary Ann Evans, 1819-1880) fue, sin duda, la más ilustrada, y la más adulta por lo que se refiere a sus obras. La obra de esta mujer tiene cierta calidad shakespeariana. George Eliot resolvió el problema que había desconcertado a Cervantes: el de narrar un asunto largo sin acudir a cosas ajenas al mismo y sin aburrir. Con Eliot la unidad del asunto y la cohesión del mismo se convirtieron en los rasgos principales de la construcción novelesca. Trabaja partiendo de los caracteres. En sus novelas más sociales, Eliot seguiría otro rumbo distinto al realismo; aseguradas las conquistas de las hermanas Brontë y de Elizabeth Gaskell, se basará en el positivismo de Comte y tratará de convertir la novela en un fiel estudio de la vida y en un análisis lo más completo posible de las reacciones psicológicas y de las motivaciones humanas. Describió sobre todo la Inglaterra de los pequeños propietarios, que estaba a punto de desaparecer por la absorción que de los campesinos hizo la ciudad, y por el paso de la pequeña propiedad a los grandes industriales. En contacto con prohombres como John Chapman, Herbert Spencer y especialmente George Henry Lewes, bajo la influencia de sus lecturas, y dotada de un temperamento similar, George Eliot difícilmente podía orientarse en otro género de novela que no fuera el filosófico.
Su producción novelística se divide en dos etapas condicionadas, hasta cierto punto, por el predominio de las experiencias vividas, vertebradas por la inspiración, la primera, y por la observación metódica, la profundización del carácter de los personajes y el análisis filosófico de la vida, la segunda. Las obras del primer ciclo son cuatro, y vienen a ilustrar su positivismo en un aspecto psicológico y profundamente ético, en un marco campestre o de pequeñas comunidades rurales.
No fue sino hasta que frisaba ya los cuarenta cuando la escritora parece haber descubierto la verdadera naturaleza de su genio; porque no fue hasta 1857 cuando Los infortunios del reverendo Amos Barton apareció en el Blackwood's Magazine, anunciando el surgimiento de un nuevo escritor de singular energía. Esta novela corta supuso el primer trabajo literario de Evans. La misma revista publicó también las otras dos novelitas que, junto con Amos Barton (sin duda, la mejor del conjunto), componían las Escenas de la vida clerical (1857-58), que alcanzaron un éxito inmediato. En ciertos aspectos, las Escenas de la vida clerical nunca fueron superadas por la autora. Su poderío no forzado, su patetismo y la comprensiva apreciación de la vida a la antigua usanza por parte de un gran intelecto les otorgan un encanto singular. Este fue el inicio de un ciclo de cuatro años (1858-61) en el que la escritora compuso cuatro de sus mejores obras. Tras ese primer éxito, George Eliot comenzó a trabajar en su primera obra extensa, Adam Bede (1859), novela de ambiente rural en la que la escritora pone de relieve toda su capacidad creadora. Es una novela de seducción, crimen y remordimiento, cuyas consecuencias sufren tanto los culpables como los inocentes. Adam Bede, a juicio de muchos la obra maestra de George Eliot, fue recibida con un aplauso unánime, y situó de inmediato a su autora en primera fila de la literatura contemporánea.
La plenitud creativa de Eliot continuó en la novela rural Silas Marner (1860-61), que señaló el final de su primer período literario, y que supone quizás el más artísticamente elaborado de sus libros, y, sin duda, la mejor y más equilibrada obra de este primer período, que revela la culminación de las posibilidades creadoras de la novelista. Silas Marner muestra un retorno a su estilo primigenio ―el estilo de las Escenas de la vida clerical―. Aunque en el espacio y el tiempo su argumento esté situado en una pequeña comunidad rural y a principios del siglo XIX, la obra recoge, dentro de las posibilidades artísticas del género, las direcciones más importantes de la problemática de la época.
En general, en sus novelas hay mucho pensamiento y honda crítica de la vida, a veces incluso directa. Su peculiar facultad de novelista consiste en el profundo substrato de pensamiento moderno y psicología teórica que posee, y el íntimo conocimiento de una gran variedad de aspectos de la naturaleza humana. También hay algo de shakespeariano en su objetividad. La autora revela más parcialidad en Silas Marner que en Adam Bede, quizás porque el primero de estos libros es una exposición más directa de su credo positivista. Es característico de ella que sus retratos de personajes masculinos y femeninos no presenten ninguna inclinación sexual: sus personajes no ofrecían ninguna pista para conjeturar su sexo. La veracidad de esos personajes está garantizada con frecuencia por el lugar que tuvieron en su vida. Rasgo específicamente femenino de su obra son los tipos de mujeres con una misión que cumplir; tal es la dulce Dinah Morris de Adam Bede, cuya vocación para ayudar a los pobres enfermos y predicar en sentido metodista tuvo realidad histórica. Su visión general de la vida es pesimista, aliviada por una capacidad para extraer los elementos jocosos de la estupidez y el mal proceder humanos. También hay, sin embargo, mucha seriedad en su tratamiento de las fases de la vida, y pocos escritores han mostrado con mayor poder el endurecimiento y los efectos degradantes que conlleva la insistencia en malas conductas, o las inevitables e irreparables consecuencias de una mala acción. Es indiscutible que con su fuerza intelectual, su capacidad creadora de caracteres y de plasmación artística de la realidad en sus distintas manifestaciones, George Eliot contribuyó a proporcionar a la novela inglesa madurez de contenidos y una dinámica ideológica de alta calidad, que repercutió en novelistas posteriores. De todos los autores ingleses del XIX sería ella, sin duda, la que más se aproximaría a la literatura de Balzac. Leyendo la obra de George Eliot, se es consciente del deseo de la autora por aumentar las posibilidades de la novela como forma de expresión: le gustaba incluir temas nuevos y penetrar en el personaje con una mayor profundidad.
George Meredith (1828-1909) causó poca impresión en la masa general de lectores, no porque tuviese una doctrina excesivamente difícil para ellos, sino a causa del preciosismo de su estilo y método. En consecuencia, su fama fue disminuyendo progresivamente a lo largo de los años debido a la complejidad de sus novelas. Se interesó profundamente por revelar el alma del hombre y la mujer en el marco psicológico, filosófico, científico y moral de su tiempo. Como se ha dicho al referirse a su obra poética, Meredith entiende que las tendencias evolucionistas de la naturaleza tienen un desarrollo paralelo en el plano espiritual; de modo que, para él, la evolución física carecería de sentido si no implicara una evolución del espíritu. Su realismo idealista tiene un sustrato romántico, y su filosofía tiende a reconciliar el pensamiento científico positivista con un idealismo humanista, que para él era lo único que justificaba el vivir. Su defensa de los derechos y de la emancipación de la mujer, y el respeto por su dignidad e inteligencia, emanaban de su idea de que la mujer, formada intelectual y moralmente podría contribuir eficacísimamente en la superación de la raza humana.
Meredith es hombre de temperamento individualista y aun excéntrico, y como novelista no se le puede relacionar con sus antecesores. Si Dickens, Thackeray y Trollope enmarcaban sus novelas más o menos en la sociedad de su tiempo, Meredith las encierra en un sentimiento de casta casi feudal, y describe ambientes y expresa emociones muy personales en forma sumamente intelectualizada y estilo muy exigente. Su estilo se va haciendo increíblemente artificioso a medida que avanzamos desde La prueba de Richard Feverel hasta Diana de las encrucijadas, pasando por El egoísta. Las novelas destacadas del primer período de su producción ―The Ordeal of Richard Feverel (1859); Evan Harrington (1860-62); Emilia in England (1864) y su secuela, Vittoria (1866); Rhoda Fleming (1865) y The Adventures of Harry Richmond (1870-71)― analizan los años de formación y aprendizaje en la vida de distintos jóvenes de familias acomodadas o, en el caso de Rhoda Fleming, pertenecientes a la clase rural trabajadora. El viejo tema de padres e hijos proporcionó el asunto de La prueba de Richard Feverel, libro que, por ser el primero que ofrece ya plenamente la manera de Meredith, pero libre aún de ingeniosidad excesiva, algunos críticos consideran el mejor de los suyos. Con esta novela Meredith abandonó el reino de la fantasía por el del estudio filosófico y psicológico de la naturaleza humana. El tema esencial de esta sutil crítica de la vida es la cuestión de la educación de un muchacho. Describe el fallido empeño de un padre orgulloso y obstinado, aferrado a las teorías y a los preceptos, por llevar a su hijo a un estado perfecto de hombría a través de un "sistema" que controla todas sus circunstancias precoces y reprime muchos de los instintos e impulsos naturales y saludables de la adolescencia. Las escenas amorosas en Richard Feverel resultan gloriosamente naturales y llenas de vitalidad. La idea principal del libro, la victimización del héroe príncipe de las hadas por un indulgente sistema educativo paterno, fue sugerida por el famoso artículo de Herbert Spencer en la British Quarterly Review (abril de 1858), con toques ocasionales de Tristram Shandy, Émile y la más reciente The Caxtons. Pero su poderío fue escasamente reconocido.
El 11 de febrero de 1860 comenzó la publicación por entregas de la segunda de sus novelas de la vida moderna, Evan Harrington, or He would be a Gentleman, que estaba ilustrada por Charles Keene. Novela hasta cierto punto autobiográfica, describe el esfuerzo que a veces ciertas personas hacen en la vida por ocultar su origen humilde, y contiene una trama ricamente humorística ―espléndidamente caricaturesca, en su formato no revisado―, con algunos magníficos estudios de caracteres. Evan Harrington es la más realista, y tal vez la más entretenida en general, de todas las novelas de Meredith. Describe con tono sardónico los frenéticos intentos de las hermanas de Evan de escapar del Demogorgon de Tailordom. El espíritu de «Great Mel», que muere antes de que comience la acción, impregna el libro. En abril de 1864 sacó a la luz Emilia in England (posteriormente rebautizada como Sandra Belloni), la única historia a la que proporcionaría una secuela (Vittoria, 1866). La pasión de Emilia por Italia conforma el tema central del conjunto. Su figura, la más bella y elaborada que el autor había retratado, domina las dos novelas. Meredith formula por vez primera su filosofía anti-sentimental y su creciente creencia en la llama purificadora del espíritu cómico. La recepción del libro fue, sin embargo, pobre. Vittoria (o Emilia in Italy), publicada en The Fortnightly Review en 1866, y en formato de libro en 1867, es una secuela de Emilia in England. Esta novela de la Revolución de 1848-49, posee una compleja trama en la que figuran Carlos Alberto, Mazzini y otros personajes históricos. En el momento de su publicación el estilo del libro fue discutido por tratarse de prosa intentando ser poesía, y el autor fue advertido de estar perjudicándose a sí mismo por la carga extra que suponía tratar de novelar la historia.
Siguió poco después su poderosa historia Rhoda Fleming (1865). Se trata de un estudio psicológico de las vicisitudes con que dos hermanas se encuentran en la vida hasta alcanzar cierta estabilidad. Rhoda Fleming es, comparativamente hablando, una historia simple, principalmente acerca del amor, y se refiere ante todo a personas de vida humilde. Meredith intenta la delicada tarea de describir la pureza innata de una mujer después de un desliz moral. Durante 1869 y 1870 se mantuvo ocupado en la gran novela en primera persona The Adventures of Harry Richmond [Las aventuras de Harry Richmond]. La primera parte fue publicada por entregas en The Cornhill Magazine en septiembre de 1870. Trata también del interés por ascender en la escala social. El tema de padre-hijo de [Richard] Feverel es reanimado en una atmósfera en ocasiones "deslumbrantemente" operística. Ninguno de los libros del autor rivaliza con éste en inventiva.
La fama que la escocesa Margaret Oliphant (1828-1897) se ganó con sus primeras obras (véase el artículo sobre «Novela realista en lengua inglesa») se vería muy incrementada por el éxito de su serie de cuatro novelas, titulada Las crónicas de Carlingford, tres de las cuales fueron publicadas de forma anónima en el Blackwood's Magazine (1862-65). La primera fue La capilla de Salem (en 2 volúmenes); y fue seguida por El rector y la familia del doctor (1863), El coadjutor vitalicio (1864) y Miss Marjoribanks (1866). La última de la serie fue publicada en 1876, y se titulaba Phoebe Junior: última crónica de Carlingford. Con frecuencia fueron tomadas como obras de George Eliot, y aunque los críticos más perspicaces nunca cayeron en este error, la semejanza superficial es muy marcada. Los personajes hablan y se comportan muy a la manera de George Eliot, y con no menos consistencia y fidelidad hacia la naturaleza, pero la mentalidad que hay tras ellos es de un calibre intelectual manifiestamente menor.
Al separarse de su esposo, Eliza Lynn Linton (1822-1898) retomó su actividad literaria, que había tenido aparcada durante varios años, adoptando un estilo totalmente diferente al de sus primeras obras. Tras haberse mostrado anteriormente romántica e imaginativa, ahora demostraba que la experiencia del mundo había hecho de ella una escritora muy lúcida y práctica, excelente en sus construcciones, vigorosa en su estilo, completamente capacitada para satisfacer las demandas del lector de novelas medio, pero despojada del resplandeciente entusiasmo que había empapado sus obras anteriores. Hubo, no obstante, dos notables excepciones a las manifestaciones generalmente mecánicas de su talento. Joshua Davidson, que fue publicada en 1872 y alcanzaría seis ediciones en dos años, es una osada pero en modo alguno irreverente adaptación del relato de los evangelios a las circunstancias de la vida moderna, situando la antítesis entre el sentimiento humano y "la supervivencia del más apto" bajo un foco que llamaba la atención y con una fuerza que movía irresistiblemente a la reflexión. Su otro libro notable, la Autobiografía de Christopher Kirkland (1885), es en gran medida su propia autobiografía, curiosamente invertida por su asunción de un personaje masculino, y, aparte del interés de la narración misma, esta extraña metamorfosis, una vez percibida, es una fuente de entretenimiento continuo.

### Narrativa de terror, suspense y temática sobrenatural
La carrera del irlandés Joseph Sheridan Le Fanu (1814-1873) como narrador se circunscribe casi por completo a la época de su retiro (desde 1858, fecha en la que enviudó). Le Fanu destacó en la narrativa gótica y de terror y suspense, y está considerado el padre del cuento de fantasmas victoriano y uno de los mejores autores de la narrativa fantástica del siglo XIX. Escribió algunas inteligentes novelas, de un nivel sensacional, en las que da rienda suelta a su vigorosa imaginación y a su pasión irlandesa por lo sobrenatural. Compaginó sus actividades periodísticas con la literatura. En el Dublin University Magazine publicó, entre 1838 y 1840, sus doce primeros relatos, entre ellos su primer cuento de fantasmas, El fantasma y el ensalmador (1838). Su especialidad era el efectismo para sorprender y sobresaltar al lector y su capacidad para dejar en el aire los detalles más importantes de la historia, buscando así conservar el halo de lo inexplicable y misterioso.[cita requerida] Trató de evitar que lo sobrenatural fuera demasiado evidente en sus relatos, prefiriendo que apareciera en la mayoría de los casos como algo sutil e implícito, e incluso racionalmente explicable (así sucede, por ejemplo, en su novela corta Té verde).[cita requerida] Para sus relatos casi siempre se inspiró en el folclore irlandés.[cita requerida] Entre sus primeras obras cabe destacar la novela corta de ambientación típicamente gótica Spalatro (1843), que Le Fanu publicó como anónima y cuya autoría solo sería tardíamente reconocida a finales del siglo pasado. Fue autor, además, de numerosos relatos publicados en revistas y de otras novelas como Wylder's Hand (1864), Guy Deverell (1865), The Wyvern Mystery (1869), The Rose and the Key (1871) y Willing to Die (1873), su última obra. Pero, sobre todas ellas, sus grandes obras fueron: Tío Silas (1864), novela de misterio y horror macabro, y En un vidrio misterioso (1872), un volumen que incluía los que pasan por ser sus mejores relatos de terror: Té verde, La habitación del dragón volador y la novela corta Carmilla, precursora del género de historias de vampiros, que influiría notablemente en el Drácula de Bram Stoker.[cita requerida] Tío Silas, en muchos aspectos su obra más poderosa y original, confirmó su reputación en 1864, y entre esa fecha y la de su muerte, nueve años más tarde, publicaría doce volúmenes más de ficción. Aparte de Carmilla, las obras de Le Fanu influyeron notablemente en autores posteriores, como M. R. James,[cita requerida] y, por lo general, todas ellas se distinguen por su hábil construcción, una trama ingeniosa, y por su poderío en la presentación de lo misterioso y sobrenatural. La obra de Le Fanu ―refinada, ya despojada de los trucos fáciles y ruidosos de la degradada ficción gótica de las primeras décadas del XIX― marca la transición de la corriente clásica de los Radcliffe y Maturin a la llamada novela sensacionalista de la era victoriana: aunque muchos de sus argumentos recuperan el manido tema de la doncella atrapada en las garras de un pérfido villano, se trasladan ahora a los ambientes contemporáneos, provocando un curioso contraste entre lo arcaizante de las tramas y la modernidad de los escenarios. Precisamente, esa tensión entre el pasado terrorífico y el presente cotidiano será una de las claves para entender gran parte del género fantástico posterior.
Entre los modernos novelistas irlandeses iguala a Lever en popularidad, y, si es inferior a éste en vigor narrativo, le supera en poder imaginativo. Lo sobrenatural poseía un poderoso encanto para él, probablemente intensificado por la melancolía de su vida postrera, y este rasgo proporciona a sus novelas un efecto que recuerda algunas características de Hawthorne. En la ingeniosidad de sus tramas rivaliza con Wilkie Collins.
Catherine Crowe (¿1800?-1876), novelista y escritora sobre temas sobrenaturales, fue una mujer de brillante intelecto que se codeó sin complejos con los mejores sabios europeos de todas las disciplinas a la hora de cotejar experiencias y conocimientos. Sus creencias ocultistas no excluían ni la razón ni a Dios, como tampoco el sentido de la oportunidad comercial. Crowe debe su fama a su obra The Night-Side of Nature; or, Ghosts and Ghost-seers (El lado nocturno de la naturaleza; o Fantasmas y sus testigos), que es, sin lugar a dudas, uno de los grandes clásicos de la literatura esotérica del mundo anglosajón. Publicado en 1848, en dos volúmenes, por George Routledge & Sons, a lo largo de más de 500 páginas su autora conjuga elementos estilísticos propios de la narrativa gótica, tan popular en la época, con reflexiones de corte científico, filosófico y espiritista; recopila los elementos más misteriosos e inquietantes del folclore popular en torno a sucesos terroríficos y/o extraños, y los contrasta con fenómenos paranormales auténticos, extrayendo en la operación interesantes conclusiones sobre la existencia real de un mundo espiritual, trascendente, no físico, capaz de dar un nuevo sentido a la vida humana. Por todo ello, no es nada gratuito afirmar que The Night-Side of Nature es uno de los textos más influyentes en el nacimiento de la moderna parapsicología. Sus páginas recogen, con afán enciclopedista, numerosos casos de clarividencia, telepatía, premoniciones, poltergeist, apariciones espectrales, casas encantadas, Doppelgängers, sueños premonitorios y telequinesis, sin olvidar los poderes mentales que intervienen en las sorprendentes prácticas de un faquir, y subraya el importante papel que desempeña la autosugestión en la aparición de estigmas, sin intervención sobrenatural alguna. Se trata de una de las mejores colecciones de relatos sobrenaturales en lengua inglesa, y la energía de las creencias de la propia autora aporta animación a su narrativa. Desde cualquier otro punto de vista posee escaso valor, resultando excesivamente crédula y acrítica. La fascinación por The Night-Side of Nature en sucesivas generaciones de espiritistas, teósofos y ocultistas fue tremenda. Por medio de esta obra, Crowe dio carácter «hermenéutico» a incidentes considerados hasta ese momento como pura fantasía.
En esta misma línea hallamos la recopilación de relatos de fantasmas Ghost Stories and Family Legends (1859), en cuya preparación intervinieron de manera indirecta los amigos de la escritora, quienes le contaron historias espectrales «verídicas» ―lo que hoy llamaríamos leyendas urbanas― y sucesos folclóricos relacionados con el retorno de los muertos al mundo de los vivos.
Resulta notable que la inventiva de Elizabeth Gaskell (1810-1865) se mostrara muy atraída por todo lo relativo a lo sobrenatural, a través de cuyos límites se aventuró en más de uno de sus escritos menores ―por ejemplo, My Lady Ludlow (1858), The Poor Clare (La clarisa pobre, 1856) o The Old Nurse's Story (Historia de la vieja niñera, 1852)―. En 1859, bajo el título de Round the Sofa, recopiló muchas de sus contribuciones a publicaciones periódicas. Round the Sofa apareció en dos volúmenes, conteniendo el primero únicamente My Lady Ludlow, y el segundo cinco relatos breves. Estos relatos reaparecerían el mismo año en un volumen, como My Lady Ludlow and Other Tales. Otros títulos de Gaskell en este género: Disappearances (Desapariciones, 1851); The Squire's Story (La historia del caballero, 1853); The Doom of the Griffiths (La maldición de los Griffith, 1858); Lois the Witch (La bruja Lois) y The Crooked Branch (La rama torcida) (ambos de 1859); y The Grey Woman (La mujer gris, 1861).

### Novela social y novela política
En el período que va de 1830 a 1850, el problema político y social inglés cobra grandes proporciones. En estas circunstancias aparece la novela interesada por la condición social de la Inglaterra de este período. Surge como transformación y ampliación de la novela histórica, y es histórica hasta cierto punto, ya que responde a motivaciones político-sociales.
Catherine Crowe escribió en 1841 su obra de ficción más exitosa, Adventures of Susan Hopley; or, Circumstantial Evidence. Sus novelas son una mezcla curiosa y nada desagradable de imaginación y hechos reales. La ingeniosidad de las tramas y la naturaleza romántica de los sucesos contrastan vigorosamente con el carácter prosaico de los personajes y la desapasionada sencillez del lenguaje.
La acometida más fuerte contra el nuevo industrialismo y la denuncia del empobrecimiento por él ocasionado no vinieron, como pudiera suponerse, del lado revolucionario, sino del conservador. Y el eficaz crítico de esta situación fue Benjamin Disraeli (1804-1881), cuya reputación como personaje político esencial (llegó a ser primer ministro del Reino Unido en 1868 y entre 1874 y 1880) oscureció en cierta medida su faceta literaria. Brillo, inteligencia y temas políticos mantienen vivas sus novelas.
Tras siete años (1837-44) dedicado de lleno a la labor parlamentaria, Disraeli comenzó su período literario más fructífero. Lo más importante de su producción literaria lo constituyen las novelas de su famosa trilogía de la «Young England» («Joven Inglaterra»), exposición clara de su idealismo político: Coningsby, o la nueva generación (1844), ambientada en los acontecimientos políticos ocurridos entre la promulgación de la Ley de Reforma de la Representación Parlamentaria (1832) y la caída del primer ministro Lord Melbourne (1841); Sybil, o las dos naciones (1845), novela de ambientación realista y tono romántico centrada en denunciar la miseria y las degradantes condiciones en que vivían los desheredados de la Inglaterra victoriana; y Tancred, o la nueva cruzada (1847), en la que el autor aborda la cuestión de las relaciones entre la religión y el Estado. Estas novelas presentan, en forma articulada y artística, un programa político para la solución de los problemas de Inglaterra, consistente en un conservadurismo reformado y en una nueva concepción de la nacionalidad. En 1845, una controversia política disolvió la facción de la Joven Inglaterra; pero su espíritu sobrevivió y pervive aún en las páginas de Coningsby y Sybil. Estas obras fueron publicadas justo antes de la derogación de las Corn Laws, y mientras el Partido Conservador aparentemente se mantenía intacto. La sensación que causaron fue enorme, y perdurable el efecto que produjeron. Los puntos de vista políticos expuestos en estas célebres novelas ya habían sido abordados en la Vindicación de la Constitución británica, pero entonces suscitaron escasa atención; y tal vez por esta razón el autor decidió refundirlos en forma de ficción. La esencia y el meollo de la teoría que exponían consistían en que desde 1688 hasta 1832 el gobierno del país había sido una oligarquía cerrada, "la constitución veneciana", y que por la Ley de Reforma de 1832 la corona, habiendo quedado liberada de las conexiones aristocráticas que habían usurpado sus prerrogativas, podría quizá estar destinada a recuperar parte de sus poderes suspendidos, y que en esto podría residir la mejor solución a muchas de las dificultades actuales de la nación británica.
Lo que Coningsby había hecho hasta cierto punto por el campesinado inglés al llamar la atención sobre sus derechos ancestrales, y en la medida en que habían sido invadidos por la nueva «ley de pobres», lo hizo Sybil de manera mucho más eficaz tanto para el campesinado como para los artesanos. Cuando fue escrita Sybil, finalizaba un largo periodo histórico en Inglaterra, comenzaba una nueva era; y ningún ojo vio tan claramente como los de Disraeli la muerte del viejo periodo, el nacimiento del nuevo, o cuáles y cuán grandes serían sus diferencias. Sybil estaba basada en las experiencias del sistema fabril que Disraeli adquirió durante un viaje por el norte de Inglaterra en 1844. Los cuadros gráficos de la miseria y la sordidez de la población fabril, que infunden a sus páginas un interés dramático tan vívido, dieron un poderoso impulso a la causa de la reforma fabril iniciada en primer lugar por Mr. Sadler y posteriormente llevada adelante por Lord Ashley. Los hechos en ella expuestos, y la interpretación de Disraeli de los mismos ―un prodigio de crítica perspicaz y profética― abrieron los ojos, despertaron conciencias y condujeron directamente a numerosas reformas. En Sybil, la Iglesia desempeña el papel que en Coningsby es desempeñado por la corona. En ambas novelas, las tramas están hábilmente construidas, los personajes admirablemente delineados y el estilo en los pasajes más coloquiales y humorísticos es fresco, vivo y picante. La trama de Coningsby es quizás la mejor de todas, pero tanto en esta historia como en la que vendría inmediatamente después tenemos un desfile de personajes que habrían subsanado ampliamente la peor trama que jamás se haya construido. Con la publicación de Tancred (1847) Disraeli se despidió de la ficción durante un cuarto de siglo.
Las dos novelas de sus últimos años son Lothair (1870) y Endymion (1880). Lothair, también de carácter biográfico, contiene muchas referencias a la política y a la religión, aunque no propone, como Coningsby, por ejemplo, un programa político concreto. Diez años después de Lothair apareció Endymion, su novela postrera. Es una mezcla de fantasía y realidad; relata la vida de aventuras amorosas y éxitos sociales del protagonista, que consigue triunfar influido por admirables mujeres que se identifican con sus ideales e intereses.
Que Beaconsfield, de no haber renunciado a la literatura por la política, podría haber igualado la fama de algunos de los más grandes escritores ingleses, es una opinión que ha sido expresada por críticos muy competentes e imparciales. Como escritor, Disraeli resulta generalmente interesante, y sus libros están repletos de ideas llamativas, perspicaces máximas y frases brillantes que se quedan grabadas en la memoria. Por otro lado, a menudo resulta artificial, extravagante y ampuloso, y su posición literaria definitiva resulta difícil de predecir.
Charles Dickens odiaba el sistema social en el que había nacido, y en muchas de sus novelas se proponía atacar la corrupción de su época. Sin embargo, esa misma época le exigiría su tributo al imponerle que, si quería que sus novelas fuesen populares, debían respetar las convenciones de la clase media en lo referente a moralidad y a vocabulario.

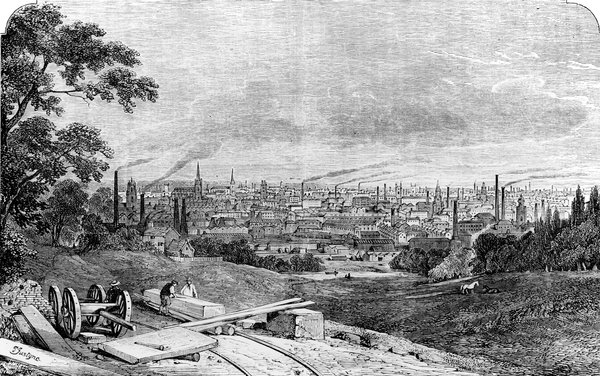
La ciudad de Mánchester en 1840 (grabado del ilustrador Percy William Justyne). La acción de Mary Barton, primera novela de Elizabeth Gaskell, se desarrolla en esta ciudad industrial en los años 1839-42.

Elizabeth Gaskell se casó con un pastor unitario de Mánchester, una de las zonas de mayor miseria e inestabilidad de la Inglaterra industrial. Ella y su marido idearon una especie de crónica de la crueldad del sistema industrial sobre las clases humildes de la ciudad de Mánchester, siguiendo la tendencia realista de George Crabbe. Este proyecto cuajó en Mary Barton, la primera novela de Mrs. Gaskell, en la que la vida y los sentimientos de la clase obrera fabril están representados con mucha energía y empatía. Mary Barton: A Tale of Manchester Life (Mary Barton: un relato de la vida en Mánchester) fue la obra que sentó las bases de la carrera literaria de Mrs. Gaskell. Esta historia tuvo una enorme popularidad, y su autora se ganó primero los elogios y después la amistad de Carlyle, Landor y Dickens. Quizá sea el retrato que describe (y condena) con mayor intensidad el escenario industrial de los que se hicieron en el siglo XIX. Los matices melodramáticos, imaginativos y sentimentales que incluye no empañan la imagen que nos ofrece sobre la vida de la clase trabajadora, de sus momentos prósperos y de los más deprimidos. Esta imagen convence por la honestidad que encierra, por la meticulosidad con que observa los detalles más significativos, por la cercanía que muestra sin llegar a rebasar el límite del alegato. Nadie consiguió poner sobre la palestra victoriana una visión tan profunda (quitando a Disraeli) y una reflexión tan aguda del panorama industrial. El fondo de inquietud industrial que vemos en Shirley se convierte en el asunto principal de Mary Barton. La obra tiene dos aspectos, el social y el rural o idílico-humorístico. Mary Barton (1848) es una novela inquietante, que describe la vida tal como la vio la escritora en los barrios industriales de Mánchester durante sus primeros años de casada, y resulta más atractiva porque no se propone enfrentar hostilmente a los diversos estratos sociales, sino describir y, en lo posible, incluso conciliar realidades. La novela causó mucho revuelo en su tiempo, y todavía resulta un libro interesante porque describe con realismo los horrores y desequilibrios sociales de la Inglaterra de los años 1840. A pesar de alguna inverosimilitud, es uno de los mejores estudios de la vida industrial victoriana en el momento en que empezaba a entablarse en Inglaterra la lucha de clases. De todos los libros de Mrs. Gaskell, el primero ha gozado de más amplia fama. Ha sido traducido al francés y al alemán y a muchos otros idiomas, incluido el finés. La sinceridad de su patetismo y la penetración en los mismísimos corazones de los pobres poseen un valor perdurable.
Mrs. Gaskell escribió otra novela industrial, North and South (Norte y Sur), admirada por muchos, aunque resulta algo más floja porque la autora evitó situarse en uno o en otro bando de la batalla industrial. Publicada por entregas en el Household Words entre septiembre de 1854 y enero de 1855, en ella Gaskell vuelve a la novela social del estilo de Mary Barton, aunque proyectada desde otro ángulo. Como aquella y Tiempos difíciles, de Dickens, esta novela, en la que Gaskell compara la situación en las dos mitades de Inglaterra, se propone infiltrar los valores humanos en el formidable dique del mundo industrial de mediados del siglo XIX. Presenta, al menos hasta cerca del final, un notable avance en el poderío constructivo; los personajes están delineados con una firmeza sin precedentes, y en algunos casos teñidos de genuino humor, y el juicio de los problemas sociales muestra una mayor imparcialidad y una reflexión más madura. Salvo por algunos defectos constructivos, quizá debidos en parte al método fragmentario de publicación semanal que la autora despreciaba enérgicamente, Norte y Sur podría con toda seguridad ser descrita como su ficción narrativa más lograda.
La trama de Sylvia's Lovers (Los amantes de Sylvia), publicada a principios de 1863, refiere los hechos de las levas hacia finales del siglo XIX. Gaskell expone retrospectivamente la lucha de clases mediante una historia de enredos periodísticos. Es una novela de conflicto familiar y carácter romántico, situada en la zona costera del condado de York. La autora combinó con talento la crítica social y el melodrama, aunque sus cualidades no se reducirían a ese tipo de novelas de protesta social. En sus primeras partes el relato se mantiene en el más alto nivel de la escritora; el colorismo local es genuino y vívido; el patético encanto de la inocente Sylvia está admirablemente contrastado con el humor desatado de las figuras de su padre y el criado de éste, Kester, aunque el efecto queda bastante estropeado por las coincidencias introducidas para asegurar una conclusión simétrica.
Gaskell tenía gran intuición para someter a forma artística el material conflictivo tanto en el aspecto moral como en el social, y con ello prestó un servicio notabilísimo a la novelística inglesa de su tiempo. Mrs. Gaskell poseía algunas de las características de Miss Austen, y si bien su estilo y delineación de personajes resultan menos minuciosamente perfectos, están, por otro lado, imbuidos de una veta más profunda de sensibilidad. La autora ha disfrutado de una popularidad cada vez mayor desde su muerte.
Como escritor político-social ―más social y humanitario que político―, Charles Kingsley abordó temas semejantes a los estudiados por Disraeli: los campesinos, los obreros de las ciudades, los terratenientes, los propietarios industriales. Kingsley puso todo su empeño en la lucha por la mejora de las condiciones higiénicas y sanitarias de la población más desfavorecida. Sus ideas en esta tendencia y, en definitiva, su doctrina social se encuentran en las novelas propagandísticas Yeast (Levadura) (1848) y Alton Locke, sastre y poeta (1850), en las que se ocupa de cuestiones sociales como las que afectan a la clase trabajadora agrícola y al trabajador de la ciudad, respectivamente. La influencia de estos libros en el momento de su publicación fue enorme y motivó que fuera aplicado a Kingsley el epíteto de socialista cristiano. En estas obras, aunque señalaba incansablemente el disparate de los extremismos, ciertamente simpatizaba no solo con los pobres, sino con mucho de lo hecho y dicho por los líderes del movimiento cartista. Yeast fue publicada en el Fraser's Magazine en el otoño de 1848. Estaba muy emocionado por los acontecimientos de los meses previos, y la escribió por las noches, después de días de ardua labor parroquial. Yeast: a Problem y Alton Locke son libros que tratan de problemas sociales que surgen de un alto grado de civilización; y aunque en la actualidad gran parte de Alton Locke incumbe a una generación pasada, personajes como el joven sastre-poeta y el viejo Sandy Mackaye siempre encandilarán e interesarán a quienes los conozcan. Ambas obras muestran ciertamente una compasión incluso apasionada por los padecimientos del jornalero agrícola y del artesano de Londres. La balada de La viuda del cazador furtivo en Yeast es una denuncia de los cotos de caza lo suficientemente enérgica para satisfacer al cartista más convencido. Tanto estas dos novelas como Two Years Ago (Dos años atrás, 1857) resultan interesantes por la información que ofrecen y por las aspiraciones a que apuntan, aunque de escaso valor artístico. Constituyen una trilogía de orientación social y moral, en la que se descubren las causas del movimiento obrero inglés. Kingsley había llegado a estar profundamente interesado en este tipo de cuestiones, y se lanzó en cuerpo y alma, en colaboración con F. D. Maurice y otros, en pos del bienestar social, que apoyaron bajo el nombre de socialismo cristiano. Influido por Coleridge, que insistía en que el cristianismo debía comprometerse en la reforma de la sociedad, Kingsley trató de impulsar a la Iglesia anglicana para que realizara esta transformación. Su tipo de religión, alegre y robusto, fue definido como «cristianismo muscular». En Two Years Ago, Kingsley expresa un punto de vista, que resultaba menos sorprendente de lo que ahora pudiera parecer posible, según el cual la guerra consistía en ejercer la gran influencia regeneradora. La novela resulta mucho más floja que sus predecesoras, y muestra claramente que si bien su deseo de reforma social no había menguado, ya no tenía una sensación tan fuerte de que los tiempos estaban fuera de lugar.
Charles Reade (1814-1884), dramaturgo y novelista, transformaba con frecuencia sus novelas en obras de teatro o viceversa, y en ellas ataca con frecuencia los vicios y abusos de la sociedad contemporánea, apoyándose en numerosos testimonios documentales. Reade se sirve de la novela convencido de que con ella puede colaborar en la reforma social, y para ello investiga la vida de las prisiones, aprende oficios artesanos, estudia los sectores de la abogacía, de la banca, e incluso se dedica a la observación de la vida del mar o de las minas de oro de Australia.
Tras unos comienzos novelísticos adscritos al realismo literario, en 1856 Reade marcó una época diferente en su carrera literaria al terminar una novela largamente planificada, It is Never Too Late to Mend [Nunca es demasiado tarde para enmendarse], un poderoso documento social. A partir de entonces el propósito principal de sus obras de ficción fue exponer los notorios abusos sociales. It is Never Too Late to Mend ilustraba con extraordinario poderío los abusos de la disciplina penitenciaria tanto en Inglaterra como en Australia. Reade describió la vida carcelaria con una fidelidad que a veces llega a ser tediosa y repulsiva; pero el poderío de las descripciones era innegable, y el interés era profundo. La novela exhibe favorablemente las facultades de Reade y sus limitaciones. Las características más notables son las descripciones de la naturaleza y de la vida en los yacimientos auríferos de Australia, cuyo conocimiento Reade debía enteramente a la investigación literaria. Pero en la trama, que es melodramática, y en la caracterización, que es insustancial, desciende a niveles inferiores. Los personajes son meras encarnaciones de virtudes o vicios, insuficientemente matizadas, y consecuentemente no logran convencer al lector de su vitalidad. Sus descripciones de las brutalidades carcelarias, aunque vigorosas, estaban toscamente exageradas, y principalmente en este aspecto el libro suscitó una desfavorable acogida entre los críticos. La verosimilitud de algunos de sus detalles fue cuestionada, y el novelista se defendió con vigor contra los intentos de refutar sus aseveraciones. La novela tuvo, sin embargo, una enorme difusión.
Entre sus novelas basadas en la documentación aparecen las que, siguiendo la línea de Defoe, descubren modos de vida u ocupaciones, como The Autography of a Thief (Autobiografía de un ladrón, 1858) y Jack of All Trades (El hombre de muchos oficios, 1858); otras, de carácter humanitario y en la trayectoria de Dickens, pero mucho más acusadoras y directas, como la ya citada Nunca es demasiado tarde para enmendarse (1856) y Hard Cash (Al contado, 1863), son una feroz denuncia, respectivamente, de los horrores que había visto en las cárceles de Reading, Oxford y Durham, y en los asilos; o delatan la insalubridad de la vida en ciertos poblados, como A Woman Hater (Un misógino, 1877); o critican el celibato de los clérigos, como Griffith Gaunt, or jealousy (Griffith Gaunt o los celos, 1866), motivo que había tratado ya en The Cloister and the Hearth (El claustro y el hogar, 1861). Hard Cash es otra sobrecogedora novela con propósito, un fascinante registro de agónicas evasiones por mar y tierra, culminando con revelaciones de las iniquidades en los manicomios privados, y con críticas un tanto extravagantes sobre la profesión médica.
Posteriormente fueron emprendidas otras tres novelas semejantes a Hard Cash, en al menos dos de las cuales el propósito moral, aunque visible por completo, no permitía entorpecer el flujo incidental: Foul Play (Juego sucio, 1869), en la que expuso las iniquidades de los ship-knackers (desguazadores de barcos), y allanó el camino para los trabajos de Samuel Plimsoll; Ponte en su lugar (1870), en la que lidió con los tiránicos desmanes de los sindicatos; y Un misógino (1877), en la que exponía las degradantes condiciones de la vida rural. Juego sucio fue escrita en colaboración con Dion Boucicault.
Su dependencia sistemática de la información documental, y su capacidad para vivificar los resultados de sus investigaciones, lo conectan estrechamente con la categoría de los novelistas realistas, de los cuales Defoe y Zola son tipos familiares. Reade había recopilado una enorme cantidad de materiales para su estudio de la naturaleza humana, procedentes de la observación personal, de periódicos, libros de viajes, almanaques de comisiones de investigación, y de lecturas diversas. Y probablemente debamos su maravillosa abundancia de sucesos a su estrecho y constante contacto con los datos, guiándose por una imaginación naturalmente fértil. Incluso en sus novelas de personajes no existe un estancamiento meditativo y analítico; el desarrollo de los caracteres es mostrado mediante una rápida progresión incesante de datos significativos. Los críticos han discrepado muy ostensiblemente en cuanto a los méritos de Reade como novelista, y le han atribuido y negado las mismas cualidades; pero será generalmente admitido que, si bien muy desigual, Reade fue, en su mejor momento, un escritor de poderío y viveza inusuales.
William Gilbert (1804-1890) fue autor de una serie de novelas, entre las cuales las más conocidas fueron Shirley Hall Asylum (El manicomio de Shirley Hall, 1863) y Dr. Austin's Guests (Los huéspedes del Dr. Austin, 1866). Varias de esas novelas ―que se caracterizaban por su singular agudeza y lucidez estilística, por un humor seco y "sub-ácido", por un fondo de sentimiento humanitario y por unos conocimientos médicos considerables, especialmente en lo respectivo a la psicología de los lunáticos y monomaniacos― fueron ilustradas por su hijo, el dramaturgo W. S. Gilbert. Cirujano y escritor, Gilbert Sr. abandonó su profesión tras heredar de su padre una considerable fortuna. En 1858, cuando publicó su primer libro, Gilbert tenía casi sesenta años. Se trataba de un minucioso estudio de la vida en los bajos fondos de Londres, titulado Dives and Lazarus, que trataba sobre su tema favorito, el contraste cada vez más profundo entre las zonas de ricos y pobres, y, al igual que muchos de sus libros, no llevaba el nombre del autor. Tuvo un éxito que parece haber alentado al autor. Le seguiría en 1859 Margaret Meadows, un "cuento para fariseos". De sus novelas posteriores la más conocida fue Shirley Hall Asylum (1863), un estudio muy entretenido sobre la monomanía, un tema sobre el que Gilbert exhibió el minucioso conocimiento de un experto.
Aunque las novelas de Gilbert nunca fueron muy populares, eran sumamente apreciadas por un selecto círculo por su originalidad. Narrador sui géneris, carente de perspectiva, de poder de compenetración, y de continuidad, Gilbert estaba, por otra parte, dotado de un estilo de chispeante lucidez, una observación tal vez más inteligente que profunda, y un muy seco pero sutil humor, en el que indudablemente hay cierta influencia del espíritu de Demócrito.
El mundo de la política ofrecía a Anthony Trollope posibilidades parecidas a las del sector eclesiástico; le permitía presentar un nuevo aspecto de la clase dirigente y ampliar el cuadro de la sociedad inglesa victoriana. En comparación con sus novelas realistas del «ciclo de Barchester», quizá nos sorprendan más, y puede que resulten más reales para el lector actual sus novelas políticas, sobre todo The Way We Live Now (El modo en que vivimos) (1874-75). Las novelas del «ciclo de Palliser» no son políticas en el sentido en que lo son las de Disraeli; no presentan, como las de éste, una filosofía política o un programa de gobierno. Can You Forgive Her? (¿Puedes perdonarla?) (1864-65), primera novela del ciclo, se centra en el drama matrimonial de la pareja protagonista, drama que, por su interés íntimo y por la realidad de los personajes, atrae especialmente la atención del lector. En el St. Paul's Magazine fue publicada una de las mejores novelas de Trollope, Phineas Finn, el diputado irlandés (1869), precursora de una serie de libros similares ―Phineas Redux (1873), El primer ministro (1876), El senador americano (1877) y Is He Popenjoy? (¿Es él Popenjoy?) (1878)― en los que la veta política era explotada como lo había sido anteriormente la veta de la vida rural. La veta no era tan rica ni la ejecución fue tan hábil; no obstante, estos estudios políticos poseen un interés indudable, y constituyen las más notables de entre las últimas obras de Trollope. Phineas Finn y Phineas Redux narran las peripecias de un pintoresco abogado dublinés empeñado en hacer carrera parlamentaria en Londres. The Prime Minister (El primer ministro) y The Duke's Children (Los hijos del duque, 1880) tratan especialmente de los asuntos políticos y personales de la pareja protagonista de la primera novela del ciclo; la primera es una obra muy notable que muestra de modo convincente la actitud y la evolución mental de un gran aristócrata y político del siglo XIX. En cuanto a The Way We Live Now (El modo en que vivimos), Trollope denuncia en ella con crudeza el abandono de los estándares morales, el doble juego económico, o la calculadora obsesión por el dinero que se esconden detrás de la fachada aparentemente sólida de las instituciones victorianas. La novela, que coincide con las de Dickens en el sentimiento de repulsa que inspira y en el ámbito que cubre, modifica la impresión un tanto complaciente que pudieran dejarnos las «Barchester Novels». Las novelas políticas de Trollope presentan importantes escenas parlamentarias y de caza, despliegan numerosos acontecimientos sociales, y se distinguen sobre todo por los retratos de los personajes y su caracterización.
Felix Holt, el radical (1865-66), de George Eliot, una novela que se ocupa de cuestiones políticas, está tensada por un sufrimiento demasiado severo para el gusto de cualquier lector. La obra estudia, con un argumento muy elaborado, las condiciones en que vivían las clases obreras después de la Ley de Reforma (1832), así como las actividades de los políticos radicales para encontrar vías de superación. Donde otros eminentes autores han producido libros mecánicos, o libros que eran meras repeticiones de sus obras más populares, ella erró únicamente en el lado de lo penoso y lo angustioso. Felix Holt es ambas cosas, y es la única de sus novelas que carece de una nota humana inolvidable.
Daniel Deronda (1874-76) fue su última novela. Se trata de un tratado novelado en el que George Eliot desarrolla algunas de sus últimas conclusiones sobre las leyes que, a su parecer, orientan la vida humana. Contiene algo de sátira y de personajes sumamente admirables, aunque del generoso deseo de apreciar la raza judía apenas puede decirse que haya producido resultados satisfactorios. Con respecto a Middlemarch, su predecesora, exhibía la misma intuición humana, la misma apasionada sinceridad, el mismo insinuado alegato particular para casos difíciles, la misma pujanza intelectual, pero el tema era inmanejable, casi prohibitivo, y, como resultado, la novela, a pesar de su calidad, nunca gustaría del todo.

### Narrativa infantil y juvenil
El nombre de Stevenson es un recordatorio para no olvidar las opera minora de la época victoriana dedicadas a los niños. En algunos casos, como el de Jackanapes (El mequetrefe), de Mrs. Ewing, y Black Beauty (Belleza negra), de Anna Sewell, se trata de verdaderos clásicos infantiles, tan perfectos en cuanto al idioma como modestos. Tom Brown's School Days, de Hughes, y Eric (actualmente un poco en disfavor por su pedantería), del deán Farrar, son favoritos de las escuelas de niños que resisten la lectura en años posteriores. El tema de aventuras se encuentra en Masterman Ready, de Marryat, Peter el ballenero, de Kingston, y La isla de coral, de Ballantyne.

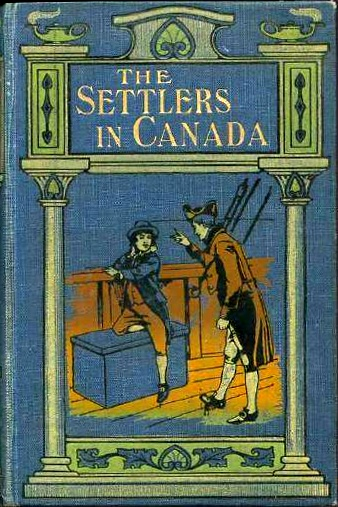
Cubierta de una edición de la novela The Settlers in Canada (Los colonos del Canadá), de Frederick Marryat, publicada hacia 1910 por la editorial Routledge (Nueva York).

Cuando, hacia finales de la década de 1830, la soltura con la que Frederick Marryat había producido novelas sobre la vida en el mar a un ritmo de dos o tres por año comenzó a fallar, encontró una nueva fuente de beneficios en sus populares libros infantiles. De hecho, sus mejores libros posteriores a 1837 son los escritos expresamente para niños. A ellos se dedicaría principalmente durante sus últimos ocho años. La serie se inició con Masterman Ready, o el naufragio del «Pacific» (1841), y continuó con Narración de los viajes y aventuras de Monsieur Violet en California, Sonora y el oeste de Texas (1843); Los colonos del Canadá (1844); La misión, o escenas de África (1845); Los chicos de New Forest (1847); y El pequeño salvaje, publicado después de su muerte, en 2 partes (1848-49).
Matilde Anne Mackarness (1826-1881), hija del dramaturgo James Robinson Planché, escribió desde muy temprana edad novelas y cuentos morales para niños. Como novelista tomó a Dickens como modelo. En 1845 apareció Old Joliffe, y al año siguiente A Sequel to Old Joliffe. En 1849 publicó Una trampa para cazar un rayo de sol, un pequeño cuento con moraleja brillantemente escrito, y es principalmente en esta producción donde descansa su reputación. Fue compuesto unos tres años antes de la fecha de publicación, y ha pasado a través de cuarenta y dos ediciones, apareciendo la última en 1882, y ha sido traducido a numerosos idiomas extranjeros, incluyendo el indostánico.
El escocés R. M. Ballantyne (1825-1894) fue un prolífico escritor de ficción juvenil, que volcó en su primera obra, La bahía de Hudson, o la vida cotidiana en las selvas de Norteamérica (1848), y en todas las posteriores sus propias experiencias de juventud (a los dieciséis años emigró a Canadá y estuvo seis al servicio de la histórica Compañía de la Bahía de Hudson, comerciando con nativos y tramperos). Tras trabajar en el sector editorial, cambió radicalmente de vida y, animado por un editor edimburgués, comenzó a escribir un libro para niños, incorporando algunas de sus experiencias en la "gran tierra desierta". El resultado fue publicado con éxito en 1856 bajo el título Copos de nieve y rayos de sol, o los jóvenes comerciantes de pieles. Desde entonces se dedicó por entero a la elaboración de novelas de aventuras, cuentos ilustrados y manuales juveniles que le hicieron popular. En su segunda novela, Ungava: un relato de la tierra de los esquimales (1857), se inspiró de nuevo en el gran noroeste. Destacan por encima de todas sus novelas las tres primeras que publicó, sobre todo La isla de coral: un relato del océano Pacífico (1857). Ninguna de sus obras de ficción posteriores fue tan popular como esas tres primeras, si bien están todas ellas documentadas de primera mano: así, para escribir El bote salvavidas (1864) fue a Ramsgate y conoció al timonel del bote salvavidas de ese lugar; para preparar El faro (1865) obtuvo permiso de la Comisión de Faros del Norte para visitar el de Bell Rock, y estudió el reporte de Stevenson sobre el edificio; para obtener el colorido local de Luchando contra las llamas (1867) sirvió en el London Salvage Corps (Cuerpo de Salvamento de Londres) como bombero amateur; y Deep Down (En las profundidades, 1868) lo llevó con los mineros de Cornualles. Visitó Noruega, Canadá, Argelia y la Colonia del Cabo con el fin de documentarse, respectivamente, para Erling el intrépido, Los nórdicos del Oeste, La ciudad pirata y El colono y el salvaje.
En historias tales como las citadas, a las que pueden añadirse El mundo de hielo (1859), El perro Crusoe (1860), Los cazadores de gorilas (1862), El caballo de hierro (1871) y Marfil negro (1873), Ballantyne dio continuidad a los éxitos de Mayne-Reid. Pero su éxito es tanto más notable por cuanto que sus relatos siguieron siendo genuinamente populares entre los jóvenes (a pesar de la competencia de Jules Verne, Henty y Kingston) por un período de casi cuarenta años, durante los cuales Ballantyne produjo una sucesión de más de ochenta volúmenes. Ballantyne vivió en todos los aspectos de acuerdo con los ideales que buscaba inculcar en sus lectores. En los libros que escribió, su pauta en todos los casos era escribir hasta donde fuera posible desde el conocimiento personal de las escenas que describía. Sus historias tenían la virtud de ser completamente sanas en el tono y poseían una considerable fuerza gráfica.
Comenzando su carrera con relatos infantiles, Dinah Craik (Dinah Maria Mulock, 1826-1887) se convirtió en una prolífica y popular novelista. En los círculos intelectuales londinenses halló un gran estímulo para los relatos juveniles a los que se limitó en un principio, de los cuales Cola Monti (1849) fue el más conocido. El delicioso relato feérico Alice Learmont fue publicado en 1852, y numerosos relatos cortos aparecidos en publicaciones periódicas, demostrativos algunos de ellos de un gran poder imaginativo, fueron publicados en 1853 bajo el título de Avillion y otros cuentos. Algunos de los relatos de este volumen exhiben también una hermosa imaginación. Una colección similar, de mérito inferior, apareció en 1857 bajo el título de Nada nuevo. Poco de lo que escribió posteriormente resulta importante, excepto algunos cuentos infantiles muy encantadores. En su postrera etapa volvería al cuento imaginativo que tan frecuentemente había empleado en su juventud, y logró un gran éxito con The Little Lame Prince (El principito cojo) (1874), un encantador relato juvenil.
Thomas Mayne-Reid (1818-1883), novelista angloirlandés, marchó a los veinte años rumbo a México para probar suerte, y vivió numerosas aventuras, incluyendo su participación en la guerra Estados Unidos-México. Tras regresar a Europa comenzó su carrera de novelista con la publicación, en 1850, de The Rifle Rangers, primera de una larga serie de novelas de aventuras. El resto incluyen The Scalp Hunters (1851), The Boy Hunters (1853) y The Young Voyagers, que obtuvieron gran popularidad, especialmente entre el público juvenil. Nunca superaría sus primeras obras, salvo quizás en The White Chief (1855) y The Quadroon (1856). La simplicidad de las tramas y la sencilla variedad de incidentes emocionantes se encuentran entre las virtudes que contribuyen a su popularidad entre los jóvenes. Sus reflexiones no son profundas, pero con frecuencia resultan más sensatas de lo que podría suponerse en un principio por su manera agresiva de expresarlas.
El reverendo Henry Cadwallader Adams (1817-1899) fue profesor en el Winchester College y, además de redactar y publicar libros de texto escolares (de latín, griego y religión), como escritor de ficción se especializó en relatos de ambientación escolar en la época victoriana (The Cherry-stones, or Charlton School, 1851; Who Did It?, or Holmwood Priory: A Schoolboy's Tale, 1852; College Days at Oxford, or Wilton of Cuthbert's, 1887) y de aventuras en lugares remotos del Imperio (The Indian Boy, 1865; Hair-breadth Escapes, or The Adventures of Three Boys in South Africa, 1876; Travellers' Tales: A Book of Marvels, 1883).
William Henry Giles Kingston (1814-1880) fue un autor notablemente prolífico, especialmente de novelas juveniles de aventuras. Vivió largo tiempo en Portugal y realizó frecuentes viajes entre este país e Inglaterra, lo que le hizo cobrar un afecto especial por el mar, tema recurrente en sus novelas posteriores. A partir de 1850 su principal ocupación fue la de escribir libros para jóvenes (más de un centenar), o la edición de anuarios y semanarios juveniles. Su primera novela juvenil, Peter el ballenero, fue publicada en 1851 con tal éxito que su autor abandonó su negocio y se dedicó por completo a la producción de este tipo de literatura, en el que su popularidad llegó a ser merecidamente grande; y durante treinta años escribió más de 130 historias. De entre sus numerosas novelas de aventuras de ambiente marinero destacan títulos como Blue Jackets (1854), Digby Heathcote (1860), La travesía del «Frolic» (1860), Las naves de fuego (1862), Los tres guardiamarinas (1862), El guardiamarina Marmaduke Merry (1863), Foxholme Hall (1867), Ben Burton (1872), Los tres tenientes (1874), Los tres comandantes (1875), Los tres almirantes (1877), Secuestro en el Pacífico (1879) y Hendriks el cazador (1884).
Aparte de los ya mencionados, otro aspecto de la personalidad de Charles Kingsley como prosista se manifiesta en sus cuentos para niños. The Heroes (Los héroes, 1856), de inspiración mitológica griega, y The Water-babies, a Fairy Tale for a Land-Baby (Los niños del agua: cuento de hadas para un niño de tierra, 1863) han gozado siempre del favor del público. Los niños del agua es un cuento para niños escrito para inspirar amor y respeto por la naturaleza.
Frances Freeling Broderip (1830-1878), hija del poeta Thomas Hood (1799-1845), inició su carrera literaria en 1857 con la publicación de Wayside Fancies, que fue seguida en 1860 por Funny Fables for Little Folks (Fábulas divertidas para gente menuda), la primera de una serie de obras cuyas ilustraciones fueron proporcionadas por su hermano, Tom Hood.
 Otros libros suyos: Chrysal, o una historia con final (1861); El país de las hadas, o entretenimientos para la nueva generación (1861) (escrito por Thomas y Jane Hood, y sus hijo e hija); El pequeño renacuajo y otros cuentos (1862); El presupuesto de historias de mi abuela (1863); Canciones alegres para voces menudas (1865) (escrito por F. F. Broderip y Thomas Hood); El grillo Gruñón y el sobrecama (1865); Los chismes matutinos de mamá (1866); Las rosas silvestres: historias sencillas de la vida rural (1867); La margarita y sus amigos: cuentos y relatos para niños (1869); Cuentos de juguetes contados por ellos mismos (1869); Excursiones a Puzzledom (1879) (escrito por Tom Hood y F. F. Broderip).
Frederic William Farrar (1831-1903), deán de Canterbury, vivió una plácida infancia en Aylesbury hasta que fue internado en el King William's College de la Isla de Man. La cultura y el confort del hogar de Aylesbury y las comparativas incomodidades y tosquedades del college son descritos por Farrar en su primera historia, Eric, or Little by Little (Eric, o poco a poco) (1858), un relato de la vida escolar, parcialmente autobiográfico, que mantuvo su popularidad durante mucho tiempo; en vida del autor aparecieron treinta y seis ediciones. Eric describe la caída en la depravación moral de un niño en un internado, y carece de la melosidad y la unidad orgánica de Tom Brown's School Days, que apareció un año antes. Pero influye en los niños a través de su viveza y sinceridad, que reflejan el temperamento ardiente y el altruista idealismo de Farrar. Seguiría en 1859 Julian Home: un relato de la vida universitaria. En 1862 fue impreso de forma anónima Saint Winifred, o el mundo de la escuela.
Hesba Stretton (Sarah Smith, 1832-1911) comenzó pronto a escribir pequeños cuentos sin intención de publicarlos. Charles Dickens, director del Household Words, le publicó uno de esos relatos, The Lucky Leg, el 19 de marzo de 1859. A partir de entonces, la joven autora contribuiría a casi todos los números navideños del All the Year Round hasta 1866. Su cuento más notable de ese período fue The Travelling Post Office (La estafeta ambulante), de la serie Mugby Junction (diciembre de 1866). Sin embargo, su obra pasó casi desapercibida hasta la aparición en el Sunday at Home de La primera oración de Jessica (1866), una conmovedora historia, escrita con sencillez, sobre el despertar de una niña abandonada al significado de la religión. Publicada en forma de libro en 1867, alcanzó una popularidad inmediata y perdurable. Vendió más de un millón y medio de ejemplares, y fue traducida a todas las lenguas europeas y a la mayoría de las lenguas asiáticas y africanas. La historia muestra un conocimiento preciso de la vida de los niños indigentes en las grandes ciudades, e incorpora investigaciones personales de las condiciones en los bajos fondos. Siguieron otras historias similares, de las cuales las más populares fueron Los hijos de Little Meg (1868) y Alone in London (1869), que alcanzaría una circulación simultánea de 750.000 copias. Hesba Stretton publicó en total cincuenta volúmenes, en su mayoría cuentos religiosos y morales.
Juliana Horatia Ewing (1841-1885), escritora de relatos infantiles, escribió historias que apenas han sido superadas en percepción comprensiva de la vida infantil, y siguen gozando de una popularidad sin menoscabo. Su primer relato, A Bit of Green, publicado en julio de 1861, constituyó, junto con algunos otros, su primer volumen, publicado en 1862 bajo el título de El sueño de Melchor y otros cuentos. En 1869 el Aunt Judy's Magazine, que su madre puso en marcha en 1866, publicó el relato que muestra el punto álgido de sus facultades: La tierra de los juguetes perdidos, seguido por otros muchos, algunos escritos en deliciosos versos irregulares y posteriormente publicados en pequeños volúmenes independientes. En 1872 escribió su primera historia soldadesca, The Peace Egg, seguida por Lob-lie-by-the-Fire (1873), la popular Jackanapes (El mequetrefe) (1884) y la conmovedora Historia de una vida breve (1885), obteniendo estas dos últimas, en particular, un gran éxito. Aparte de las ya citadas, sus mejores historias son: The Brownies (1870), A Flat-Iron for a Farthing (1873), Los recuerdos de la señora Over-The-Way (1866), Six to Sixteen, Jan el del molino de viento (1876), Una gran emergencia (1877), Nosotros y el mundo (1881), Cuentos de hadas anticuados, Brothers of Pity (1882), La colada de la muñeca, Master Fritz, Nuestro jardín, Los hijos de un soldado, Tres pequeños nidos de pájaros, Una semana en una casa de cristal, A Sweet Little Dear y Blue-Red (1883). La mayor parte de las historias de Mrs. Ewing aparecieron en el Aunt Judy's Magazine, entre 1861 y 1885, pero también contribuyó a otras publicaciones periódicas. De estilo sencillo y sin afectación, y sana y saludable en sus temas, con sosegados toques de humor y brillantes esbozos de paisajes y personajes, las mejores historias de Mrs. Ewing nunca han sido superadas en el género de literatura al que pertenecen.
Jean Ingelow escribió excelentes relatos para niños: Mopsa the Fairy (El hada Mopsa), Stories told to Children (Historias contadas a los niños), etc. Describió la vida infantil con gran resultado, y su mejor trabajo en esa línea se encuentra en Stories told to a Child (Historias contadas a un niño), publicado en 1865. Entre esa fecha y 1871 escribió numerosos relatos infantiles.

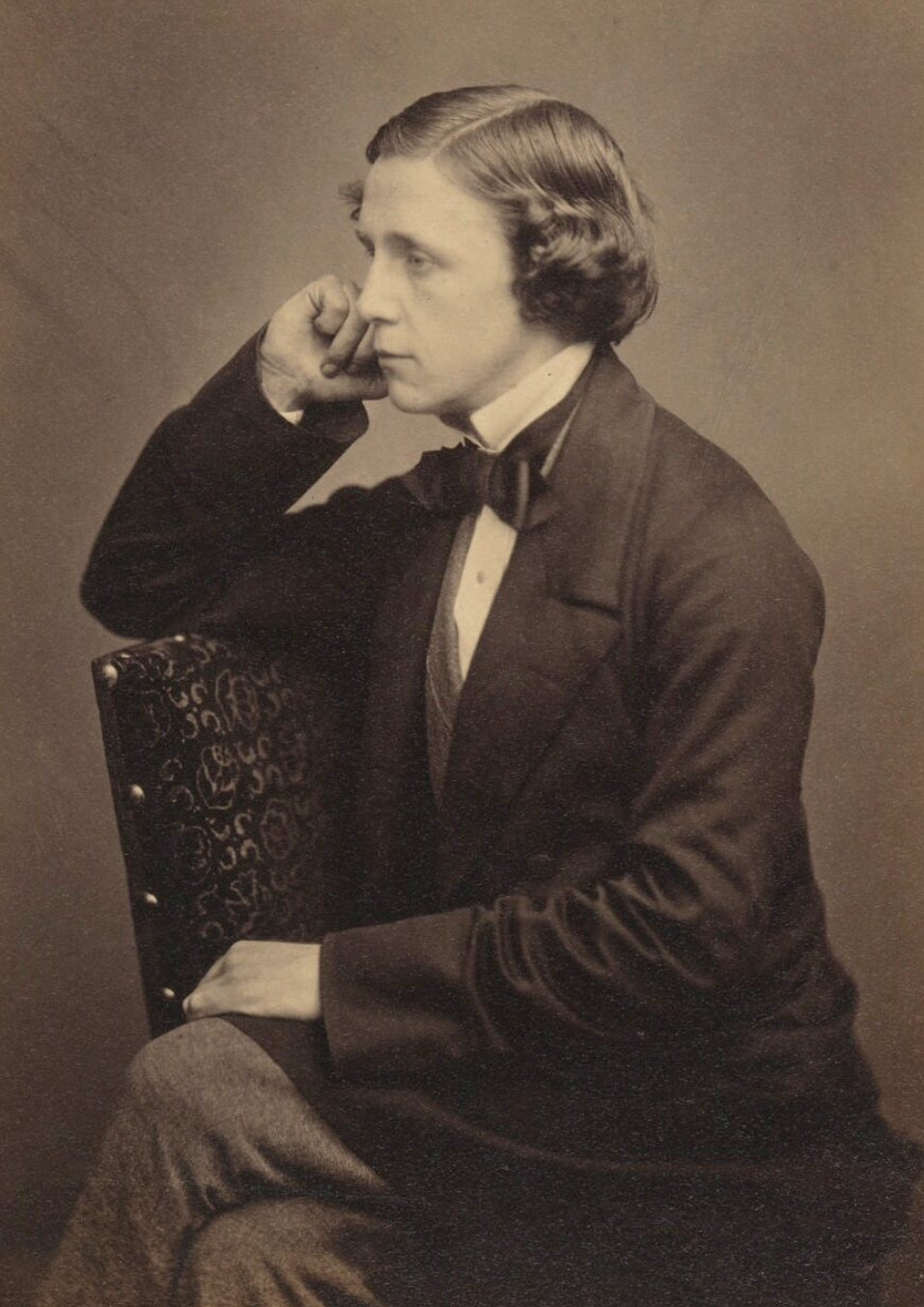
Retrato de Lewis Carroll (1855)

Lewis Carroll (Charles Lutwidge Dodgson, 1832-1898), brillante matemático, lógico, diácono anglicano y fotógrafo anglo-irlandés, fue además uno de los escritores más célebres de su tiempo gracias a sus dos obras más famosas: Las aventuras de Alicia en el país de las maravillas (1865) y su secuela, A través del espejo (1871). Ambas recurren al despropósito, pero a un despropósito calculado que apenas si elude nuestra comprensión. Destacó por su facilidad para los juegos de palabras, la lógica y la fantasía; actualmente sigue siendo uno de los escritores más leídos del mundo y existen sociedades en varios países dedicadas al disfrute y a la promoción de sus obras y a la investigación de su vida. Desde muy joven escribió poemas y cuentos (en su mayoría de tono humorístico) para varias revistas. Su amistad con la familia del decano Henry Liddell, en especial con sus tres hijas (Lorina, Alice y Edith Liddell), ejercería una notable influencia en su carrera como escritor.

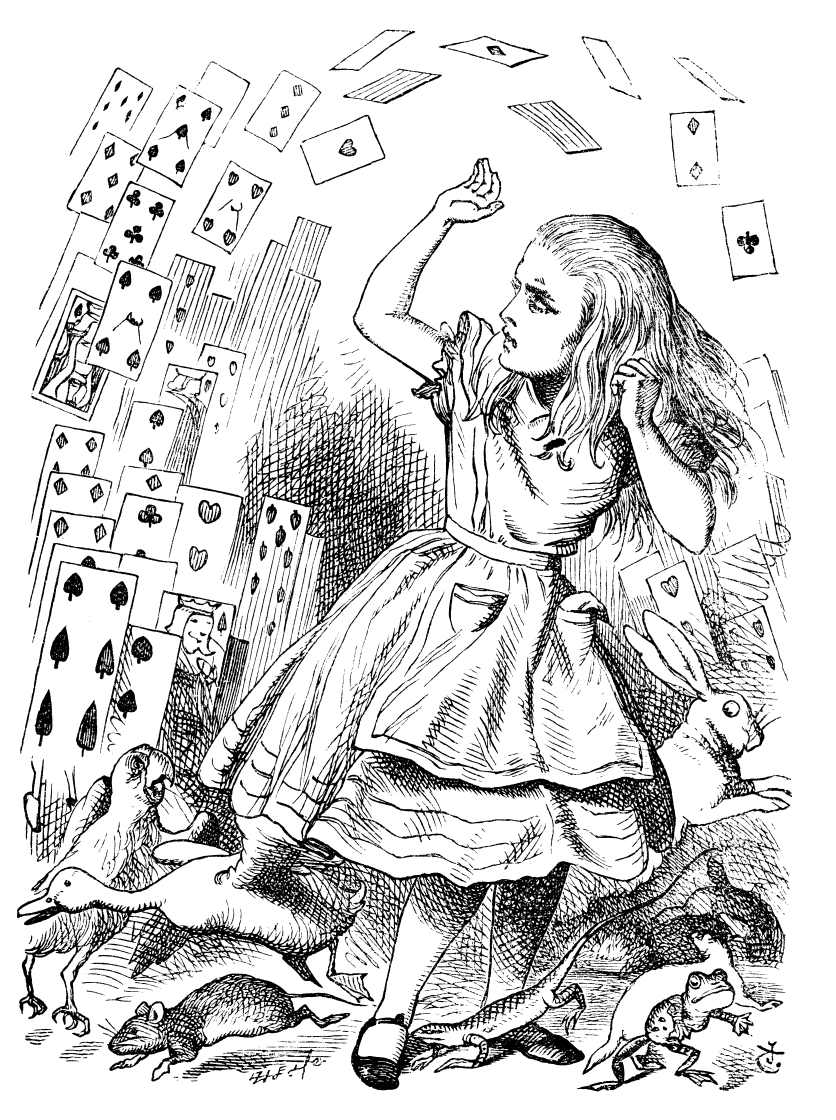
Ilustración original de John Tenniel para la primera edición de Las aventuras de Alicia en el país de las maravillas (1865)

Carroll ideó la historia que con el tiempo se convertiría en su primer y más resonante éxito editorial durante una excursión con su amigo el reverendo Robinson Duckworth y las hermanas Liddell en el verano de 1862. Fue la propia Alice Liddell (posible inspiración del personaje de Alicia) quien le animó a que escribiera la historia para ella y le añadiese ilustraciones. Carroll regaló a Alice Liddell el manuscrito terminado ―ilustrado por él mismo e inicialmente titulado Alice's Adventures Under Ground (Las aventuras subterráneas de Alicia)― en noviembre de 1864. Tras revisar y ampliar el texto, la editorial Macmillan & Co. publicó Las aventuras de Alicia en el país de las maravillas en 1865, con ilustraciones del prestigioso dibujante John Tenniel. El libro alcanzó un abrumador éxito comercial que cambió la vida de su autor en muchos aspectos y le hizo famoso en todo el mundo. En su formato definitivo, Las aventuras de Alicia en el país de las maravillas ―o Alicia en el país de las maravillas, como es abreviado por la mayoría de personas― fue inmediatamente popular, y ha sido popular desde entonces, con una popularidad solo igualada por su compañera, A través del espejo, la secuela que se publicaría a finales de 1871, con un tono algo más oscuro que el de su antecesora. En ellas el don para la absurda invención cómica y la delicada diversión fantástica que poseía el autor está en su punto álgido; mientras que la circunstancia de que los libros tuvieran su origen en el deseo de entretener a una de sus pequeñas amigas los anima con un encanto y una humanidad que no se encuentran en el mismo grado en ninguna otra cosa escrita por él.
El éxito de ambos libros se vio fortalecido en gran medida por los dibujos de Mr. John Tenniel. Alicia en el país de las maravillas ha sido traducida al francés, alemán, italiano y neerlandés. El autor llevó a cabo algo que era prácticamente nuevo en literatura: una locura persuasiva a la par que alegre, que por sus bufonadas fascina a los niños y por su astucia a los mayores. Los dos libros de Alicia fueron adaptados al teatro en 1886 por Mr. Savile Clarke.
Nunca sabremos si Lewis Carroll sintió que en ese mundo inestable de figuras que se disuelven unas en otras hay un principio de pesadilla. Años después publicaría los dos tomos de Silvia y Bruno (1889/1893), intrincada y casi indescifrable novela que, según él, procede directamente de sueños.
George Alfred Henty (1832-1902), novelista juvenil, escribió más de 80 libros para jóvenes, que gozaron de gran popularidad. Entre ellos están By England's Aid, Marcha hacia Jartum, Afrontando la muerte, En la causa de la libertad, En la Pampa, etc., todos plenos de aventuras e interés, y todos transmiten información así como diversión.
Su primer libro para jóvenes, En la Pampa (1868), fue seguido por Los jóvenes francotiradores (1872), una historia de la guerra franco-prusiana. Después de 1876 se dedicó a escribir historias mayormente basadas en sus propias experiencias. Publicó cerca de una docena de ortodoxas novelas, incluyendo El secreto del coronel Thorndyke, publicada en 1898, pero ninguna de ellas lograría mucho éxito. Su verdadera fortaleza residía en escribir historias de aventuras para jóvenes, que aparecían a razón de tres o cuatro volúmenes al año. La historia militar era su tema favorito, pero sacó provecho de toda la historia, desde la del Antiguo Egipto en El gato de Bubastis (1889) hasta la de los asuntos de actualidad en Con Roberts a Pretoria (1902). Se enorgullecía de su fidelidad histórica y de su sensibilidad varonil.
Más destacado quizá por su labor como dramaturgo, Oscar Wilde compuso entre los años 1885 y 1890 varios relatos cortos y algunos encantadores cuentos de hadas rebosantes de ternura y humorismo, que fue recopilando en tres volúmenes. El príncipe feliz y otros cuentos (1888, ilustrado por Walter Crane y Jacomb Hood), un volumen con un toque picante de sátira contemporánea, y su secuela, Una casa de granadas (1892), que fue considerado en general, en valoración del autor, como "no destinado ni a los niños británicos ni al público británico", reunían sus nueve cuentos de hadas, entre los que destacan El príncipe feliz, El gigante egoísta y El joven rey.

### Novela de formación o de aprendizaje(Bildungsroman)
En Chesterton, un pueblo cercano a Cambridge donde residió con su tío durante un tiempo, el novelista Frank Smedley (1818-1864) adquirió su conocimiento de la vida universitaria, y también allí se confirmó su innato amor por la vida al aire libre y los deportes. Estas características, junto con un sentido del humor más ágil que profundo, se manifiestan en las Escenas de la vida de un alumno particular, con la que Smedley contribuyó, animado por dos primos suyos, de forma anónima al Sharpe's London Magazine entre 1846 y 1848; las Escenas resultaron ser tan exitosas que posteriormente serían ampliadas en Frank Fairlegh, o escenas de la vida de un alumno particular, publicada en 1850 en formato de novela medianamente extensa. Enseguida sería requerida una segunda edición, que fue ilustrada por George Cruikshank.
Ofrecer un retrato satisfactorio de la juventud en su condición escolar, algo que debiera entretener al mismo tiempo a los jóvenes y a sus mayores, es una tarea complicada, si no imposible; pero, después de Tom Brown's Schooldays (y excluyendo Viceversa), es probable que ningún libro haya estado más cerca de una solución al problema que Frank Fairlegh, cuyos primeros capítulos representan la cima de los logros literarios de Smedley. Para obtener su éxito, el autor evita felizmente cualquier intento de patetismo y lo fía todo a un suceso bien ideado y en una veta de jocosidad genuina, si bien un tanto rudimentaria.
Edward Bradley (1827-1889) fue amigo y socio de Cruikshank, Frank Smedley, Mark Lemon y Albert Smith. Generalmente escribía para la prensa bajo el seudónimo de «Cuthbert Bede», la suma de los nombres de los dos santos patronos de Durham. Su único éxito literario notable lo obtuvo en 1853, cuando produjo Las aventuras de Mr. Verdant Green, un novato en Oxford. La primera parte fue publicada en octubre de 1853; la segunda parte aparecería en 1854 y la tercera en 1856. Las tres partes fueron posteriormente encuadernadas en un volumen, del cual para 1870 se habían vendido cien mil copias. El personaje de Verdant Green es una especie de Pickwick universitario, y el libro está repleto de diversión inofensiva. Cuando consideramos la dificultad del tema, la fidelidad general con la que se describe una cara de la vida universitaria, y el hecho de que el propio Bradley no era un oxoniense, difícilmente podemos denegar al autor cierta dosis de genio. Una secuela, escrita por Bradley muchos años después con el título de El pequeño Mr. Bouncer y su amigo Verdant Green (1878), no se acercó al original en su vigor.
Thomas Hughes (1822-1896), amigo de Kingsley y de Maurice, y miembro activo del grupo de los Socialistas Cristianos, reduce la historia a biografía y descripción de su propia vida escolar en Tom Brown's School Days, que apareció de forma anónima en abril de 1857. Su éxito fue rápido, publicándose cinco ediciones en nueve meses. Esta novela de propósito didáctico-social alcanzó una enorme popularidad y resultó muy útil: además de ser una obra clásica en su género, hizo mucho por fijar el concepto inglés de lo que debería ser una escuela pública. Probablemente sea imposible representar al escolar en su estado natural y de un modo realista; es extremadamente difícil retratarlo de tal manera que le resulte interesante a los adultos. Con todo, esto último ciertamente se ha logrado dos veces en la literatura inglesa: por Dickens en Nicholas Nickleby y por Hughes en Tom Brown. En ambos casos, el interés se concentra en el maestro, en el primero un demonio, en el segundo un semidiós. Tom Brown's School Days es un fragmento de vida, presentado de forma sencilla y modesta, con un humor poco común que aparece por todas partes, e impregnado del mejor género de sentimiento religioso inglés. El libro fue escrito expresamente para jóvenes, y sería difícil medir la buena influencia que ha ejercido sobre innumerables muchachos por su poder para participar de sus modos y prejuicios, y para apelar a sus mejores instintos; pero ha sido recomendado a lectores de toda edad, clase y carácter. En su idioma, tal vez siga constituyendo el mejor cuadro de la vida en las escuelas públicas inglesas. Su secuela, Tom Brown en Oxford (1861), fue un relativo fracaso.
George Alfred Lawrence (1827-1876) iba para abogado, pero pronto dejaría su profesión y se entregaría a la literatura. En 1857 asombró a los lectores de novelas con su Guy Livingstone, or Thorough, con su deificación de la fuerza y su muy cuestionable moralidad. Los críticos hostiles describieron al héroe como una mezcla de luchador y libertino, mientras que los admiradores del libro elogiaron su desprecio de los convencionalismos y la osadía personal tanto del héroe como del autor, y un relato que el autor incluyó en la obra describiendo su propia niñez y su vida universitaria le daba un toque adicional al libro. Se vendió mucho, y a partir de entonces Lawrence produciría una obra de ficción casi cada dos años. En sus numerosos libros, el estilo de Lawrence es siempre vigoroso, y él nunca resulta aburrido.

### Narrativa fantástica
En 1856 se publicó la primera novela del también poeta George Meredith: The Shaving of Shagpat: An Arabian Entertainment [El afeitado de Shagpat: un entretenimiento árabe]. Se trata de una fantasía sobre el tema de Las mil y una noches, que supera con facilidad a su precursora, Vathek de Beckford, en la maestría con la que capta el espíritu oriental. Es una obra de singular imaginación, humor y romance, una brillante fantasía oriental. Modelada sobre los relatos de Las mil y una noches, capta con maravilloso ardor la mágica atmósfera del orientalismo, y en este género sigue constituyendo un triunfo único en la literatura moderna. Aunque poco apreciada por el público, su genialidad fue inmediatamente reconocida por coetáneos como George Eliot y Dante Gabriel Rossetti, quien se contaba entre los amigos íntimos de Meredith.
Además de poeta, George MacDonald fue un prolífico novelista, especialmente célebre por sus conmovedores cuentos de hadas y relatos fantásticos de notable encanto y originalidad, así como por haber ejercido una notable influencia posterior en la obra de autores como Edith Nesbit, W. H. Auden, J. R. R. Tolkien, C. S. Lewis o Madeleine L'Engle. A partir de 1857 las energías de MacDonald fueron absorbidas en gran parte por la ficción en prosa de dos clases, una de las cuales se ocupaba de cuestiones místicas y psíquicas En 1858 apareció el delicioso "romance feérico" Phantastes: A Faerie Romance for Men and Women, igualmente atractivo como alegoría y como cuento de hadas. Alcanzó rápidamente la categoría de Ondina y otros clásicos del género. El volumen de relatos Adela Cathcart (1864) y El portento, una historia sobre la clarividencia (1864), desafiaban acertadamente el materialismo de la época.

### Novela sensacionalista
El género popular de «novela sensacionalista» («sensation novel») surgió en Gran Bretaña a partir de las anteriores novelas melodramáticas y «novelas de Newgate», y se desarrolló en las décadas de 1860 y 1870. El término «sensation novel» se aplicó inicialmente en tono despectivo a una amplia gama de novelas de crímenes, misterio y terror escritas en la década de 1860. El subgénero quedó eficazmente definido en un período de dos años por las novelas de Wilkie Collins, Ellen Wood y Mary Elizabeth Braddon, inicialmente publicadas por entregas en las nuevas revistas literarias antes de aparecer en un formato de tres volúmenes favorecido por los préstamos bibliotecarios. Winifred Hughes asocia el auge de la «novela sensacionalista» en la década de 1860 con un continuado gusto popular por la novela gótica del siglo anterior (particularmente el goticismo escalofriante de Ann Radcliffe y el más horripilante de Matthew G. "Monk" Lewis, las novelas históricas de Sir Walter Scott, las historias orientales de Lord Byron) y por la más reciente «novela de Newgate», iniciada por William Harrison Ainsworth, Edward Bulwer-Lytton y Charles Dickens. Los críticos conservadores, sostiene esta autora, consideran este nuevo subgénero ―como así ejemplifican las novelas de principios de la década de Wilkie Collins, Ellen Wood y M. E. Braddon― como "impetuoso, vulgar y subversivo". Si bien fue La dama de blanco (1859-60), de Wilkie Collins, la novela que inició la moda «sensation», sería la controvertida East Lynne (1861), de Ellen Wood, la primera obra en ser denominada por la crítica como "sensacionalista" y la que inició una tendencia entre cuyos principales exponentes también se incluyen, además de los mencionados Collins (Sin nombre, 1862; Armadale, 1866) y Wood (La sombra de Ashlydyat, 1863), Mary Elizabeth Braddon (El secreto de Lady Audley, 1862; Aurora Floyd, 1863) y Charles Reade (Griffith Gaunt o los celos, 1866; Juego sucio, 1869).

### Ficción detectivesca, policíaca y de misterio
La identidad de Charles Warren Adams (1833-1903) como autor de El misterio de Notting Hill no fue establecida hasta 1952 por el filólogo William E. Buckler y corroborada en 2011 por el profesor y especialista en novela policiaca Paul Collins. Adams se publicó a sí mismo al menos dos novelas muy populares, Velvet Lawn (1862) y El misterio de Notting Hill (1865), firmadas con el seudónimo de Charles Felix. El misterio… se había publicado antes, por entregas y sin firma del autor, en Once A Week, del 29 de noviembre de 1862 al 17 de enero de 1863, con ilustraciones de George Du Maurier. Según dijo en 1972 el difunto Julian Symons, gran conocedor de la novela policiaca, "sin duda" El misterio de Notting Hill es "la primera novela de detectives".
En El misterio de Notting Hill, la investigación corre a cargo de un agente de seguros, Ralph Henderson. La novela es su informe, en el que aporta todas las pruebas que demuestran, a su satisfacción, que Madame R. fue asesinada, así como el modo en que se cometió el crimen. En el informe se encuentran declaraciones de numerosos testigos, entre ellos policías, y todas se analizan meticulosamente y se valoran con método y precisión. No hay persecuciones espectaculares, ni enfrentamientos con delincuentes ni operaciones encubiertas. En este sentido, la novela destaca por su modernidad. Por lo que respecta a los anales de la literatura, es también la primera novela completa de detectives en lengua inglesa.
La década de 1860 marca el despertar de la novela policiaca. La más conocida de las primeras que se escribieron es La piedra lunar, de Wilkie Collins (1824-1889), publicada en 1868, después de su presentación por entregas en All The Year Round, de enero a agosto de ese mismo año. Cuando se publicó La piedra lunar, la novela de detectives ya era un género consolidado.
Con elementos de misterio y atmósferas tenebrosas tomados de los novelistas góticos (si bien este autor podía hacer aparecer el misterio y el terror de una manera mucho más ingeniosa que Horace Walpole o Ann Radcliffe) y otros más influidos por el realismo oscuro y descarnado de las últimas novelas de Dickens, Collins creó un género nuevo que posteriormente sería cultivado por escritores tan conocidos como Arthur Conan Doyle y Agatha Christie. Bajo el influjo de la novela epistolar del siglo XVIII, Collins fue el primer novelista que usó el procedimiento de que una historia fuera contada por los personajes de la fábula. Este concepto de los diversos puntos de vista sería utilizado y profundizado después por Browning y por Henry James.
El argumento de The Moonstone (La piedra lunar) no es tan complicado como el de The Woman in White, y ninguno de sus personajes se puede comparar con el conde Fosco en firmeza y astucia; sin embargo, la obra está impregnada de un ambiente de misterio y temor, y en ella figura uno de los primeros detectives de la novela inglesa, el sargento Cuff. Como The Woman in White, The Moonstone se construye con el procedimiento de buscar la verdad mediante el testimonio de distintos personajes. El mérito de Wilkie Collins está en la fuerza con que impone su ambiente agorero, en las escenas de desolación, depresión y horror. Ha sido llamada "la primera, la más larga y la mejor de las novelas policíacas inglesas modernas". T. S. Eliot y Dorothy L. Sayers consideran La piedra lunar la primera novela de detectives en inglés, aunque Edgar Allan Poe inició el relato de crimen y deducción dos décadas antes. Eliot dijo de ella que no solo es la más larga, sino también la mejor de cuantas novelas policiales han sido escritas.
Fergus Hume (Fergusson Wright Hume, 1859-1932) nació en Inglaterra, pero fue llevado a Dunedin por su padre cuando era muy joven. Al descubrir que las novelas de Gaboriau eran entonces muy populares en Melbourne, obtuvo y leyó varias de ellas y decidió escribir una novela de un género similar. El resultado fue The Mystery of a Hansom Cab, que tuvo un éxito inmediato cuando se publicó en 1886. Se trata de una historia "cruda pero ingeniosa" en la que el autor basó sus descripciones de los bajos fondos en su conocimiento de la calle Little Bourke. Con el éxito de esta primera novela y la publicación de otra, El secreto del profesor Brankel (c. 1886), Hume escogió la profesión literaria. Durante más de treinta años fluiría de su pluma un torrente constante de novelas de detectives. Publicó unas 140 novelas, la mayoría de ellas historias de misterio ambientadas en Inglaterra, América, África o en el Continente, que visitaba a menudo. Solo Madam Midas (1888) y su secuela, Miss Mephistopheles (1890), estaban ambientadas en Australia, si bien otras quince contenían algún tipo de asociación con la colonia. Sus novelas tenían tramas ingeniosas pero sin gran valor literario, y ninguna gozó de la popularidad de The Hansom Cab, que desempeñó un importante papel en el auge de la literatura de evasión.
Hume nunca repetiría el éxito de su primer libro, del cual se vendieron alrededor de medio millón de ejemplares en vida del autor, pero sus restantes libros tuvieron su público; hasta siete llegaron a publicarse en un año. Fue un competente escritor de historias de misterio, y puede ser considerado como uno de los precursores de los numerosos escritores de historias de detectives cuyas obras han sido tan populares en el siglo XX.
El escocés Arthur Conan Doyle (1859-1930), médico de profesión, fue un escritor de segundo orden a quien el mundo debe un personaje inmortal: Sherlock Holmes. Este ser casi mitológico está construido sobre el caballero Dupin de Edgar Allan Poe, pero goza de una vitalidad que no tiene su precursor. En 1891 alcanzó una inmensa popularidad con The Adventures of Sherlock Holmes (Las aventuras de Sherlock Holmes), que aparecieron originalmente en The Strand Magazine. Estos ingeniosos relatos del éxito del imperturbable Sherlock Holmes, quien había hecho su primera aparición en A Study in Scarlet (Estudio en escarlata), 1887), resolviendo crímenes y desentrañando misterios, encontrarían multitud de imitadores. El novelista retomaría a su héroe en The Sign of the Four (El signo de los cuatro), 1889) y The Memoirs of Sherlock Holmes (Las memorias de Sherlock Holmes), 1893).
Doyle ha sido conocido por varias generaciones de lectores ingleses pertenecientes a todos los niveles culturales y poseyendo un pensamiento crítico muy diverso, y el público ha disfrutado mucho con sus relatos. Su personaje, el detective Sherlock Holmes, y su ingenuo y honrado compañero, el doctor Watson, son nombres familiares, cuando menos en Inglaterra.

### Ficción especulativa
Al cierre de su larga carrera, Edward Bulwer-Lytton (1803-1873) escribió The Coming Race (1871), anticipo de la novela utópica de Samuel Butler y H. G. Wells.
La influencia de Darwin y de los biólogos científicos es muy evidente en la obra narrativa de Samuel Butler (1835-1902). Butler vivió durante un tiempo en Nueva Zelanda y en 1864 regresó a Inglaterra lleno de energía para formular severísimos ataques contra la educación, la hipocresía, las inadecuadas relaciones entre padres e hijos, el optimismo industrial y progresista, y la aburguesada complacencia de la sociedad victoriana. Butler interesa sobre todo como autor de tres novelas de originalidad singular. Erewhon (anagrama de «nowhere», En ningún lugar, 1872) es una narración novelada en la que critica la sociedad contemporánea. En los personajes de la obra, Butler ataca ferozmente la robinsoniana insularidad británica, la estupidez y lo disparatado de las instituciones de su país, y ridiculiza el culto religioso anglicano y la teología de las iglesias cristianas. El autor arremete contra la industrialización y la mecanización, y advierte la posibilidad de que el abuso de las máquinas llegue un día a aniquilar al hombre: las máquinas destruirán al ser humano y se arrogarán sus funciones. Tampoco la educación se libra de sus sátiras. El rechazo del dogma fundamental de la fe cristiana, y su falta de respeto por los sentimientos y la actuación de los ministros protestantes y los fieles, quedaron materializados en la atrevida sátira Erewhon Revisited (Nueva visita a Erewhon, 1901), secuela de la anterior. La obra apunta con ánimo satírico al mito de la resurrección y ascensión de Jesucristo.
Tras publicar su obra poética más extensa, a partir de 1870 William Morris entraría ya en el período de su vida en el que comenzó a sentir de manera inexorable la llamada que le haría dedicarse a la tarea más inmediata del reformista. Como Carlyle, Ruskin y Newman, Morris fue uno de los hombres que, en los días del comercialismo triunfante, lucharon con esfuerzo, convicción y visión de futuro contra lo que consideraban un sistema de vida absurdo. La vida humana ideal del futuro estaba fuera de su alcance; volvió entonces una vez más a la de un pasado remoto o fabuloso, en una serie de novelas en prosa que continuaría escribiendo durante el resto de su vida. Entre 1886 y 1887 publicó por entregas el más notable de sus escritos en prosa, El sueño de John Ball, una obra de sublimidad y belleza singulares, que puede ser clasificada como una novela o como un estudio sobre filosofía de la historia. The House of the Wolfings (1889) es una historia en la que un elemento romántico y sobrenatural se combina con una ambientación semi-histórica de la vida en una comunidad teutónica de Europa Central en la época del Imperio romano tardío. Fue seguida por The Roots of the Mountains (Las raíces de las montañas, 1890), una historia con un método un tanto similar, pero en un lugar y un tiempo menos definidos. La primera de estas historias está vehiculada en una mezcla de prosa y verso utilizada con notable destreza, que no repetiría, a pesar de que las siguientes novelas contienen pasajes de poesía lírica. A mitad de camino entre estas novelas y la literatura socialista se encuentra la pastoral romántica de News from Nowhere (Noticias de ninguna parte), que describe la Inglaterra de algún futuro remoto bajo un comunismo realizado. Si en la dorada «tierra de nadie» de su utopía News from Nowhere (Noticias de ninguna parte, 1891) apenas hay lugar para la literatura y la poesía, es porque Morris considera que estos placeres solo son imprescindibles en un mundo cuya fealdad hace necesaria la alienación por medio del arte. Después vinieron The Story of the Glittering Plain (Historia de la llanura resplandeciente, 1890), The Wood beyond the World (El bosque más allá del mundo, 1894), Child Christopher (1895) y The Well at the World's End (El pozo en el fin del mundo, 1896), la más extensa y elaborada de sus novelas. The Water of the Wondrous Isles y The Story of the Sundering Flood, las dos últimas de la serie, serían publicadas solo después de su muerte (en 1897 y 1898).
Estos relatos sobre el mundo redimido del futuro constituyen la parte de su obra que gozó de una mayor proyección. Para algunos, los relatos escritos en esta prosa imaginativa del último período poseen un valor superior a cualquiera de sus poesías, y es bien cierto que en narraciones tales como The Well at the World's End evocarían un mundo imposible de encontrar en ninguna otra parte. Morris es un buen prosista, y sus narraciones de carácter socializante, A Dream of John Ball (El sueño de John Ball, 1888, mezcla de prosa y verso) y News from Nowhere (Noticias de ninguna parte, 1891), tienen el encanto y la fascinación imaginativa que caracterizan a este escritor singular.

### Novela naturalista
Atendiendo a criterios puramente semánticos, el Diccionario de la lengua española, elaborado por la Real Academia Española, define naturalismo, en su tercera acepción, como la "corriente literaria del siglo XIX que intensifica los caracteres del realismo inspirándose en la ciencia experimental y en la concepción determinista de las actitudes humanas". Aplicando a la literatura métodos científicos, el naturalismo pretendía reproducir la realidad con la máxima objetividad y en todos sus aspectos, incluso en los más vulgares. Los más destacados representantes de la narrativa naturalista en Gran Bretaña fueron Thomas Hardy (1840-1928), George Gissing (1857-1903) y George Moore (1852-1933).

### Otros novelistas victorianos
A los treinta y ocho años, Shirley Brooks (1816-1874) comenzó a hacer valer su derecho a ser considerado un novelista popular escribiendo Aspen Court: a Story of our own Time. Consciente, como debió haber sido, de su primer éxito digno de consideración como escritor imaginativo, dejaría sin embargo que transcurrieran cinco años antes de emprender su segundo proyecto como novelista. Lo hizo entonces como autor de una nueva obra de ficción por entregas, The Gordian Knot (El nudo gordiano), en enero de 1858; pero esta obra, aunque ilustrada por J. Tenniel, y que constaba de solo doce entregas, permanecería inconclusa durante más de dos años. Posteriormente publicaría The Silver Cord (El cordón de plata, 1861) y Sooner or Later (Tarde o temprano), con ilustraciones de G. Du Maurier (1866-68, en 3 volúmenes).
Desde 1853 hasta su muerte, la irlandesa Frances Cashel Hoey (Mrs. Frances Sarah Hoey, 1830-1908) se mantuvo ocupada de forma continua en el periodismo, la escritura de novelas o la traducción. En 1865 Mrs. Hoey comenzó con un relato titulado Buried in the Deep una prolongada relación con el Chambers's Journal, entonces bajo la dirección editorial de James Payn. Hasta 1894 fue una incesante colaboradora, escribiendo artículos, relatos y dos novelas por entregas, A Golden Sorrow (1892) y The Blossoming of an Aloe (1894).
Mrs. Hoey escribió en total once novelas, que en su mayor parte se ocupan de la sociedad mundana. Su primera novela, Un castillo de naipes (en 3 volúmenes, 1868), dos novelas posteriores ―Falsamente verdadero (1870) y The Question of Cain (1882)―, y su última novela, A Stern Chase (1886), alcanzaron cada una de ellas una segunda edición, y algunas gozaron de buena aceptación en Canadá y en los Estados Unidos. Mrs. Hoey también fue en gran parte responsable de Land at Last (1866), Oveja negra (1867), Esperanza perdida (1867), Rock Ahead (1868) y Un agravio enmendado (1870), cinco novelas que fueron publicadas bajo el nombre de Edmund Yates; de la última obra Mrs. Hoey fue la autora única, y el secreto de su autoría fue divulgado.
Mortimer Collins (1827-1876), hijo de un notario de Plymouth, fue un prolífico autor, que escribió varias novelas, incluyendo Sweet Anne Page (1868); Two Plunges for a Pearl (1872); Mr. Carrington (1873), bajo el nombre de «R. T. Cotton»; y A Fight with Fortune (1876). Sus novelas, descuidadamente construidas, son las novelas de un humorista, más interesantes por observaciones sueltas que por el desarrollo de las historias.
Sir Walter Besant (1836-1901), novelista e historiador de Londres, ejerció con éxito numerosas ramas del arte literario, pero es mayormente conocido por su larga sucesión de novelas, muchas de las cuales han gozado de una notable popularidad. En 1871 inició su fructífera sociedad literaria con James Rice. El primer resultado de la misma fue Ready-Money Mortiboy, que apareció inicialmente por entregas en el Once A Week y fue publicada en tres volúmenes en 1872. El libro fue acogido con entusiasmo por el público. La colaboración se mantendría hasta la invalidez de Rice por enfermedad en 1881. Los frutos fueron My Little Girl (1874); With Harp and Crown (Con el arpa y la corona, 1874); This Son of Vulcan (Este hijo de Vulcano, 1875); The Golden Butterfly (La mariposa dorada, 1876), un éxito triunfal; The Monks of Thelema (Los monjes de Thelema, 1877); By Celia's Arbour (Junto a la arboleda de Celia, 1878); The Chaplain of the Fleet (El capellán de la flota, 1879) y The Seamy Side (El lado sórdido, 1881). El reparto de tareas hacía que Rice fuera principalmente responsable de la trama y su desarrollo, y Besant de la forma literaria. De estas novelas, al menos dos, The Golden Butterfly y Ready-Money Mortiboy, se encuentran entre sus obras más vigorosas y significativas. Atribuibles, aunque no sin exageración y excentricidad, a la influencia de Dickens, están llenas de abundante humor, observaciones perspicaces y sano sentido común, y contienen personajes que se han ganado un lugar en la amplia galería de la ficción británica.

### Nueva literatura: la narrativa
En el último cuarto del siglo XIX, el número de aficionados a la novela era mayor que nunca. La Ley de Educación de 1870 garantizó la educación general básica de los cinco a los once años, lo cual generó grandes expectativas de lectura entre personas procedentes de clases trabajadoras, semieducadas, que buscaban en la literatura una manera de distraerse en sus ratos libres. Esta época no hizo surgir a Dickens, el gigante literario capaz de arrasar las barreras sociales, pero sí a Robert Louis Stevenson (1850-1894), un narrador nato de extraordinaria sensibilidad estilística.
Mediada la década de 1870, hicieron su aparición nuevos valores, tanto por lo que se refiere a las novelas que se escribían como al público que las leía. El número de lectores fue en aumento, y muchos de ellos no poseían tradición alguna y se oponían a las largas novelas de tres volúmenes que habían sido antes muy populares. Los nuevos lectores querían una novela fácil de leer y no demasiado larga. Esa clase de demanda había existido siempre, pero iría incrementándose con el aumento del público lector. Stevenson habría de ser uno de los primeros escritores en conseguir que los editores fueran conscientes de esos cambios. Paulatinamente, los editores se dieron cuenta de que podían obtener mayores beneficios de los volúmenes más cortos y más asequibles. A partir de ese momento, se pueden detectar dos tipos de novelistas: aquellos que de forma deliberada o natural se adaptan al gran público, y aquellos otros que siguen el camino que les marca su arte por lugares más difíciles y que a menudo ven cómo se les niega el favor popular.
La novela desde 1881 ha seguido un rumbo curiosamente análogo al de la escritura histórica. Afianzado como estaba por maestros del viejo régimen como Meredith y Hardy, y por aquellos que en ese momento gozaban incluso más del favor popular como Wilkie Collins, Anthony Trollope, Besant y Rice, Blackmore, William Black y un enorme regimiento en auge de mujeres novelistas ―Mrs. Lynn Linton, Rhoda Broughton, Mrs. Henry Wood, Miss Braddon, Mrs. Humphry Ward―, el género parecía firmemente anclado a las viejas fórmulas y a las viejas formas.
Hacia el fin del siglo XIX, la novela se hallaba firmemente establecida como género literario. En 1884, Henry James, en The Art of Fiction, explicaba el cambio que se había operado y determinaba el lugar que le correspondía a la novela en el campo de la literatura. Era el momento en que Meredith, Walter Pater, Henry James, Conrad y George Moore se imponían el deber de cultivar la novela con estricto rigor artístico y dedicar a su composición el cuidado tradicionalmente concedido a la poesía y al drama. Sin embargo, los ideólogos y teorizantes se aprovecharon del género como vehículo de crítica social y para satirizar las costumbres establecidas. El principal en esta línea fue Butler, que se sirvió de la novela para demoler las tradiciones victorianas y la utilizó como advertencia crítica de la sociedad futura.
A finales de siglo comienza a abrirse un vacío entre lo que lee la intelligentsia y lo que lee el inglés medio. Como el relato cae en baja estima para los críticos, porque parece demasiado fácil o poco digno, surge una nueva casta de escritores populares que vienen a satisfacer la necesidad de lectura. Entre ellos podemos mencionar a Rider Haggard, Ouida, E. W. Hornung (el creador de las historias de los Raffles) y, el mejor de todos, Conan Doyle, que dominaba a la perfección todo género popular que tocaba.
George Meredith (1828-1909) publicó en 1874-75 su novena novela, Beauchamp's Career (El oficio de Beauchamp), que pasa por ser la favorita del propio autor. Es un libro enriquecido con el colorido local derivado de las observaciones realizadas durante su estancia en Normandía, así como en el Caffè Florian en 1866. El personaje protagonista está supuestamente basado en el almirante Maxse. El libro protesta, a través de la capacidad intelectual del joven oficial naval Beauchamp (un reflejo de Maxse), por un lado contra los aristócratas holgazanes que se niegan a estar en la vanguardia y por otro contra los falsos ídolos de Mánchester; el complejo héroe se ve obstaculizado por la «fiebre de la manzana» (como define Meredith su predisposición por algunas de las más bellas hijas de Eva), y en ocasiones por una especie de megalomanía. La composición mantiene el interés intensamente vivo, y el libro termina con el aguijonazo de la muerte del héroe por ahogamiento. Beauchamp's Career y The Egoist marcan el cénit del poder de concentración de Meredith.
La crítica clasifica otras obras narrativas ―The House on the Beach (1877), The Case of General Ople and Lady Camper (1877) y The Tale of Chloe (1879)― en un período medio de transición cronológica y temática entre las novelas tempranas y tardías de Meredith, en el que el sentimiento feminista del autor se intensificó, apoyando en sus textos los derechos de y el respeto hacia la mujer.[cita requerida] Las dos primeras eran ligeros pero brillantes ejercicios de comedia.
Las obras de su último período amplían el campo para abarcar la política inglesa, alemana e italiana de la época. Son especialmente dignas de mención The Egoist (1879), The Tragic Comedians (1880) y Diana of the Crossways (1885); en estas dos últimas, Meredith se inspiró en dos hechos reales de su época.[cita requerida] El método de Meredith está plenamente desarrollado en El egoísta. No permite la crítica de los prejuicios sociales, porque éstos son la urdimbre necesaria para la situación. Tanto ésta como el personaje están concebidos con penetración y sutileza psicológicas, pero estáticamente. Meredith escribe esta novela en la cumbre de su capacidad creadora y marca el inicio de un cambio de estilo caracterizado por una mayor meticulosidad en la elección de palabras y frases y una mayor condensación de ideas con respecto a sus predecesoras. Se trata de una obra que resulta ciertamente difícil de leer para aquellos que simplemente quieren una "historia", pero que por su concentrado análisis y su genuino drama del espíritu humano es una producción asombrosa. La tesis principal de Meredith consistía en que un hombre sin sentido de la comedia está muerto para las más sutiles cuestiones del espíritu, y la concepción de Sir Willoughby Patterne, la figura central de The Egoist, es una encarnación de esta idea en persona.
A continuación, Meredith comenzó a esbozar, primero a partir de artículos periodísticos y de Meine Beziehungen zu Ferdinand Lassalle (Breslavia, 1879) de Hélène von Racowitza, un romance contemporáneo sobre la historia de amor y la muerte en un duelo del socialista alemán Ferdinand Lassalle. Meredith tituló su narración dramática The Tragic Comedians [Los comediantes trágicos] y la enriqueció con algunos de sus epigramas más brillantes y originales. Apareció inicialmente en The Fortnightly (octubre de 1880-febrero de 1881) y fue ampliada para su publicación por separado (por Kegan Paul) en diciembre de 1880. A pesar de la imperfección de sus materiales, Meredith evaluó con precisión los valores de su héroe y heroína: Alvan (Lassalle), habituado al éxito, de raza judía, revolucionario y libertino, y Clotilde (Hélène von Dönniges), una joven cristiana de una noble, exclusivista y anti-demagoga familia de filisteos.
La aparición de Diana of the Crossways (1885), un libro brillante, repleto de su más madura delineación de personajes, aunque atormentando aquí y allá al lector ocasional con los manierismos expresivos del novelista, marca una época en la carrera de Meredith, ya que fue la primera novela del autor que logró aproximarse a la popularidad general. Su protagonista, Diana Merion, es un personaje más atrayente y mejor adaptado al concepto común de comedia, pero está igualmente estereotipado, a través de toda la novela, como la misma muchacha irlandesa llena de atractivo. Diana estaba claramente inspirada en la brillante Caroline Sheridan, la honorable Mrs. Norton La novela fue un éxito inmediato, y el nombre del autor, hasta entonces prácticamente desconocido por el gran público, alcanzó la popularidad. Como las otras obras de Meredith, Diana of the Crossways está llena de belleza, ingenio y poesía, y representa el mayor empeño del autor por la emancipación de la mujer.
Las novelas de la última fase tienen como eje principal y común la defensa de la mujer herida en su orgullo y comprometida en su honor por el despotismo masculino. En la magnífica trilogía que escribe en los años noventa, al final de su carrera novelística, Meredith estudia con especial detenimiento las relaciones hombre-mujer vinculadas a consideraciones de nacimiento, posición social y legitimidad. Meredith se dedicó siempre a analizar minuciosamente la debilidad y la impostura del espíritu humano. En ocasiones parece como si hiciese de la vida algo demasiado complejo, y, a medida que va avanzando su obra, la complejidad aumenta, hasta alcanzar su punto culminante en One of Our Conquerors (Uno de nuestros conquistadores, 1891), que aborda el drama de la ilegitimidad en la figura de una mujer nacida de las relaciones extramatrimoniales de sus padres. El resultado es una magnífica representación de un tema pleno de tragedia tanto como de comedia. Lord Osmond and his Aminta (Lord Ormond y su Aminta, 1894) explora el caso de la diferencia de nivel social en el matrimonio. En The Amazing Marriage (Un matrimonio asombroso, 1895) Meredith insiste en el mismo tema y demuestra hasta qué punto el orgullo de casta de un hombre impide apreciar cuanto es auténticamente noble y valioso en una mujer. Ninguna de las dos últimas mencionadas alcanzó el nivel de las novelas anteriores, aunque en la última el autor pareció captar un resplandor de genio. Estas tres novelas muestran una tendencia a acentuar las cualidades estilísticas que impidieron la popularidad general de todas las obras de Meredith, y contribuyeron poco a su reputación.
Las novelas de Meredith se parecen más a diálogos platónicos que a obras de ficción. Sus personajes tienen por regla general muy poca voluntad o carecen de un discurso propio. La voz de su creador se puede escuchar constantemente animándolos desde detrás de una cortina. Los poemas llenan los intersticios del pensamiento en las novelas. Oscar Wilde dijo con cierta razón que Meredith lo dominaba todo menos el lenguaje: como novelista podía hacer cualquier cosa excepto contar una historia, como artista era todo menos elocuente. A esto se podría responder que era lo suficientemente elocuente cuando así lo deseaba. Delinea caracteres mediante un extraño proceso taquigráfico propio; sus hombres, y especialmente sus mujeres, trascienden la naturaleza humana ordinaria, pero sus heroínas, y entre ellas sus «rosas inglesas», difícilmente pueden ser igualadas salvo por Shakespeare. Su poder descriptivo y su conocimiento de las cámaras secretas del cerebro eran realmente soberbios. Pero las descripciones, los personajes y las tramas estaban en las novelas totalmente subordinados a los ideales de su imaginación.
Aunque las obras de Meredith nunca fueron y probablemente nunca serán generalmente populares, su genio fue, desde el principio, reconocido por los mejores jueces. Para compensar sus defectos, Meredith ofrece humor ―a menudo caprichoso, es cierto, pero entusiasta y brillante―, una observación cercana de la naturaleza y una exquisita sensibilidad por la misma, una capacidad maravillosa para la pintura verbal, el más delicado y penetrante análisis de caracteres, y un optimismo invencible que, aunque no logra cegar los aspectos más oscuros de la vida, triunfa sobre la depresión que éstos podrían inducir en una naturaleza más débil. Meredith es un novelista brillante, concentrado y complejo. El humor, ingenio, magia y colorido de su estilo son evidentes. Es un artista literario. Se ocupa de los grandes temas, no de los pequeños; los personajes de sus ficciones son personalidades, seres humanos, no "héroes" ni "buenos chicos"; y no se rebaja a complacer la lubricidad o abastecer al "público lector". Como intérprete de la mujer y defensor de la personalidad femenina, Meredith es el más destacado de los novelistas del siglo XIX.
Ouida (Marie Louise de la Ramée, 1839-1908) escribió más de 40 novelas, que gozaron de considerable popularidad. En el primer periodo de su producción literaria (años 1860), había seguido la moda de la narrativa sensacionalista imperante en la época. De sus obras posteriores cabe destacar Two Little Wooden Shoes (1874), Signa (1875), In a Winter City (1876), Moths (1880), In Maremma (1882) o A House Party (1887). En The Massarenes (1897), ofrecía un espeluznante cuadro del millonario advenedizo en la sofisticada sociedad londinense. Este libro era muy apreciado por Ouida, pero no lograría sustentar su popularidad, que decayó después de 1890.
Richard Jefferies (1848-1887), novelista y naturalista, publicó en 1874, en parte con su propio dinero, su primera novela: The Scarlet Shawl (El chal escarlata). Al igual que sus sucesoras, Restless Human Hearts (Inquietos corazones humanos, 1875) y The World's End (El fin del mundo, 1877), resultó ser un fracaso. Su siguiente novela, The Dewy Morn, aunque netamente superior a sus predecesoras, no pudo en aquel momento encontrar editor. Tras publicar una serie de obras misceláneas y de carácter científico, Jefferies sintió la necesidad de combinar al naturalista con el novelista, y, comprimida en el molde de la ficción, la profusión de sus observaciones y su imaginación adquirieron algo así como una unidad artística. Wood Magic: A Fable (Wood Magic: una fábula, 1881) forma una secuencia con la posterior novela Bevis: the Story of a Boy (Bevis: la historia de un niño, 1882); ambas están protagonizadas por el mismo niño-héroe y ambientadas en un entorno bucólico, si bien la primera es una fábula llena de fantasía mientras que la segunda es más realista. Bevis es la idealización de su propia infancia. Es un libro hermoso, pero fue superado con creces por la originalidad creativa de su predecesor, Wood Magic (1881), que está basado en la idea de un mundo de animales que hablan y razonan, mostrando en sus modos y hechos todas las pasiones del género humano, y entre los cuales un niño, el único personaje humano, se mueve un tanto como el coro de una tragedia griega. El último capítulo, el "Diálogo de Bevis y el viento", es uno de los mejores poemas en prosa en su lengua. Así como Bevis idealiza las escenas y episodios de la infancia de Jefferies, The Story of my Heart (La historia de mi corazón, 1883) idealiza los sentimientos y anhelos de su juventud; difícilmente sea lo que el muchacho realmente pensaba, pero encarna todo lo que habría de pensar una vez que hubiese alcanzado intelectualmente la condición de hombre. El único punto fijo en ella es su intenso panteísmo. Estos libros, junto con Wild Life, le otorgan a Jefferies su lugar permanente en la literatura inglesa. Posteriormente, Jefferies concluiría su novela más ambiciosa y singular, Amaryllis at the Fair (1884). Estrechamente basada en sus propias experiencias familiares, describe una granja y una familia que se acercan de manera imperceptible al desastre. Hay en ella poco desarrollo narrativo.[cita requerida]

Retrato de Henry James (1900), obra de la pintora estadounidense Ellen Emmet Rand (1875-1941).

De todos aquellos escritores que iniciaron su actividad en el siglo XIX y la prosiguieron en el XX, ninguno está más cerca de nosotros que Henry James (1843-1916), contemporáneo de Thomas Hardy. Indudablemente no hay dos novelistas más distintos. Hardy nunca fue bueno a la hora de analizar minuciosamente las motivaciones de la conciencia y nunca se sintió a gusto al describir el grupo social que a James más le iba, el de la gente acomodada. En realidad, James sigue la tradición de novela realista heredada de Jane Austen (a quien sorprendentemente no valora), George Eliot y Turguénev (el modelo que más claramente reconocía). Evita las estructuras melodramáticas, grotescas y tambaleantes de la novela victoriana típica de los primeros años. Sus personajes se enfrentan a problemas amorosos y conyugales, o a la alternativa que se les plantea cuando no saben si deben dejarse llevar por el propio interés o renunciar al mismo. Suelen contraponer distintos códigos de conducta, en un entorno meticulosamente diseñado que forma parte de la acción, aunque esta se adelanta ligeramente y las cuestiones morales afloran a la superficie a través del análisis detallado de las mentalidades o a través de inteligentes diálogos alusivos.
Como novelista, Henry James es moderno entre los modernos tanto en temas como en métodos. Es enteramente leal a la vida contemporánea y reverencialmente exacto en su transcripción de las fases. Sus personajes son, en su mayoría, gente de mundo que concibe la vida como una de las bellas artes y dispone de tiempo libre para llevar a cabo sus teorías. Rara vez se encuentran de cerca con algún cometido práctico desagradable. Son sutiles y complejos con la sutileza y la complejidad que provienen de la preocupación consciente por ellos mismos. Son especialistas en conducta y consumados maestros en casuística, y están llenos de variaciones y sombras de recovecos. Revelar el poder y la tragedia de la vida a través de tantas condiciones minuciosamente limitantes y aparentemente artificiales, y por medio de personajes un tanto cohibidos y propensos a hacer de la vida no más que un pasatiempo placentero, bien podría parecer una tarea imposible. Sin embargo, es precisamente en esto en lo que Henry James tiene un éxito preeminente. Lo esencialmente humano es lo que realmente le importa, por mucho que en ocasiones pueda parecer preocupado por su técnica artística o por la máscara de convenciones a través de la cual hace que se revele lo esencialmente humano.
Henry James nació en América, pero se asentó en Inglaterra, donde vivió sus últimos cuarenta años. Un año antes de su muerte se hizo ciudadano inglés. Roderick Hudson (1875) fue su primera novela extensa. Sus primeras novelas, por ejemplo Daisy Miller (1878), describen el contacto de los americanos con la vida europea. Conocer esta novela de Henry James en todas sus formas, supone conocer los temas y el estilo de su autor. La heroína que da título a la novela es una joven estadounidense que desobedece las reglas de conducta europeas. Este esbozo de personaje fue muy criticado por no ser una representación fiel del arquetipo estadounidense; pero en la actualidad su veracidad es admitida. James consideraba al ciudadano americano moralmente superior a los europeos y menos complejo. En The Europeans (Los europeos), una joya de novela inicial, el mundo de los Wentworth de New Ingland se enfrenta al de sus primos, unos americanos europeizados.
La mejor novela que escribió James en esta primera fase es indiscutiblemente The Portrait of a Lady (Retrato de una dama) (1881). La novela destaca sobre todo por la intensidad con que se elabora el personaje de Isabel. James quería refinar la técnica novelística, convertirla en una herramienta artística más sensible y más sólida, utilizarla para investigar niveles de caracterización más profundos, sombras más sutiles de conciencia. Esto es lo que consigue en The Portrait, y al leerlo entendemos por qué a James se le suele considerar el padre de la novela moderna. James es uno de los escritores que mejor han analizado la complejísima conciencia moderna.
The Bostonians (1886), escrita en un tono satírico, presenta con desagradable fidelidad a una mujer bostoniana de mentalidad fuerte dominada por una «misión», "que afronta con fuerza la vida", nunca es tan feliz como cuando lucha, se esfuerza y sufre a lo largo de toda la novela por una causa que es la emancipación de la mujer.
A esta primera fase le seguiría una serie de estudios dedicados ya exclusivamente al modo de vida inglés, entre los que se incluye The Tragic Muse (1890) y varias novelas más.
Otra novela, Lo que Maisie sabía (1897), insinúa una historia atroz, a través de la inocente ignorancia de una niña, que la narra sin entenderla. Sus relatos son voluntariamente ambiguos; el más divulgado de todos, Otra vuelta de tuerca (1898), admite, por lo menos, dos interpretaciones.
Entre sus obras del período victoriano especialmente dignas de mención se encuentran, aparte de las ya mencionadas, las siguientes: The American (El americano, 1877), considerada por algunos como la mejor; Confidence (1880); Washington Square (1880); Princess Casamassima (1886); The Tragic Muse (1889-90); The Other House (1896); The Spoils of Poynton (1897); The Ankward Age (1898-99) y The Sacred Fount (1901). James vivió sin esperanza, pero creyó con toda razón en la importancia y sutileza de su obra, que abarca más de treinta volúmenes.
A partir de la década de 1870, el poeta de origen escocés Robert Williams Buchanan tanteó la prosa de ficción y el teatro, no siempre con éxito. En 1876 apareció The Shadow of the Sword (La sombra de la espada), la primera y una de las mejores de una larga serie de novelas, dos de las cuales, A Child of Nature (Un hijo de la naturaleza, 1881) y Father Anthony (inédita hasta 1898), tenían el colorido de sus vivencias irlandesas. Tanto La sombra de la espada como su siguiente novela, God and the Man (Dios y el hombre, 1881), llamativo relato de una disputa familiar, se caracterizan por una cierta amplitud y simplicidad de tratamiento que no resultan tan notorias en sus sucesoras, entre las cuales cabe mencionar The Martyrdom of Madeline (El martirio de Madeline, 1882), Foxglove Manor (1885), Effie Hetherington (1896) y Father Anthony (1898). En total, escribió veinticuatro novelas hasta el mismo año de su fallecimiento.
Sabine Baring-Gould (1834-1924), novelista inglés, era poseedor de una pluma dispuesta, y comenzó a publicar libros sobre temas diversos ―física, viajes, historia, folclore, religión, mitología― desde 1854 en adelante. Su novela Mehalah (1880), cuyo escenario se sitúa en la costa este de Inglaterra, era una historia excelente, y entre otras muchas cabe mencionar John Herring (1883), un relato del West Country; Court Royal (1886); La araña roja (1887); The Pennycomequicks (1889); Cheap Jack Zita (1893) y Broom Squire (1896), un relato de Sussex.
Tras la muerte de James Rice, con quien escribió conjuntamente casi una decena de novelas entre 1871 y 1881, Sir Walter Besant continuaría escribiendo novelas en solitario, produciendo anualmente una obra de ficción de extensión estándar durante veinte años. Las tramas de Besant en solitario poseen una estructura mucho más suelta que las que escribió con su socio, y se basaba en mayor medida que antes en sucesos históricos. En Dorothy Forster (3 volúmenes, 1884), que Besant consideraba su mejor obra, dio muestras de su ingeniosidad al situar una elegante historia de amor en un marco histórico. El tratamiento que hace Besant de la sociedad contemporánea resulta en su mayor parte menos satisfactorio. Pero dos de sus obras de ficción moderna, All Sorts and Conditions of Men (1882) y Children of Gibeon (1886), alcanzaron una popularidad muy superior a la de cualquier otra obra suya, pero en otro sentido distinto al puramente literario.
Besant, quien siempre tuvo un fuerte interés filantrópico, había investigado personalmente los problemas de la pobreza en el este de Londres, y en estas dos novelas ponía en valor propuestas concretas para su solución. El segundo libro se centraba en los males de la explotación laboral, y ayudó a impulsar el movimiento para la asociación comercial de las mujeres trabajadoras. El primer libro, All Sorts and Conditions of Men, que consistía mayormente en un enérgico alegato por la regeneración social del East London, estimuló enormemente la solidaridad individual de los acomodados hacia los pobres del East End. En esta novela, Besant representó un ficticio «Palace of Delight [Palacio del Disfrute]», que debería remediar la triste monotonía de la vida en el East End. La novela mostraba una imagen tan clara de la vida real y las escasas oportunidades de la gente común del este de Londres que llevaría a la creación del Palacio del Pueblo en la vida real. La obra dio impulso a muchas otras tentativas de reformas sociales, y ayudó a su autor a hacerse un hueco entre los reformadores sociales de su generación. Aunque no es en sí mismo un pionero en los esfuerzos realizados por el canónigo Barnett y otros para aliviar los males sociales del East End por medio del contacto personal de hombres y mujeres educados pertenecientes a una clase social superior, sus libros prestaron un inmenso servicio al movimiento al popularizarlo. Su solidaridad con los pobres quedaría demostrada en otro intento de conmover a la opinión pública, esta vez contra los males del sistema de explotación, en The Children of Gibeon (1886).
Las restantes novelas de Besant correspondientes a este periodo son: The Revolt of Man (1882), All in a Garden Fair y The Captain's Room (ambas de 1883), Uncle Jack (1885), The World went very well then (1887), Herr Paulus y For Faith and Freedom (ambas de 1888), The Bell of St. Paul's (1889), Armorel of Lyonesse (1890), St. Katharine's by the Tower (1891), The Ivory Gate (1892), The Rebel Queen (1893), Beyond the Dreams of Avarice y In Deacon's Orders (ambas de 1895), The Master Craftsman y The City of Refuge (ambas de 1896), A Fountain Sealed (1897), The Changeling (1898), The Orange Girl (1899), The Fourth Generation (1900) y The Lady of Lynn (1901).
Rosa Mulholland (1841-1921) fue una escritora irlandesa casada con el prestigioso anticuario victoriano sir John Gilbert, quien, además, era un experto en el folclore de Irlanda e Inglaterra. Sus primeros éxitos como escritora, The Wild Birds of Killeevy (1883) y Marcella Grace (1886), hablan de los problemas sociopolíticos de Irlanda bajo la dominación inglesa, y abogan por la creación de una aristocracia católico-irlandesa que paliara los efectos negativos del feudalismo inglés.

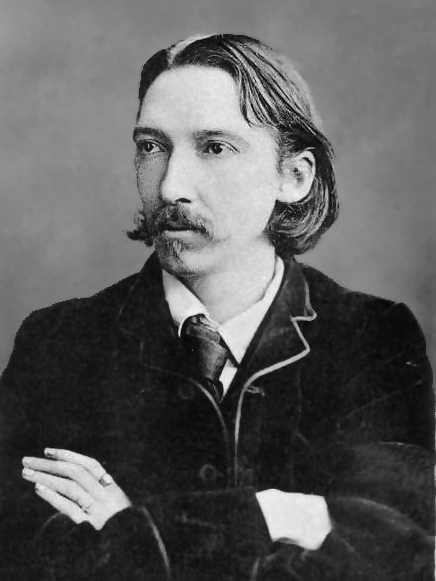
Robert Louis Stevenson

En Robert Louis Stevenson (1850-1894) estimamos el estilo más que los ideales. Su prosa es fluida y atrayente, cuidadosamente articulada y un tanto carente de vigor. Había sabido cómo poner a todo lo que escribía el sello de un vívido encanto personal; había demostrado ser un maestro de la frase apropiada y vigorosa; y ya fuera en el cuento o la parábola, el ensayo o la meditación del viajero, se había referido a puntos vitales de la experiencia y las sensaciones con la observación y la perspicacia de un verdadero poeta y humorista. Stevenson hizo todo lo que pudo para dotar al género narrativo de la novela de aventuras de un realismo y una perfección artística que le proporcionaran la debida dignidad. Estilista cuidadoso, Stevenson adopta una posición moralmente neutral ante su arte, y estima que la gracia en el manejo del material artístico es más importante que su valor intelectual. La neutralidad y la objetividad fueron su divisa, puesto que la parcialidad es inmoral, y es erróneo todo libro que ofrece un cuadro engañoso del mundo y de la vida. La teoría y la práctica del estilo lo preocuparon siempre. Consciente, pues, de que el escritor es un orientador de la sociedad y seguro de que por humilde que sea una obra literaria puede causar mucho daño o mucho provecho, adopta la doctrina estética de la serena imparcialidad y se adhiere a la idea de la absoluta supremacía de los derechos del arte. Estas ideas le hacen mucho más exigente que otros narradores, y a su luz escribió los ensayos, narraciones de viajes, los cuentos y las novelas que su corta vida le permitió. Sus maestros más inmediatos fueron sin duda Flaubert, Maupassant y Mérimée. Eso quiere decir que con Stevenson entra en la prosa narrativa inglesa, y alcanza exótica fascinación, la lección estilística de los naturalistas fraceses, la elección de la palabra justa, insustituible, el sentido del color, del sonido, del matiz esencial, del detalle observado con exactitud, y al mismo tiempo la aversión a todo exceso romántico o sentimental, el ejercicio de una sobriedad y un dominio de sí mismo casi estoicos.

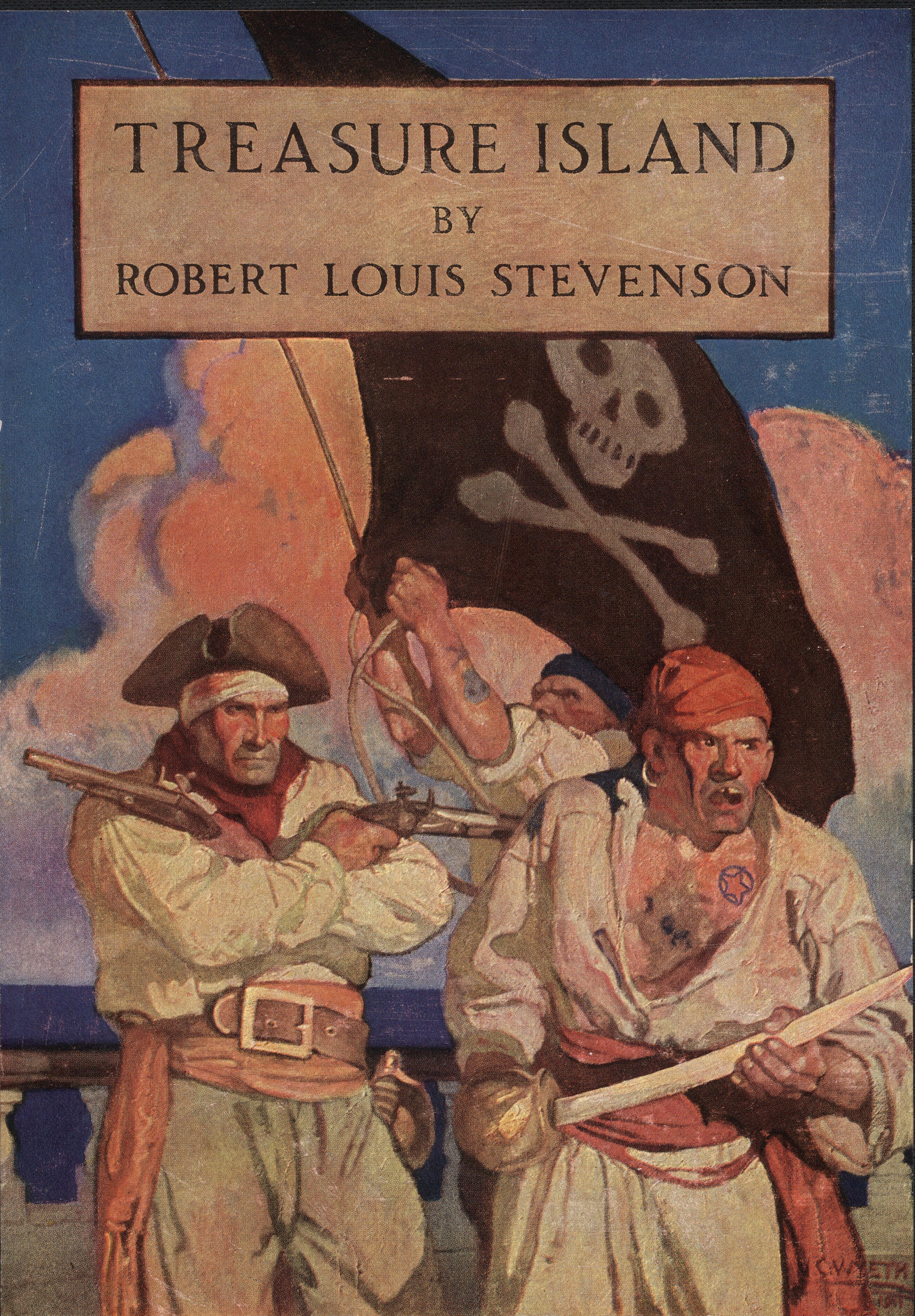
Portada de La isla del tesoro (Treasure Island), en su edición de Charles Scribner's Sons (Nueva York, 1911), ilustrada por Newell Convers Wyeth (1882-1945).

A partir de 1880 entró en un período de productividad que, teniendo en cuenta su precaria salud, resultó muy notable, tanto en lo que respecta a la cantidad como a la calidad. A pesar de que la originalidad y el poder de los escritos de Stevenson fueron reconocidos desde el principio por un selecto grupo, fue solo lentamente que llegaron a oídos del público en general. La fama de Stevenson llegó en 1883 con la publicación de La isla del tesoro, novela de mar y piratería ambientada a mediados del siglo XVIII. Tras su publicación, la obra se convirtió inmediatamente en un éxito popular incluso entre el nuevo público adulto. En esta historia, la fuerza inventiva y la viveza narrativa atrajeron a todos los lectores, incluidos aquellos para quienes sus otras cualidades de estilo y delineación de personajes habrían pasado desapercibidas en sí mismas; y ha ocupado un lugar en la literatura como relato clásico de aventuras de piratas y amotinados. Se conserva el mismo paso en toda la obra, las sorpresas son oportunas y los personajes son claros y distintos.
En 1885 publica Prince Otto (El príncipe Otón). En esta historia, o fantasía, ciertos problemas de caracteres y relaciones conyugales que habían ocupado al autor desde su tragedia juvenil Semíramis son resueltos con un vivo juego de intelecto y humor, y (como algunos piensan) con un exceso de refinamiento y experimentación estilística, en un escenario de la vida cortesana alemana y con un delicioso trasfondo de paisajes forestales alemanes. El libro, nunca muy popular, es uno de los más característicos de la mentalidad del autor.
En 1886 llegaron dos éxitos que incrementaron enormemente su reputación, y con ella su poder adquisitivo. Éstos fueron Strange Case of Dr. Jekyll and Mr. Hyde (El extraño caso del doctor Jekyll y Mr. Hyde) y Kidnapped (Secuestrado). El primero, basado en parte en un sueño, es un llamativo apólogo sobre la doble vida de un hombre. En esta novela, un maravillosamente poderoso y sutil relato psicológico, Stevenson abandonó su tono habitual para escribir una alegoría moderna sobre el bien y el mal en la personalidad humana. Publicado como "shilling shocker", un formato de moda en aquella época, se hizo popular al instante; fue traducido al alemán, francés y danés; y los nombres de sus dos personajes principales han pasado al acervo común de referencias proverbiales. En Secuestrado ―una historia escocesa para jóvenes sugerida por el histórico incidente de los asesinatos de Appin― las aventuras resultan apenas menos emocionantes que las de La isla del tesoro, los elementos de delineación de personajes son más sutiles y llegan más lejos, mientras que el elemento romántico de la historia y el sentimiento patriótico están expresados como casi nunca lo habían estado desde Scott. El éxito de estas dos historias, tanto de crítica como de público, cimentó la posición de Stevenson al frente de los jóvenes escritores de su época, entre quienes su ejemplo favoreció una mayor atención general a las cualidades técnicas de estilo y elaboración, así como una reacción a favor de la novela de acción y romance frente a las modalidades de ficción más analíticas y menos estimulantes que predominaban entonces.
The Master of Ballantrae (El barón de Ballantrae) (1889) es una novela, hasta cierto punto histórica, sobre una querella entre dos hermanos que dura toda la vida. Muchas personas piensan que esta trágica historia de odio fraterno ocupa el primer lugar entre las novelas del autor, tanto por la viveza de sus descripciones como por su penetración psicológica. En el Pacífico había planificado y comenzado, en colaboración con Mr. Lloyd Osbourne, su única tentativa de una historia extensa y prolongada sobre la vida contemporánea, The Wrecker (1890-92). Catriona (1893), secuela de Secuestrado, es, como ésta, otra novela histórica en la línea de las de Walter Scott, y está igualmente ambientada en el período político de las Highlands posterior a 1745. Ambas resisten la comparación con Scott, y al compararlas resultan más ligeras en cuanto a erudición, caracterización y sentido nacional; pero resultan más eficaces en cuanto narraciones. Catriona contiene parte del mejor trabajo del autor, especialmente en las escenas finales de Leiden y Dunkerque. La comedia de una pasión juvenil difícilmente ha sido expresada de manera más brillante o más delicada.
En 1892 había comenzado The Ebb-Tide (Bajamar), una oscura historia de crímenes y aventuras en los mares del Sur, planificada algún tiempo antes bajo el título de Pearl-Fisher (El pescador de perlas) en colaboración con Mr. Lloyd Osbourne. Fue publicada por entregas entre noviembre de 1893 y enero de 1894, y en formato de libro en septiembre de 1894.
Con Weir of Hermiston (comenzada en 1892 y publicada póstumamente en 1897), Stevenson presenta el esquema de una novela de mayor profundidad y más amplia estructura que las anteriores. Quedó inconclusa al morir el escritor, pero aun así en ella están perfectamente desarrollados tanto el entorno escenográfico como los principales personajes. De entre todas sus obras, esta prometía ser la mejor. En ella Stevenson profundiza aún más en la caracterización de tipos nacionales, ofreciéndonos un somero panorama de la estructura económica de Escocia y de los grupos que de ella surgen en entornos rurales y urbanos. Con esto el elemento romance adquiere mayor densidad e importancia. Los pocos capítulos que pudo completar, tomados como bloques separados de presentación narrativa y de personajes, son del más alto poder imaginativo y emotivo. Se trata de una trágica historia de las fronteras escocesas, cuyo personaje principal estaba basado en el famoso juez Lord Braxfield. Stevenson no parecía tener la suficiente capacidad imaginativa, ni el método y preparación para escribir novelas extensas de argumentación trabada y perfilada caracterización. Sin embargo, Weir of Hermiston es un indicio seguro de hasta dónde hubiera podido llegar Stevenson, ya que, de haberse terminado, esta obra podría ponerse al lado de cualquiera de las grandes novelas escocesas de Walter Scott.
El estilo de Stevenson es singularmente fascinante, elegante, variado, sutil y dotado de un encanto especial. Stevenson sería siempre muy consciente de su estilo, que había surgido de su propia perfección. Algunas veces, incluso, el lector está tentado a considerar que el estilo era demasiado bueno para la obra. Stevenson llevó la novela hacia atrás, de vuelta al relato y a la narración de aventuras. Fue un artista tan sólido que al principio es difícil advertir el fenómeno que provocó su éxito. Como a Kipling, la circunstancia de haber escrito libros para los niños ha disminuido acaso su fama. La isla del tesoro ha hecho olvidar al ensayista, al novelista y al poeta. Pocos escritores han concitado durante su vida tanta admiración y respeto por parte de sus colegas de profesión.
En 1884, Mrs. Humphry Ward (Mary Augusta Ward, 1851-1920) publicó un ambicioso aunque breve estudio de la vida moderna, Miss Bretherton, la historia de una actriz. Pero sería su siguiente novela la que habría de hacerla famosa. En febrero de 1888 apareció Robert Elsmere, una poderosa novela que traza la evolución mental de un clérigo inglés, de carácter y conciencia sublimes y con inclinaciones intelectuales, obligado a rendir su propia ortodoxia a la influencia de la «Alta crítica». El personaje de Elsmere debe mucho a reminiscencias del filósofo T. H. Green y del historiador J. R. Green. El libro se convirtió en motivo de conversación del mundo civilizado, en gran parte como consecuencia de una reseña de W. E. Gladstone en el The Nineteenth Century. Sería el elemento tópico el que conseguiría deslizar en todos los salones ingleses el Robert Elsmere de Mrs. Humphry Ward. Debió su popularidad no tanto a aquel público nuevo y no cultivado, cuanto al hecho de que en sus planteamientos sobre la fe cristiana recogió un tema que se trataba sin duda del más popular en su época. En cinco meses alcanzó siete ediciones en un formato de tres volúmenes, y las ediciones baratas estadounidenses tuvieron unas ventas enormes. Fue traducida a varios idiomas europeos, y fue objeto de artículos en doctas revistas extranjeras. Robert Elsmere es en sí misma una buena historia, especialmente por su representación del conflicto emocional entre Elsmere y su esposa, cuya ortodoxia demasiado constreñida lleva su fe religiosa y su mutuo amor a un terrible callejón sin salida; pero lo que le otorgó al libro su buena aceptación fue el detallado debate sobre la «Alta crítica» de la época, y su influencia en la fe cristiana, más que su poder como obra de ficción dramática. Dio origen, como ninguna obra académica podría haber hecho, a un debate popular sobre el cristianismo histórico y esencial.
H. Rider Haggard (1856-1925) perdió por poco la oportunidad de ser algo más que un exitoso escritor de novelas de aventuras. Evidentemente es mucho más competente que Grant Allen, cuya The Woman Who Did fue, en 1895, no solo tópica sino incluso atrevida. La primera novela de este literato y científico británico de origen canadiense (1848-1899) fue Philistia, que apareció originalmente por entregas en The Gentleman's Magazine, y fue publicada en 1884 en los en aquel entonces habituales tres volúmenes. Este libro es en gran medida autobiográfico. Aunque no gustó al público, el autor recibió suficiente estímulo para continuar. Durante los siguientes quince años publicaría más de treinta libros de ficción, entre los cuales destaca The Woman Who Did (1895). Se trata de una Tendenz-Roman [novela de tesis] escrita, como dijo el autor, "por primera vez en mi vida total y exclusivamente para satisfacer mi propio gusto y mi propia conciencia". La heroína es una mujer con todas las virtudes que, por respeto a la dignidad de su sexo, se niega a someterse al vínculo legal del matrimonio. Las desastrosas consecuencias de semejante proyecto vital son desarrolladas por el autor con implacable precisión. Pretendía que el libro, con toda seriedad, fuera tomado como una protesta contra el sometimiento de las mujeres. El público lo leyó con entusiasmo, pero quedó escandalizado.
Hall Caine (Thomas Henry Hall Caine, 1853-1931) comenzó en 1885 una sumamente exitosa carrera como novelista de tipo melodramático con La sombra de un crimen, seguida por El hijo de Agar (1886), The Deemster (1887), The Bondman (1890), The Scapegoat (El chivo expiatorio, 1891), The Manxman (El manés, 1894), The Christian (1897), The Eternal City (La ciudad eterna, 1901), etc.
Marie Corelli (1855-1924), novelista y mística inglesa, produjo una historia romántica que resultaba siquiera ingeniosa, si no notablemente bien escrita, sobre el tema de una auto-revelación que conecta a la deidad cristiana con una fuerza mundial en forma de electricidad, y que fue publicada en 1886 con el título de Un romance de dos mundos. Se vendió de forma inmediata y copiosa, lo que dio como resultado, naturalmente, que la autora dedicara sus aptitudes inventivas a satisfacer las demandas del público de otra obra similar. Así pues, escribió de manera sucesiva una serie de novelas románticas melodramáticas, originales en ciertos aspectos de su tratamiento, audaces en otros, pero todas ellas combinando una trama legible con suficiente "fundamento" de lo que la mayoría demandaba de corrección ética y religiosa para adaptarse a los gustos contemporáneos ampliamente difundidos; fueron éstas Vendetta (1886), Thelma (1887), Ardath (1889), El alma de Lilith (1892), Barrabás (1893), Los padecimientos de Satán (1895) ―los mismos títulos resultaban atractivos―, El átomo poderoso (1896) y otras, hasta The Master Christian (1900), que nuevamente satisfacía la demanda socio-ético-religiosa. Miss Corelli poseía la virtud de escribir con bastante sinceridad y con convicción, frente a eminentes críticos que hacían comentarios despreciativos por su mal estilo y su sensacionalismo, sobre temas que los lectores convencionales no obstante disfrutaban, y rotundas tramas que resultaban dramáticas y vigorosas.
Hugh Stowell Scott (1862-1903) comenzó trabajando para una firma aseguradora en la City de Londres. Sin embargo, la rutina comercial le resultó desagradable. Sentía un ardiente deseo de viajar al extranjero y estudiar las nacionalidades foráneas, por lo que se vio impulsado a probar suerte en la narrativa. Su primer experimento fue Young Mistley, que envió a Bentley y publicó de forma anónima en 1888 (en 2 volúmenes). En su siguiente libro, The Phantom Future (1889, 2 volúmenes), adoptó el seudónimo de «Henry Seton Merriman» con el fin de esquivar la desaprobación de su familia, y hasta el final utilizaría el mismo disfraz. The Phantom Future fue seguida por otras dos historias igualmente inmaduras: Suspense (1890, 3 volúmenes) y Prisoners and Captives (1891, 3 volúmenes). En 1892 despertó el interés de James Payn, entonces editor del Cornhill, con una historia bien construida sobre la vida de los franceses y los ingleses, The Slave of the Lamp, que tras ser publicada por entregas en el magacín fue bien recibida al publicarse por separado. Su sucesora, From One Generation to Another (1892), fue acogida tan calurosamente como para justificar la decisión de Scott, cuyos recursos siempre fueron abundantes, de abandonar la City y dedicarse en exclusiva a la profesión de novelista. En 1894, su historia With Edged Tools, ambientada en África Occidental, atrajo la atención del público y le otorgó un lugar destacado entre los novelistas populares de su época. Siguió rápidamente The Grey Lady (1895), que trataba sobre la vida marinera; algunas de sus escenas fueron extraídas de una visita a las islas Baleares.
Estudió los métodos de Dumas y dedicó todo el tiempo y dinero disponibles a la detallada puesta en escena de una serie de novelas sobre las nacionalidades modernas. Su más ambiciosa y en conjunto más exitosa realización fue la emocionante historia rusa que apareció en 1896 con el título The Sowers. Fue seguida, a intervalos de aproximadamente dieciocho meses entre una y otra, por Flotsam (1896), una historia ambientada en Delhi en los días de la sublevación; In Kedar's Tents (1897), un relato de intriga en la España carlista; Roden's Corner (1898), una historia anglo-holandesa que incorpora un ataque a las compañías promotoras sin escrúpulos; Dross (1899), que no fue publicada en formato de libro en Gran Bretaña; The Isle of Unrest (1900), una historia de vendettas corsas un tanto al estilo de Mérimée, etc. En el momento de su muerte, Scott era uno de los novelistas más logrados y más ampliamente leídos de su época.
Pearl Mary Teresa Craigie (1867-1906), novelista y dramaturga, que escribió bajo el seudónimo de «John Oliver Hobbes», publicó en 1891 en la «Pseudonym Library» de Mr. Fisher Unwin su primer libro, Some Emotions and a Moral. Su estilo epigramático y su sabor ligeramente cínico le aseguraron un éxito popular. Solo en Inglaterra se vendieron 6.000 ejemplares en un año, y más de 40.000 en vida de la autora. En mayo de 1892 vendría su segundo libro de similar textura, The Sinner's Comedy. A partir de entonces, Mrs. Craigie escribiría sin cesar. A Study in Temptations (1893), A Bundle of Life (1894) y The Gods, Some Mortals, and Lord Wickenham (1895), que fue publicada por entregas en el Pall Mall Budget, no lograron alcanzar la popularidad de su primer volumen, mientras que The Herb Moon: a Fantasia (1896) fue un relativo fracaso. Con todo, en conjunto estas novelas determinaron su posición como brillante observadora y crítica de la vida social de su tiempo.
El tema de una comedia que proyectó a continuación para Sir Henry Irving no lograría interesar al actor, y convirtió el borrador en una novela, The School for Saints (1897), que resultó ser una obra psicológica más seria de lo que había intentado hasta entonces. Esta obra tendría una secuela: Robert Orange (1900). Su última novela de este periodo es The Serious Wooing (1901).
Joseph Conrad (1857-1924) es uno de los mayores novelistas y cuentistas de la literatura inglesa. Como en el caso de Bernard Shaw, su iniciación literaria fue tardía; su primer libro data de 1895, cuando el autor ya había navegado por todos los mares del mundo, recogiendo, sin proponérselo, experiencias para su obra ulterior. Conrad es un caso extraordinario de amor al mar y de fidelidad a la lengua y a la nación que en su época era la dueña de los mares. Con la marina mercante inglesa viajó por América, Oriente, la India, África y Australia. Su interés por los barcos y el personal que los tripulaba, la vida en ellos y su lucha contra las fuerzas del océano, constituyen en gran parte la cantera de la que saca sus primeros materiales de escritor. Los accidentes y aventuras de sus viajes a Bangkok, Madras, Bombay, Singapur, el archipiélago malayo, Australia y el Congo se reflejan en relatos como Youth, The Nigger of the «Narcissus», Typhoon o Heart of Darkness. En un velero, camino de Adelaida, en 1891, se encontró con el futuro novelista John Galsworthy, con el que trabó gran amistad. Fue en esta travesía cuando Conrad empezó a escribir su primera novela, Almayer's Folly (La locura de Almayer, 1895). Con una amplia experiencia de la mar, de Asia y América y de los puertos de todo el mundo, escribiría, en un inglés muy elaborado y extrañamente rítmico, una serie de novelas que comienza con la ya mencionada Almayer's Folly.
Entre los últimos años del siglo XIX y los primeros del XX publicó Conrad sus novelas de tema marítimo. The Nigger of the «Narcissus» (El Negro del «Narciso», 1897) apenas tiene argumento. Es una narración impresionista de sus propias experiencias en el viaje de Bombay a Londres por el Océano Índico y rodeando el Cabo de Buena Esperanza en el barco Narcissus. La novela es psicológica, y expone el drama humano de un grupo de hombres que se enfrentan con el mar en uno de sus momentos más terribles.
En su época, una buena dosis de la popularidad que llegaría a alcanzar se basaba en sus primeras novelas sobre la mar y sobre exóticos lugares. Las más notables serían, amén de las ya mencionadas, Youth (Juventud, 1898) y Lord Jim (1900). Estas novelas coloristas y románticas le proporcionaron la fama, y sería gracias a ellas como seguiría conservando a la mayoría de sus lectores. La base de la ficción novelesca de Conrad es la historia de aventuras, pero contada con una compleja evocación humorística y con un constante interés psicológico.
El corazón de las tinieblas (escrita en 1899) está inspirada en las experiencias personales de Conrad mientras navegaba por el río Congo. En su obra maestra, Lord Jim (1900), otro relato de mar y de acción, el tema central es la obsesión del honor y la vergüenza de haber sido cobarde.

#### Narrativa de ciencia ficción
El periodista londinense Thomas Anstey Guthrie (1856-1934) escribió, a menudo bajo el seudónimo de «F. Anstey», relatos y novelas de carácter fantástico, cómico y satírico, en la mayoría de los cuales algún elemento mágico es introducido en la sociedad contemporánea, con caóticas consecuencias. Estas obras fueron ampliamente imitadas por numerosos escritores, convirtiéndose así en arquetipos de un subgénero distintivo de "fantasías ansteyanas". En su obra más exitosa, Vice Versâ, o una lección para padres (1882), un caballero victoriano y su hijo en edad escolar intercambian sus personalidades; la novela ha sido adaptada al cine en dos ocasiones hasta la fecha, y adaptada como serie de televisión al menos dos veces. Su reputación como escritor humorístico de notable originalidad quedó confirmada más si cabe con The Black Poodle (1884), The Tinted Venus (1885), A Fallen Idol (1886) y otras obras. En The Tinted Venus: A Farcical Romance un joven revive accidentalmente a la diosa romana del amor, y en A Fallen Idol una deidad oriental ejerce una siniestra influencia sobre un joven artista. El protagonista de The Brass Bottle (1900) adquiere los servicios de un genio extremadamente útil. La obra de Anstey se acerca más a la ciencia ficción en Tourmalin's Time Cheques (A Farcical Extravagance) (1891), uno de los primeros relatos de paradojas temporales y un ejemplo pionero de complicaciones relacionadas con una secuencia temporal aleatoria, aunque resuelto al final de forma insatisfactoria como un sueño. The Statement of Stella Maberly, written by Herself (1896), publicada de forma anónima, es una interesante historia de psicología paranormal.
La idea narrativa de After London, or Wild England (1885), de Richard Jefferies, no resulta menos sorprendente. La novela está ambientada en un futuro en el que Londres ha dejado de existir. Inglaterra, abandonada por la mayoría de sus habitantes, se ha convertido en gran medida en un primitivo desierto. Londres es una ciénaga ponzoñosa; el Támesis, un vasto lago; los bosques, infestados de bestias salvajes y de una raza maligna de enanos, cubren la mayor parte del país; los residuos de la antigua población, aunque practicando las virtudes de cazadores y guerreros, a pesar de todo viven en la ignorancia y el miedo; y en medio de toda esta oscuridad amanece una nueva luz inspirada por una juventud de genio. After London es un temprano ejemplo de ciencia ficción distópica.

#### Literatura del esteticismo
El esteticismo fue un movimiento artístico de origen inglés que se basaba de forma exclusiva en los criterios estéticos, al margen de cualquier finalidad utilitarista.
En su obra maestra, la novela filosófica Mario el epicúreo, considerada la «Biblia» del esteticismo, Walter Pater (1839-1894) plasmó sus ideales artísticos y religiosos a un mismo tiempo, estableciendo que el átomo integral ―el momento de placer― constituye la unidad y el índice de referencia del valor literario. Esta fina y pulida obra, la principal de todas sus contribuciones a la literatura, fue publicada a principios de 1885. Pater expone en ella, con perfeccionada plenitud y amorosa elaboración, su ideal de vida estética, su culto a la belleza en contraposición al desnudo ascetismo, y su teoría del efecto estimulante de la búsqueda de la belleza como un ideal propio. Mario es una apología del más sublime epicureísmo, y al mismo tiempo es una textura que el autor ha recamado con exquisitas flores de la imaginación, el aprendizaje y la pasión. El moderno humanismo no ha producido un producto más admirable que este noble ensueño de una búsqueda, a través de la vida, del espíritu de la belleza celestial.

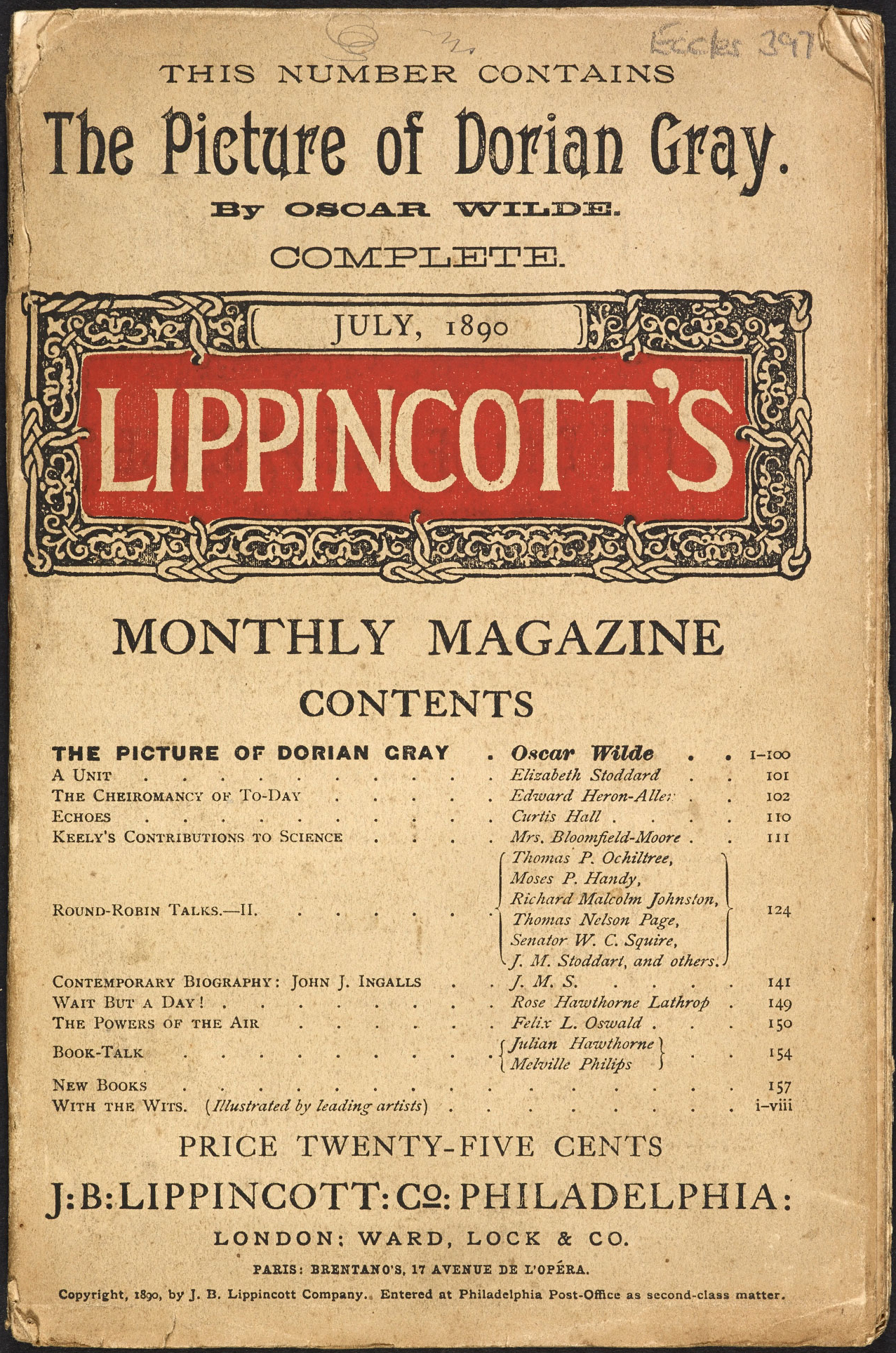
Portada del número del Lippincott's Monthly Magazine correspondiente al mes de julio de 1890, que contenía el texto íntegro de la novela El retrato de Dorian Gray.

La única novela escrita por Oscar Wilde (1854-1900), El retrato de Dorian Gray (1890), que fue inicialmente publicada en el Lippincott's Magazine, estaba llena de sutil impresionismo y de epigramas sumamente forjados, pero debió su notoriedad a una tendencia subyacente de muy desagradable sugestión. Un Prefacio al Dorian Gray, que concluía que "todo arte resulta bastante inútil", apareció de forma independiente en The Fortnightly Review (marzo de 1891). El retrato… es una verdadera síntesis del esteticismo (Wilde dirigió el esteticismo, sin creer demasiado en él). La obra está como abrumada de epigramas y de excesivo lujo. Esta novela es la expresión más completa que poseemos de la personalidad de Oscar Wilde y un documento humano del mayor interés. En gran parte de sus escritos, y en su actitud general, había para la mayoría de la gente un trasfondo de sugestión más bien obscena que creó prejuicios contra él, y El retrato de Dorian Gray, con toda su chispa y astucia, les impresionó más desde este punto de vista que por su brillantez puramente literaria.

#### Narrativa de aventuras
William Clark Russell (1844-1911), escritor inglés nacido en Nueva York, sirvió en la Marina Mercante Británica desde 1858. Su vida a bordo estuvo marcada por miserias que minaron seriamente su salud. No obstante, partiendo de estas experiencias tempranas Clark Russell reunió el material que habría de constituir su materia prima literaria.
En 1866 se retiró del servicio mercante, y tras unos meses en ocupaciones comerciales, adoptó la carrera literaria. Pronto se dedicaría a escribir historias de aventuras náuticas, lo que a partir de entonces sería su principal ocupación. Su primera novela, John Holdsworth, primer oficial de puente (1875), atrajo de inmediato la atención, y la todavía más popular El naufragio del «Grosvenor» (1877) afianzó su reputación como escritor gráfico de historias marinas. Durante treinta años, un flujo constante de novelas más o menos exitosas fluyó de su fértil pluma; en total, produjo cincuenta y siete volúmenes.
Sir Edwin Arnold definió a Clark Russell como "el Homero prosaico del vasto océano", mientras que Algernon Charles Swinburne, con su característica tendencia a la exageración, lo llamó "el más grande maestro del mar, vivo o muerto". Las novelas de Clark Russell resultaron tan beneficiosas al servicio mercante como las del capitán Marryat a la Marina Real. Avivaron el interés del público por las condiciones en que vivían los marinos, y de este modo allanaron el camino para la reforma de numerosos abusos. Sus descripciones de tormentas en el mar y de fenómenos atmosféricos eran brillantes muestras de figuralismo, pero sus caracterizaciones a menudo resultaban vulgares, y sus tramas propendían a volverse monótonas.
El escritor australiano George Lewis Becke (1855-1913), que pertenece a la escuela de Stevenson y Conrad, escribió, en solitario y en colaboración con Walter Jeffrey, numerosas historias emocionantes de aventuras en las islas del Pacífico. En solitario escribió las colecciones de relatos breves By Reef and Palm (Por arrecifes y palmerales, 1894); The Ebbing of the Tide (Bajamar, 1896); Pacific Tales (Cuentos del Pacífico, 1897); Ridan the Devil and Other Stories (Ridan el diablo y otras historias, 1899) y York the Adventurer and Other Stories (York el aventurero y otras historias, 1901); y las novelas His Native Wife (Su esposa nativa, 1895); Wild Life in Southern Seas (Vida salvaje en los mares del Sur, 1897); Rodman the Boat-steerer (Rodman el navegante, 1898); Tom Wallis (1900); Edward Barry (1900); Tess, the Trader's Wife (Tess, la mujer del comerciante, 1901); By Rock and Pool (Por rocas y charcas, 1901), etc. También escribió, en colaboración con Walter J. Jeffrey, A First Fleet Family (Una familia de la Primera Flota), 1896); The Mystery of the Laughlin Isles (El misterio de las islas Laughlin, 1896); The Mutineer (El amotinado, 1898); The Naval Pioneers of Australia (Los pioneros navales de Australia, 1899); Admiral Philip (El almirante Philip, 1899) y The Tapir of Banderah (El tapir de Banderah, 1901).

### La narrativa breve victoriana
En el siglo XIX surge el cuento de contenido realista. Esta tendencia coexiste, a finales del siglo, con la fantasía (Stevenson) o el universo imaginativo infantil (Lewis Carroll, Wilde).
No se puede entender una semblanza de Charles Dickens sin detenerse en sus sketches, relatos breves y cuentos navideños: Sketches by Boz (1836), que fueron recopilados y publicados con ilustraciones de Cruikshank; The Mudfog Papers (1837-38), Canción de Navidad (1843), Las campanas (1844) y El grillo del hogar (1845). Canción de Navidad, quizá la más peculiar de todas sus obras, muestra su creencia en la bondad humana llevada casi hasta el misticismo. Cualquiera de estos cuentos constituye una admirable introducción al estudio de las posibilidades de Dickens como novelista: su calidad poética, su estilo y los principales elementos de su ideología.
La anglo-irlandesa Anna Maria Hall (1800-1881) escribió y publicó decenas de cuentos y piezas breves (sketches), a menudo bajo el seudónimo de «Mrs. S.C. Hall». Aunque como escritora no es tan conocida como su amiga e inspiración Maria Edgeworth, Anna Maria Hall debe indudablemente ser reconocida como una de los escritores anglo-irlandeses más prolíficos de la época victoriana. Irlanda, su tierra natal, que abandonó en la adolescencia, le proporcionó el motivo de varios de sus libros más exitosos. Si bien nunca llegó a ser cruelmente satírica en su interpretación de la clase campesina irlandesa, sus breves y ficticios retratos no se alejaron mucho del didactismo, y fue en ese sentido como resultó más conocida. De 1840 son sus Cuentos del campesinado irlandés, publicados en el Chambers's Edinburgh Journal y posteriormente en forma de recopilación.
Una de sus últimas obras, Boons and Blessings (Dones y bendiciones, 1875), dedicada al conde de Shaftesbury, es una colección de cuentos sobre la templanza, ilustrados por los mejores artistas. Sus libros nunca fueron populares en Irlanda, ya que ella veía en cada una de las facciones muchas cosas elogiables y muchas censurables, de modo que no pudo complacer ni a los orangistas ni a los católicos.
Otras obras suyas son: El huevo de cisne: cuento (1850), El penique de la suerte y otros cuentos (1857), La guirnalda de la aldea: cuentos y esbozos (1863), Nelly Nowlan y otras historias (1865), El compañero de juegos y otras historias (1866), El camino del mundo y otras historias (1866), Alice Stanley y otras historias (1868), Annie Leslie y otras historias (1877), etc.
El novelista, hagiógrafo, anticuario, folclorista, antólogo y erudito Sabine Baring-Gould (1834-1924) publicó numerosas colecciones de relatos breves: The Path of the Just: Tales of Holy Men and Children (1857), Jacquetta and Other Stories (1890), My Prague Pig and Other Stories for Children (1890), Margery of Quether and Other Stories (1891), Dartmoor Idylls (1896), Furze Bloom: Tales of the Western Moors (1899), In a Quiet Village (1900), etc.
En 1863 apareció Cousin Phyllis and other Tales (La prima Phyllis y otros cuentos), de Elizabeth Gaskell. The Grey Woman and other Tales (La mujer gris y otros cuentos) aparecería en 1865.
Los cuentos y relatos breves de Thomas Hardy ―recopilados en los volúmenes Cuentos de Wessex (1888), Un grupo de nobles damas (1891), Las pequeñas ironías de la vida (1894) y Un hombre cambiado y otros relatos (1900)― no parecen presentar el pesimismo de sus grandes novelas. Incluso los títulos de las colecciones en los que los recogió invitan a ello: Las pequeñas ironías de la vida o Un grupo de nobles damas no son títulos que hagan pensar en situaciones altamente dramáticas; y no lo son, en verdad, sino que están más cerca de sugerir historias curiosas e ingeniosas para entretener a los oyentes. Esas historias de Hardy, dramáticas o humorísticas, irónicas o provocadoras, no se apartan de ninguna de las obsesiones y asuntos que viven en sus novelas. Son relatos ambientados en el mundo rural, pero también en el de la ciudad, de finales del siglo XIX.
Además de numerosas novelas, Sir Walter Besant y James Rice también escribieron a cuatro manos algunos volúmenes de relatos: El caso de Mr. Lucraft y otros cuentos (1876), Twas in Trafalgar's Bay and Other Stories (1879) y El inquilino de diez años y otros relatos. Esta colaboración llegó a su fin al morir Rice en 1882.
A lo largo de su vida, breve y enfermiza, Robert Louis Stevenson produjo gran cantidad de relatos muy desiguales, pero entre ellos hay algunos realmente extraordinarios, concretamente Markheim (Crimen y castigo en miniatura, con cierto toque escocés), The House of Eld (La casa de Eld) y The Beach of Falesá (La playa de Falesá). Al igual que sus novelas, algunos de sus cuentos son también obras maestras. De éstos cabe mencionar Thrawn Janet (Janet la contrahecha) y Will of the Mill (Will el del molino) como ejemplos en muy diferentes tipos. Sus primeros relatos publicados fueron: A Lodging for the Night (Alojamiento para una noche) (Temple Bar Magazine, octubre de 1877); The Sire de Malétroit's Door (La puerta del señor de Malétroit) (Temple Bar, enero de 1878); y Will of the Mill (Will el del molino) (Cornhill Magazine, enero de 1878).
El año 1878 fue de gran productividad para Stevenson: entre los meses de junio y octubre apareció en el London Magazine (editado por Mr. Henley) el conjunto de modernos cuentos fantásticos titulado New Arabian Nights (Las nuevas mil y una noches), concebido en una muy animosa y entretenida vena de lo realista-irreal, así como el relato Providence and the Guitar (La Providencia y la guitarra). En el verano de 1881 escribió Thrawn Janet (Janet la contrahecha) y la mayor parte de The Merry Men (Los hombres dichosos), dos de los relatos cortos más sólidos de la literatura escocesa, el primero sobre posesiones satánicas, el otro sobre una conciencia y una imaginación embrujadas, hasta perder la razón, por los terrores del mar.
En 1882, la editorial Chatto & Windus publicó, en dos volúmenes, una edición ampliada de la colección de Las nuevas mil y una noches. Esta recopilación anticipa la visión de un Londres fantástico, y fue redescubierta mucho después por su fervoroso biógrafo Chesterton. Durante el mismo período, escribió una sucesión de relatos navideños ―The Body Snatcher (El ladrón de cadáveres) en el Pall Mall Gazette en 1884; Olalla en la The Court and Society Review y The Misadventures of John Nicholson (Las desventuras de John Nicholson) en el Anuario navideño Cassell, ambos en 1885; y Markheim en el Anuario navideño Unwin en 1886―. Este último narra la historia de un crimen. En 1885 escribió una segunda serie de Las nuevas mil y una noches. Estos nuevos cuentos giran en torno a las campañas fenianas de la dinamita, que en aquel momento mantenían ocupada por completo a la opinión pública, y añaden, a los viejos elementos del realismo fantástico, un nuevo elemento de psicología criminal ingeniosa y desdeñosa. En Samoa había escrito el primero de sus relatos del Pacífico en prosa, The Bottle Imp. Este breve cuento sobre moralidad y magia atrajo enérgicamente a los lectores nativos a quienes (en una traducción misional) iba inicialmente dirigido (publicado en inglés en Black and White en 1891, y reeditado en Island Nights' Entertainments en 1893). El libro de relatos En los mares del Sur (póstumo) es el resultado de su estancia en Samoa, donde murió.
Las primeras tentativas del literato y científico Grant Allen en el campo de la ficción fueron relatos breves, que publicó en Belgravia y otras revistas bajo el seudónimo de J. Arbuthnot Wilson, y fueron recopilados bajo el título de Strange Stories (1884). En opinión de sus amigos, nunca escribió nada mejor que algunos de estos estudios psicológicos, en particular El reverendo John Creedy y El coadjutor de Churnside, que aparecieron ambos en el Cornhill.
En 1888, Oscar Wilde inició un período de actividad literaria, que fue progresiva hasta el colapso de su carrera en 1895. Este período se inició con El príncipe feliz y otros cuentos (ilustrado por Walter Crane y Jacomb Hood), un volumen de encantadores cuentos de hadas con un toque picante de sátira contemporánea. Algo de la felicidad verbal de las comedias de Wilde se encuentra en los cuentos recopilados en El crimen de lord Arthur Saville (1891). Se trataba de una colección de cinco relatos de crimen y misterio nada convencionales, destacando especialmente entre ellos El fantasma de Canterville, que introdujo una notable variación en el género del cuento de fantasmas. La colección Una casa de granadas (más cuentos de hadas, 1892) fue considerada en general, en valoración del autor, como "no destinada ni a los niños británicos ni al público británico".
En 1894 John Watson (1850-1907) publicó, bajo el seudónimo de Ian Maclaren, una serie de esbozos de la vida rural escocesa titulada Beside the Bonnie Brier Bush. El libro convirtió de inmediato a Watson en uno de los autores más populares en Gran Bretaña y América. «Ian Maclaren» conocía poco del arte del novelista, pero a partir de elementos sencillos creó cuadros del carácter escocés que, si bien no son totalmente libres de sentimentalismo, son delineaciones artísticas de la nobleza de sentimiento y de la emotividad religiosa del campesinado escocés. The Days of Auld Langsyne (1895) continuaba la misma línea, resultando apenas inferior en ejecución y popularidad. En Kate Carnegie and those Ministers (1897) empeoró algo la elaboración, no obstante su genialidad y cómodo dominio de la lengua vernácula escocesa. Afterwards, and Other Stories (1898) muestra el dominio del patetismo del autor.

## Teatro
El siglo XIX fue una de las épocas más pobres en la historia del teatro inglés; no obstante, también fue una época de grandes actores en la que destacaron nombres como los de Kean, Macready, Henry Irving y Ellen Terry, aunque en general solían representar a los clásicos (en especial a Shakespeare, adaptado a los gustos y el capricho de los actores principales), triviales comedias modernas o melodramas sensacionalistas. En conjunto, la situación del teatro de comienzos del siglo XIX era deplorable. No obstante, la decadencia del teatro no puede achacarse a una causa única. Sin embargo, la aprobación del Acta del Teatro de 1843 para regular el sector acabó con el monopolio que mantenían hasta entonces las dos grandes empresas teatrales, la del Covent Garden y la del Drury Lane, las únicas autorizadas para representar dramas dialogados en Londres. Esto permitió a teatros más pequeños producir obras en igualdad de condiciones con las dos empresas privilegiadas. Como resultado de esa nueva situación, en la década de 1860 se construirían en Londres numerosos teatros. A partir de entonces, la situación del teatro inglés fue mejorando, aunque solo de manera modesta.

## Prosa
El conflicto entre los conocimientos nuevos y la opinión consagrada llenó la época victoriana con el alboroto del debate. Los viajeros ampliaban nuestro conocimiento del mundo objetivamente considerado; los teóricos de las ciencias estudiaban su estructura interna; los economistas políticos y los moralistas deducían conclusiones que escandalizaban al hombre corriente. Detrás de todo esto, el aumento de la riqueza y del poder material favorecía una interpretación materialista de la experiencia, tácitamente aceptada en casi todos los departamentos de esta hasta por los ortodoxos. Este materialismo se apoyaba erróneamente en la autoridad de la ciencia, ya que los científicos se mantenían correctamente dentro de los límites que sus premisas les imponían.
Dos ensayistas, o más bien tres, alzaron fuertemente sus voces contra las enseñanzas de los economistas, los utilitaristas y los materialistas: Carlyle, Ruskin y Matthew Arnold. Los dos primeros se erigieron en dos profetas que acusaron con vehemencia a su época y de los cuales ha tomado la posteridad la irónica venganza de considerarlos victorianos típicos, haciéndolos objeto de excesivas reconvenciones.
Carlyle pretendió que Inglaterra regresase a una vida más espiritual por medio de una doctrina autoconcebida. Se trataría del mismo impulso que, moviéndose por un canal muy diferente, llevaría a otros, a través del Movimiento de Oxford, a una tendencia nueva en la Iglesia de Inglaterra y, en algunos casos, al catolicismo.
En The Origin of the Species (El origen de las especies) (1859) y en The Descent of Man (El origen del hombre) (1871), Charles Darwin concibió una concepción de los orígenes del hombre que desafiaba la religión ortodoxa y la opinión aceptada en todo el mundo. Enunció con gran cautela sus propias investigaciones y conclusiones, y será precisamente ahí donde residirá en buena medida su talento artístico.